# Административно-территориальное деление Красноярского края

## Административно-территориальное устройство

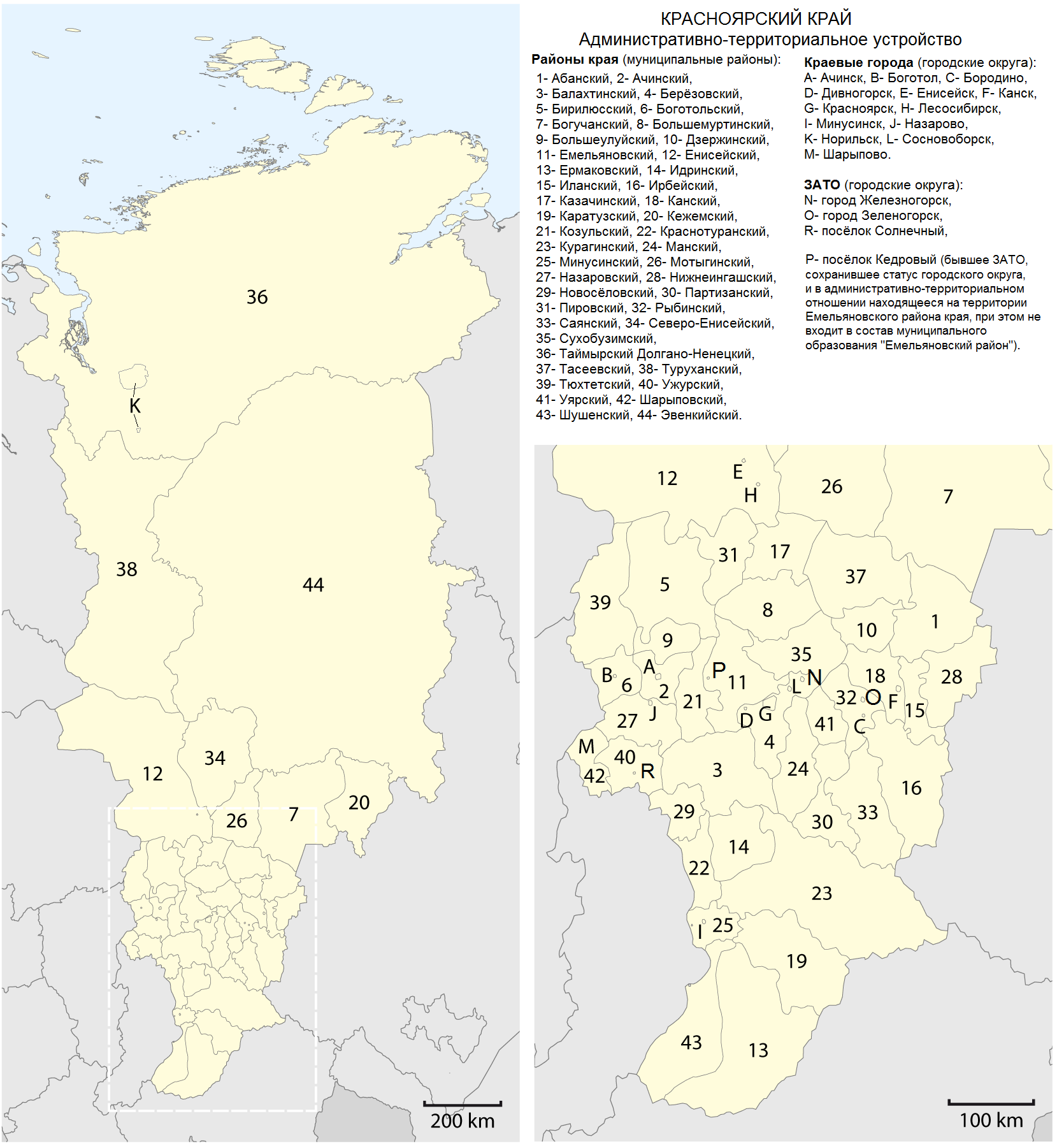
Районы края (муниципальные районы):
1 — Абанский,
2 — Ачинский,
3 — Балахтинский,
4 — Берёзовский,
5 — Бирилюсский,
6 — Боготольский,
7 — Богучанский,
8 — Большемуртинский,
9 — Большеулуйский,
10 — Дзержинский,
11 — Емельяновский,
12 — Енисейский,
13 — Ермаковский,
14 — Идринский,
15 — Иланский,
16 — Ирбейский,
17 — Казачинский,
18 — Канский,
19 — Каратузский,
20 — Кежемский,
21 — Козульский,
22 — Краснотуранский,
23 — Курагинский,
24 — Манский,
25 — Минусинский,
26 — Мотыгинский,
27 — Назаровский,
28 — Нижнеингашский,
29 — Новосёловский,
30 — Партизанский,
32 — Рыбинский,
33 — Саянский,
34 — Северо-Енисейский,
35 — Сухобузимский,
36 — Таймырский Долгано-Ненецкий,
37 — Тасеевский,
38 — Туруханский,
40 — Ужурский,
41 — Уярский,
43 — Шушенский,
44 — Эвенкийский.
Округа края (муниципальные округа):
31 — Пировский,
39 — Тюхтетский,
42 — Шарыповский,
Краевые города (городские округа):
A — Ачинск,
B — Боготол,
C — Бородино,
D — Дивногорск,
E — Енисейск,
F — Канск,
G — Красноярск,
H — Лесосибирск,
I — Минусинск,
J — Назарово,
K — Норильск,
L — Сосновоборск,
M — Шарыпово.
ЗАТО (городские округа):
N — город Железногорск,
O — город Зеленогорск,
R — посёлок Солнечный,
P — посёлок Кедровый

Согласно Закону «Об административно-территориальном устройстве Красноярского края» с изменениями от 8 июля 2021 года, субъект РФ включает следующие административно-территориальные единицы:
- 13 краевых городов (городов краевого значения): Ачинск, Боготол, Бородино, Дивногорск, Енисейск, Канск, Красноярск, Лесосибирск, Минусинск, Назарово, Норильск, Сосновоборск, Шарыпово, в том числе
  - 2 города включают районы в городе Красноярске (7 районов) и Норильске (3 района);
- 41 район края, в том числе
  - 2 района (Таймырский Долгано-Ненецкий и Эвенкийский), являющиеся административно-территориальными единицами с особым статусом;
  - 8 районных городов (городов районного значения): Иланский, Кодинск, Артёмовск, Заозёрный, Дудинка, Игарка, Ужур, Уяр;
  - 19 посёлков городского типа (в составе районов): Балахта, Берёзовка, Большая Мурта, Емельяново, Кедровый, Подтёсово, Козулька, Курагино, Кошурниково, Краснокаменск, Большая Ирба, Мотыгино, Раздолинск, Нижний Ингаш, Нижняя Пойма, Ирша, Саянский, Диксон, Шушенское;
  - 432 сельсовета;
  - 1 район (Северо-Енисейский), на территории которого не образованы внутренние административно-территориальные единицы (что фактически соответствует определению округа как административно-территориальной единицы, введённому со 2 декабря 2020 года);
- 3 округа края — административно-территориальные единицы, не входящие в состав других административно-территориальных единиц, объединяющие в территориальном и административном отношении экономически связанные между собой территориальные единицы и имеющая единый административный центр[6][7]: Пировский, Тюхтетский, Шарыповский;
- 3 закрытых административно-территориальных образования (ЗАТО): город Железногорск, город Зеленогорск, посёлок Солнечный).

Административно-территориальные единицы состоят из территориальных единиц, к которым относятся:
- сельские населённые пункты, входящие в состав сельсоветов, краевых и районных городов и посёлков городского типа, а также находящиеся на межселенных территориях и в Северо-Енисейском районе[2];
- городские посёлки, входящие в состав краевых городов (Мазульский, Стрелка, Зелёный Бор, Снежногорск, Горячегорск, Дубинино) и Северо-Енисейского района (Северо-Енисейский)[2].

Административная граница района совпадает с границами муниципального района, административная граница краевого города совпадает с границами городского округа, административная граница округа совпадает с границами муниципального округа, административная граница районного города и посёлка городского типа совпадает с границами городского поселения, административная граница сельсовета совпадает с границами сельсовета как муниципального образования. Исключение: посёлок городского типа Кедровый Емельяновского района, образующий городской округ (статус унаследован от времён функционирования в качестве ЗАТО).
На территории административно-территориальных единиц с особым статусом населённые пункты могут не объединяться в сельсоветы и могут непосредственно входить в состав административно-территориальных единиц с особым статусом — в Эвенкийском районе, на уровне муниципального устройства соответствуют сельские поселения из единственного населённого пункта.
На территории административно-территориальных единиц с особым статусом отдельные сельские населённые пункты (территориальные единицы) могут находиться в административно-территориальном подчинении другого сельского населённого пункта (территориальной единицы) — в Таймырском Долгано-Ненецком районе, на уровне муниципального устройства сельские поселения с несколькими населёнными пунктами.
Городские и (или) сельские населённые пункты как территориальные единицы (городские посёлки, сёла, посёлки, деревни) входят в состав краевого города, округа, районного города или посёлка городского типа. Городской посёлок описывается как городской населённый пункт, входящий в административно-территориальном отношении в состав краевого города, округа края, посёлка городского типа либо входящий на 1 января 2007 года в состав районного города либо в состав Северо-Енисейского района.
Упразднением административно-территориальной единицы или территориальной единицы края признаётся её ликвидация на территории края. Упразднение административно-территориальной единицы или территориальной единицы края производится только при отсутствии в ней зарегистрированных в установленном порядке жителей и жилой застройки, за исключением случаев упразднения административно-территориальных или территориальных единиц в результате преобразования административно-территориальных или территориальных единиц края, а также за исключением случая упразднения административно-территориальной единицы в результате упразднения соответствующего муниципального образования.
Эвенкийский и Таймырский Долгано-Ненецкий районы не могут быть преобразованы, согласно закону об административно-территориальных единицах с особым статусом (ст. 2 ч. 3).
Межселенные территории существуют в составе 6 районов края:
- без населённых пунктов (Енисейский, Эвенкийский районы);
- с населёнными пунктами (Богучанский, Кежемский, Мотыгинский, Туруханский районы).

Из заявленных в Уставе и Законе административно-территориальных и территориальных единиц не образованы территории со специальным статусом (специальные административно-территориальные единицы), специальные административные округа и зоны (специальный статус территориям может придаваться путём образования специальных административно-территориальных единиц или придания этого статуса административно-территориальным единицам; с целью организации административного управления в отдельных областях и сферах на территории края могут быть образованы специальные административные округа и зоны, границы которых возможно определять с учётом или без учёта административно-территориального деления края).
Всего на территории Красноярского края расположены населённые пункты:
- 51 городской населённый пункт (на 2021 год), в том числе:
  - 23 города
    - в том числе 13 краевых, 8 районных и 2 города, образующих ЗАТО, не отнесённых к категории краевого или районного города законодательством края,

  - 28 посёлков городского типа
    - в том числе 19 собственно пгт, 7 городских посёлков, а также 2 посёлка с городским населением по данным Росстата (не отнесённых к категории городского посёлка или посёлка городского типа законодательством края),
- 1700 сельских населённых пунктов (по переписи 2010 года).

Наиболее важное социальное и экономическое значение для края имеют такие города, как Красноярск, Норильск, Ачинск, Канск, Минусинск, Лесосибирск.
Административным центром Красноярского края является город Красноярск.

## Муниципальное устройство
В рамках муниципального устройства, в границах административно-территориальных единиц края к 1 января 2019 года образовано 571 муниципальное образование, том числе:
- 17 городских округов,
- 44 муниципальных района[a],
  - 27 городских поселений,
  - 483 сельских поселения.

В 2020 году 3 муниципальных района с входящими в их состав сельскими поселениями преобразованы в муниципальные округа, в связи с чем число муниципальных образований следующее:
- 17 городских округов,
- 3 муниципальных округа,
- 41 муниципальный район,
  - 26 городских поселений,
  - 457 сельских поселений.

Межселенные территории существуют в составе 6 муниципальных районов:
- без населённых пунктов (Енисейский, Эвенкийский районы);
- с населёнными пунктами (Богучанский, Кежемский, Мотыгинский, Туруханский районы).

Согласно п. 5 ст. 31 Устава муниципальным образованиям края может быть присвоен особый статус. На 1 января 2021 года таких муниципальных образований нет.

## Муниципальные районы, муниципальные и городские округа
Районы составляют муниципальные образования в статусе муниципальных районов.
Округа составляют муниципальные образования в статусе муниципальных районов.
Краевые города и ЗАТО составляют муниципальные образования в статусе городских округов.
| №         | № на карте | Флаг | Герб | Название                          | Площадь, км² | Население, чел., (2021 г.) | Административный центр | Код ОКАТО |
| --------- | ---------- | ---- | ---- | --------------------------------- | ------------ | -------------------------- | ---------------------- | --------- |
| 1e-06     |            |      |      | Районы (муниципальные районы)     |              |                            |                        |           |
| 1         | 1          |      |      | Абанский район                    | 9 512        | ↘19 074                    | посёлок Абан           | 04 201    |
| 2         | 2          |      |      | Ачинский район                    | 2 534        | ↘14 328                    | город Ачинск           | 04 203    |
| 3         | 3          |      |      | Балахтинский район                | 10 250       | ↗18 298                    | пгт Балахта            | 04 204    |
| 4         | 4          |      |      | Берёзовский район                 | 4 595        | ↗43 090                    | пгт Берёзовка          | 04 205    |
| 5         | 5          |      |      | Бирилюсский район                 | 11 800       | ↘9064                      | село Новобирилюссы     | 04 206    |
| 6         | 6          |      |      | Боготольский район                | 2 992,21     | ↘9487                      | город Боготол          | 04 208    |
| 7         | 7          |      |      | Богучанский район                 | 54 000       | ↘45 261                    | село Богучаны          | 04 209    |
| 8         | 8          |      |      | Большемуртинский район            | 6 856        | ↘18 011                    | пгт Большая Мурта      | 04 210    |
| 9         | 9          |      |      | Большеулуйский район              | 2 590        | ↘7370                      | село Большой Улуй      | 04 211    |
| 10        | 10         |      |      | Дзержинский район                 | 3 610        | ↘13 064                    | село Дзержинское       | 04 213    |
| 11        | 11         |      |      | Емельяновский район               | 7 440        | ↗53 819                    | посёлок Емельяново     | 04 214    |
| 12        | 12         |      |      | Енисейский район                  | 106 143      | ↘22 599                    | город Енисейск         | 04 215    |
| 13        | 13         |      |      | Ермаковский район                 | 17 652       | ↘19 155                    | село Ермаковское       | 04 216    |
| 14        | 14         |      |      | Идринский район                   | 6 070        | ↘10 924                    | село Идринское         | 04 217    |
| 15        | 15         |      |      | Иланский район                    | 3 780        | ↘23 504                    | город Иланский         | 04 218    |
| 16        | 16         |      |      | Ирбейский район                   | 10 921       | ↘15 316                    | село Ирбейское         | 04 219    |
| 17        | 17         |      |      | Казачинский район                 | 5 755        | ↘9442                      | село Казачинское       | 04 220    |
| 18        | 18         |      |      | Канский район                     | 4 246        | ↘24 898                    | город Канск            | 04 221    |
| 19        | 19         |      |      | Каратузский район                 | 10 236       | ↘14 667                    | село Каратузское       | 04 222    |
| 20        | 20         |      |      | Кежемский район                   | 34 541       | ↘20 316                    | город Кодинск          | 04 224    |
| 21        | 21         |      |      | Козульский район                  | 5 305        | ↘15 971                    | пгт Козулька           | 04 226    |
| 22        | 22         |      |      | Краснотуранский район             | 3 462        | ↘13 978                    | село Краснотуранск     | 04 228    |
| 23        | 23         |      |      | Курагинский район                 | 24 073       | ↘44 556                    | пгт Курагино           | 04 230    |
| 24        | 24         |      |      | Манский район                     | 5 976        | ↘15 558                    | село Шалинское         | 04 231    |
| 25        | 25         |      |      | Минусинский район                 | 3 185        | ↘25 660                    | город Минусинск        | 04 233    |
| 26        | 26         |      |      | Мотыгинский район                 | 18 100       | ↘13 597                    | пгт Мотыгино           | 04 235    |
| 27        | 27         |      |      | Назаровский район                 | 4 230        | ↘21 644                    | город Назарово         | 04 237    |
| 28        | 28         |      |      | Нижнеингашский район              | 6 143        | ↘29 001                    | рп Нижний Ингаш        | 04 239    |
| 29        | 29         |      |      | Новосёловский район               | 3 880        | ↘12 666                    | село Новосёлово        | 04 241    |
| 30        | 30         |      |      | Партизанский район                | 4 959        | ↘9174                      | село Партизанское      | 04 243    |
| 31        | 32         |      |      | Рыбинский район                   | 3 651        | ↘30 539                    | город Заозёрный        | 04 247    |
| 32        | 33         |      |      | Саянский район                    | 8 031        | ↘10 561                    | село Агинское          | 04 248    |
| 33        | 34         |      |      | Северо-Енисейский район           | 47 242       | ↘6167                      | гп Северо-Енисейский   | 04 249    |
| 34        | 35         |      |      | Сухобузимский район               | 5 600,55     | ↘19 863                    | село Сухобузимское     | 04 251    |
| 35        | 36         |      |      | Таймырский Долгано-Ненецкий район | 879 929      | ↘29 609                    | город Дудинка          | 04 253    |
| 36        | 37         |      |      | Тасеевский район                  | 9 923        | ↘11 311                    | село Тасеево           | 04 252    |
| 37        | 38         |      |      | Туруханский район                 | 211 189      | ↘12 808                    | село Туруханск         | 04 254    |
| 38        | 40         |      |      | Ужурский район                    | 4 226        | ↘31 124                    | город Ужур             | 04 256    |
| 39        | 41         |      |      | Уярский район                     | 2 197        | ↘20 649                    | город Уяр              | 04 257    |
| 40        | 43         |      |      | Шушенский район                   | 10 140       | ↘31 924                    | пгт Шушенское          | 04 259    |
| 41        | 44         |      |      | Эвенкийский район                 | 763 197      | ↘13 404                    | посёлок Тура           | 04 250    |
| 41.000002 |            |      |      | Краевые города (городские округа) |              |                            |                        |           |
| 42        | A          |      |      | город Ачинск                      | 103,21       | ↘100 380                   | город Ачинск           | 04 403    |
| 43        | B          |      |      | город Боготол                     | 62,81        | ↘18 206                    | город Боготол          | 04 406    |
| 44        | C          |      |      | город Бородино                    | 35,17        | ↘15 174                    | город Бородино         | 04 407    |
| 45        | D          |      |      | город Дивногорск                  | 501,5        | ↘31 462                    | город Дивногорск       | 04 409    |
| 46        | E          |      |      | город Енисейск                    | 66,41        | ↘17 537                    | город Енисейск         | 04 412    |
| 47        | F          |      |      | город Канск                       | 100,66       | ↘85 182                    | город Канск            | 04 420    |
| 48        | G          |      |      | город Красноярск                  | 353,9        | ↗1 188 533                 | город Красноярск       | 04 401    |
| 49        | H          |      |      | город Лесосибирск                 | 270,83       | ↘59 819                    | город Лесосибирск      | 04 422    |
| 50        | I          |      |      | город Минусинск                   | 60,5         | ↘71 318                    | город Минусинск        | 04 423    |
| 51        | J          |      |      | город Назарово                    | 87,93        | ↘45 333                    | город Назарово         | 04 426    |
| 52        | K          |      |      | город Норильск                    | 4 509,1      | ↘176 468                   | город Норильск         | 04 429    |
| 53        | L          |      |      | город Сосновоборск                | 26,64        | ↘40 442                    | город Сосновоборск     | 04 433    |
| 54        | M          |      |      | город Шарыпово                    | 28,97        | ↘41 799                    | город Шарыпово         | 04 440    |
| 54.000003 |            |      |      | ЗАТО (городские округа)           |              |                            |                        |           |
| 55        | N          |      |      | ЗАТО город Железногорск           | 456,67       | ↘87 322                    | город Железногорск     | 04 535    |
| 56        | O          |      |      | ЗАТО город Зеленогорск            | 162          | ↘54 279                    | город Зеленогорск      | 04 537    |
| 57        | R          |      |      | ЗАТО посёлок Солнечный            | 2,49         | ↘8428                      | посёлок Солнечный      | 04 580    |
| 58        | P          |      |      | посёлок Кедровый                  | 27,55        | ↘3835                      | пгт Кедровый           | 04 226    |
| 58.000004 |            |      |      | Округа (муниципальные округа)     |              |                            |                        |           |
| 59        | 31         |      |      | Пировский                         | 6 242        | ↘6094                      | село Пировское         | 04 245    |
| 60        | 39         |      |      | Тюхтетский                        | 9 339        | ↘7905                      | село Тюхтет            | 04 255    |
| 61        | 42         |      |      | Шарыповский                       | 3 764        | ↘12 078                    | город Шарыпово         | 04 258    |

## Сельские и городские поселения
Административно-территориальным единицам (сельсоветам, районным городам и посёлкам городского типа) соответствуют муниципальные образования: сельсоветы как сельские поселения и, соответственно, городские поселения, перечень которых приводится ниже по районам (муниципальным районам). Сельские поселения также образованы в территориальных единицах (в сельских населённых пунктах в административно-территориальных единицах с особым статусом: Таймырском Долгано-Ненецком и Эвенкийском районах).
До 2014 года посёлки городского типа имели статус рабочих посёлков.
В списке отражены изменения начиная с 2004 года (начала муниципальной реформы в Красноярском крае).

### Абанский район

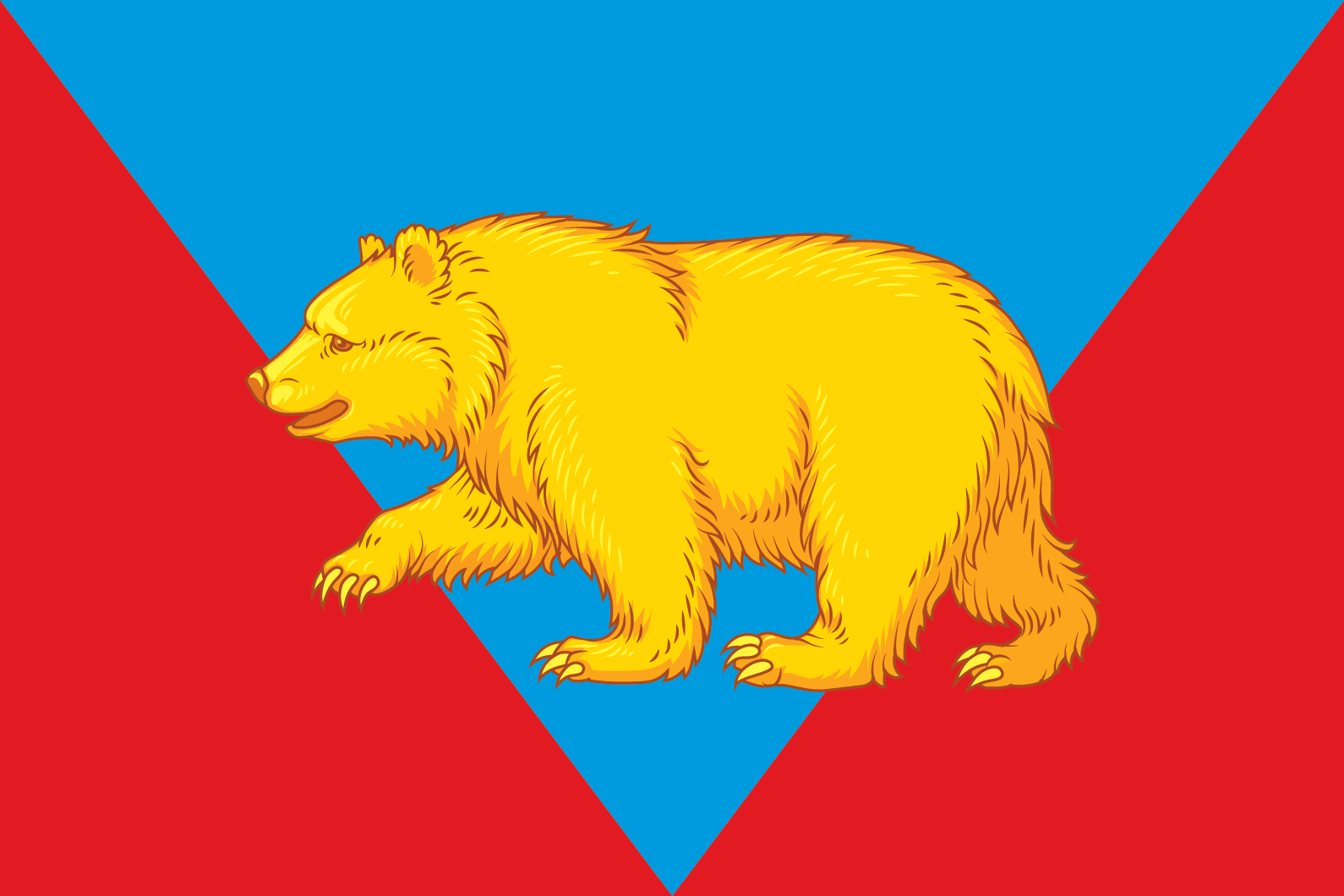
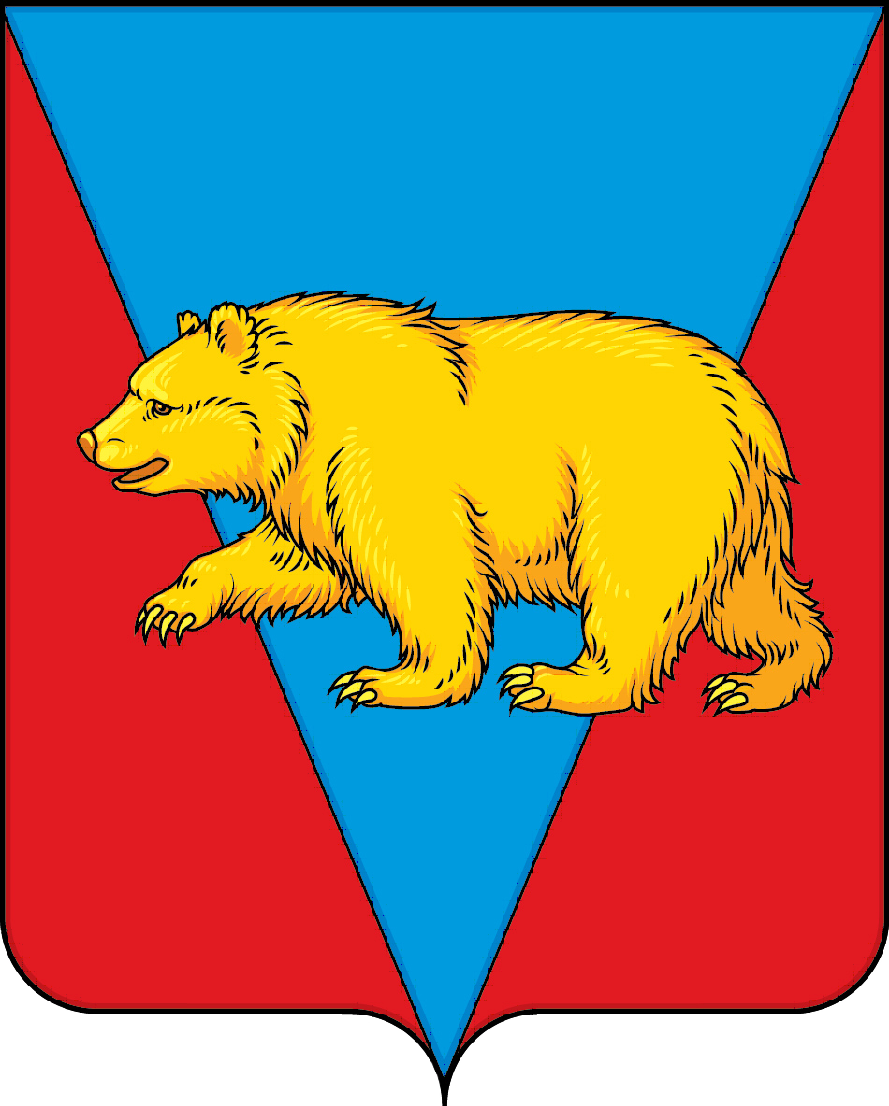
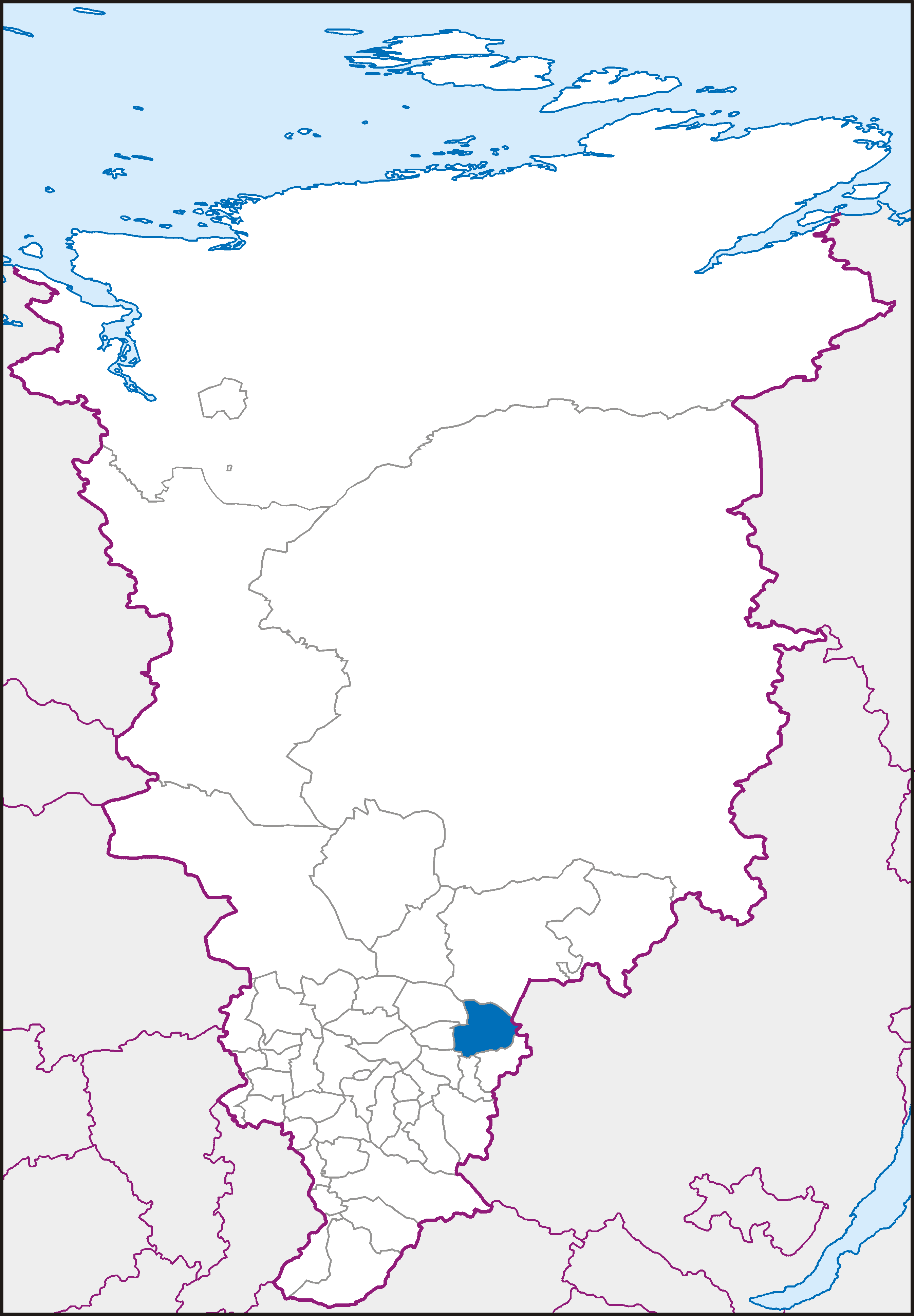

- Административный центр — посёлок Абан

Сельсоветы (сельские поселения):
- Абанский сельсовет
- Апано-Ключинский сельсовет
- Березо́вский сельсовет
- Вознесенский сельсовет
- Долгомостовский сельсовет
- Заозерновский сельсовет
- Никольский сельсовет
- Новоуспенский сельсовет
- Петропавловский сельсовет
- Покатеевский сельсовет
- Покровский сельсовет
- Почетский сельсовет
- Самойловский сельсовет
- Туровский сельсовет
- Устьянский сельсовет
- Хандальский сельсовет

В 2007 году рабочий посёлок Абан был преобразован в сельский населённый пункт и образован Абанский сельсовет.

### Ачинский район

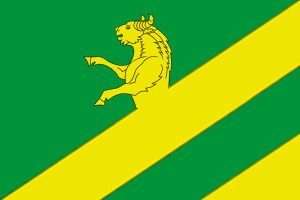
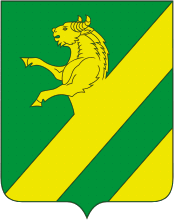
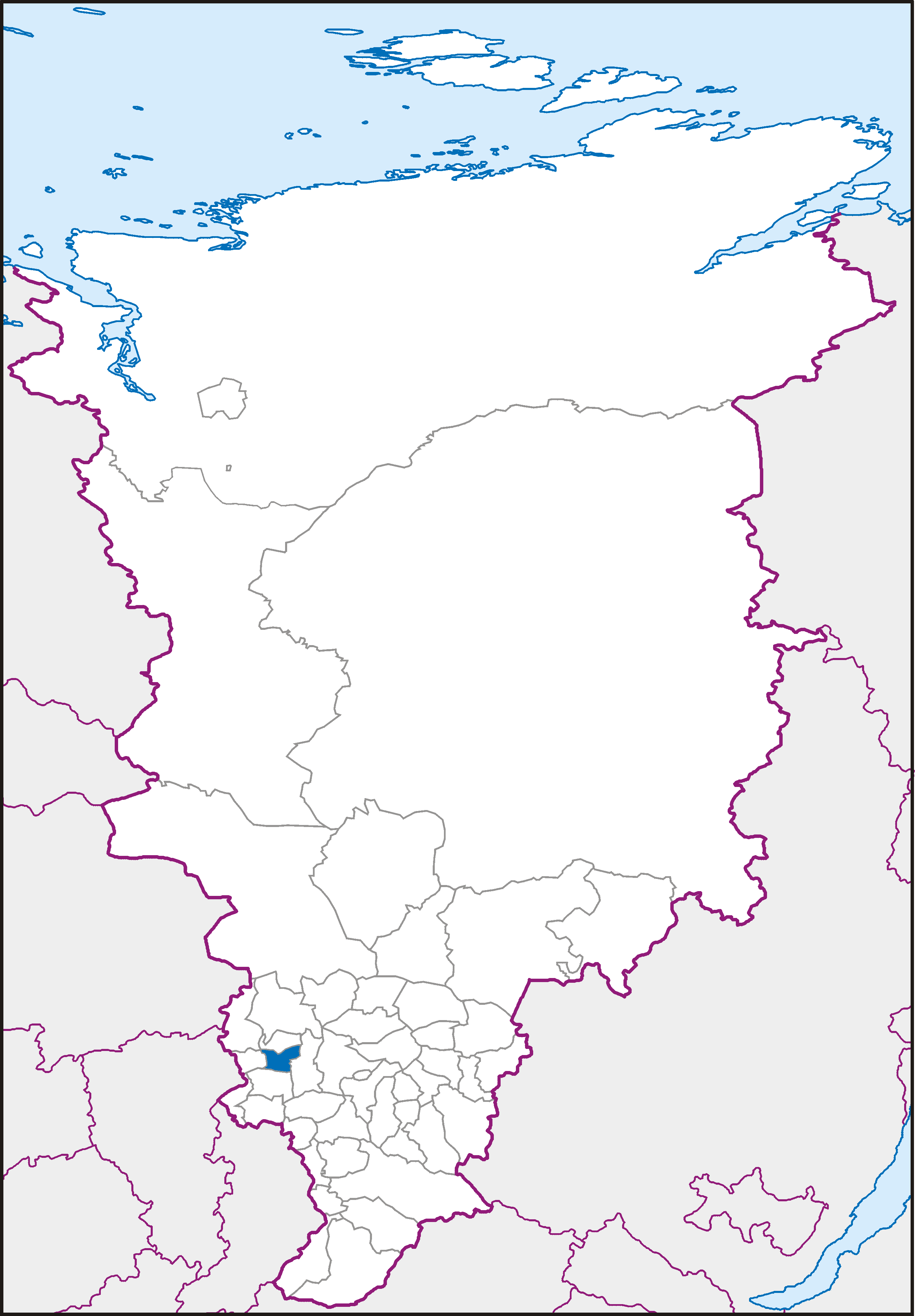

- Административный центр — город Ачинск

Сельсоветы (сельские поселения):
- Белоярский сельсовет
- Горный сельсовет
- Ключинский сельсовет
- Лапшихинский сельсовет
- Малиновский сельсовет
- Преображенский сельсовет
- Причулымский сельсовет
- Тарутинский сельсовет
- Ястребовский сельсовет

### Балахтинский район

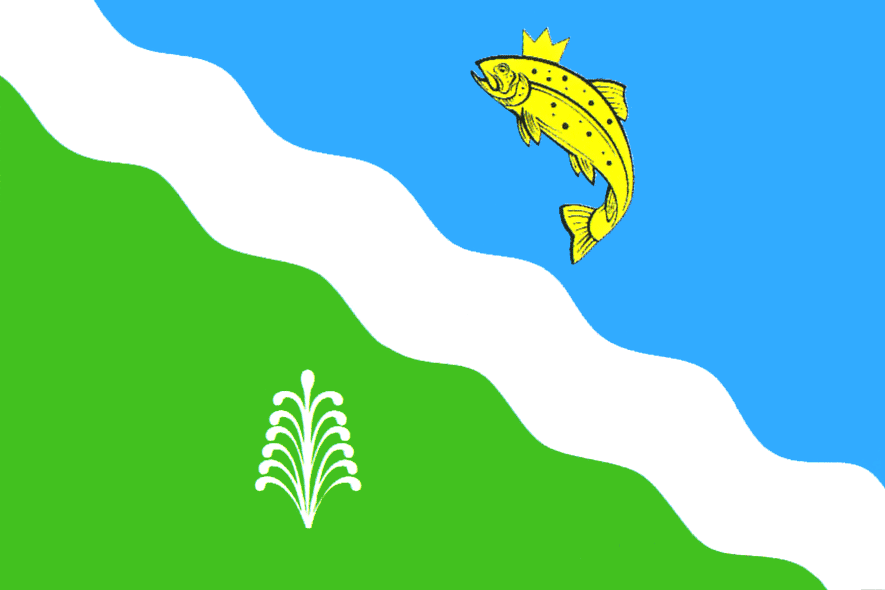
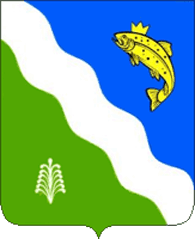
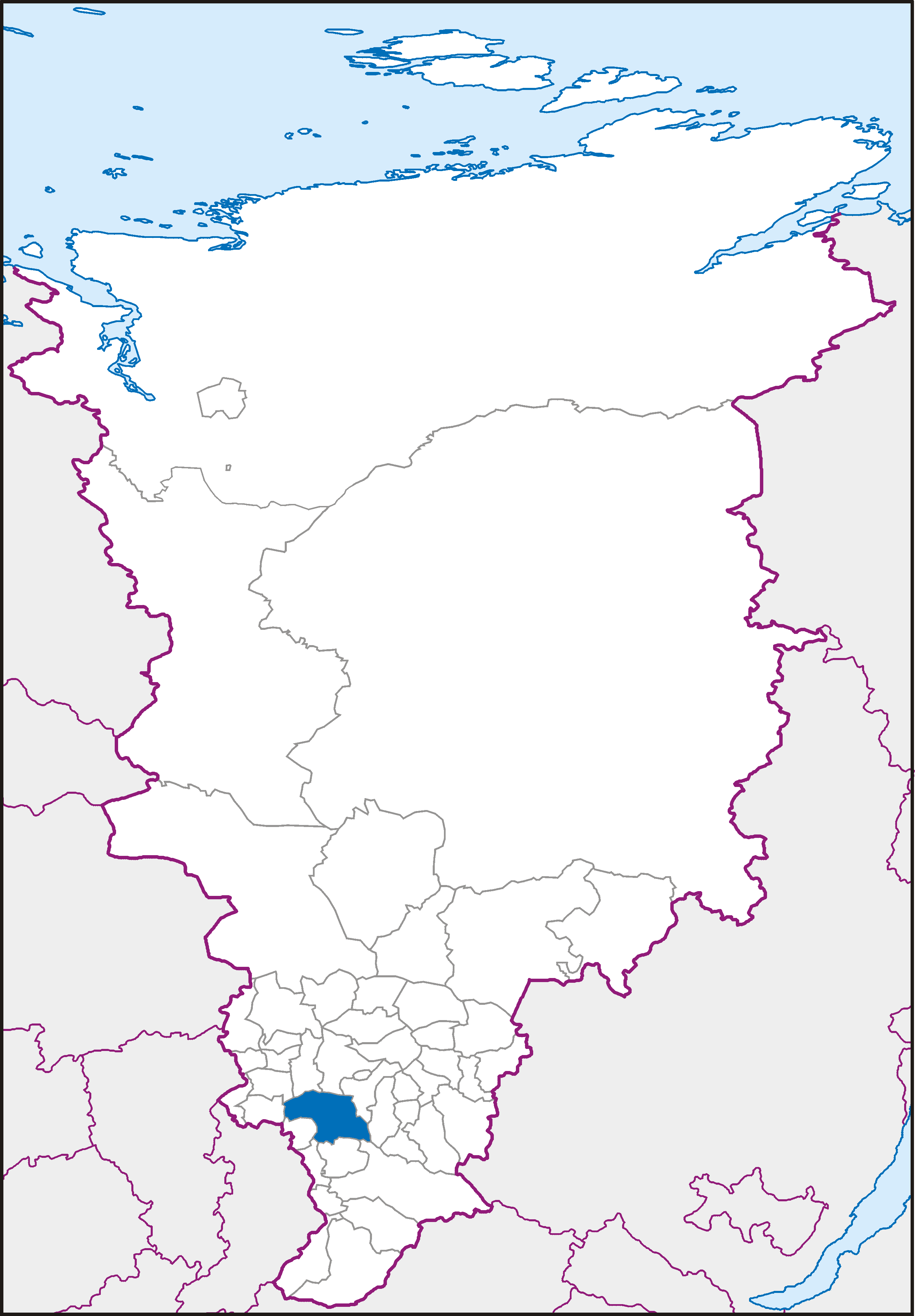

- Административный центр — посёлок городского типа Балахта

Городское поселение:
- посёлок Балахта (посёлок городского типа Балахта)

Сельсоветы (сельские поселения):
- Большесырский сельсовет
- Грузенский сельсовет
- Еловский сельсовет
- Кожановский сельсовет
- Красненский сельсовет
- Огурский сельсовет
- Петропавловский сельсовет
- Приморский сельсовет
- Ровненский сельсовет
- Тюльковский сельсовет
- Черёмушкинский сельсовет
- Чистопольский сельсовет

До 2005 года Черёмушкинский сельсовет назывался Черёмушинским.

### Берёзовский район

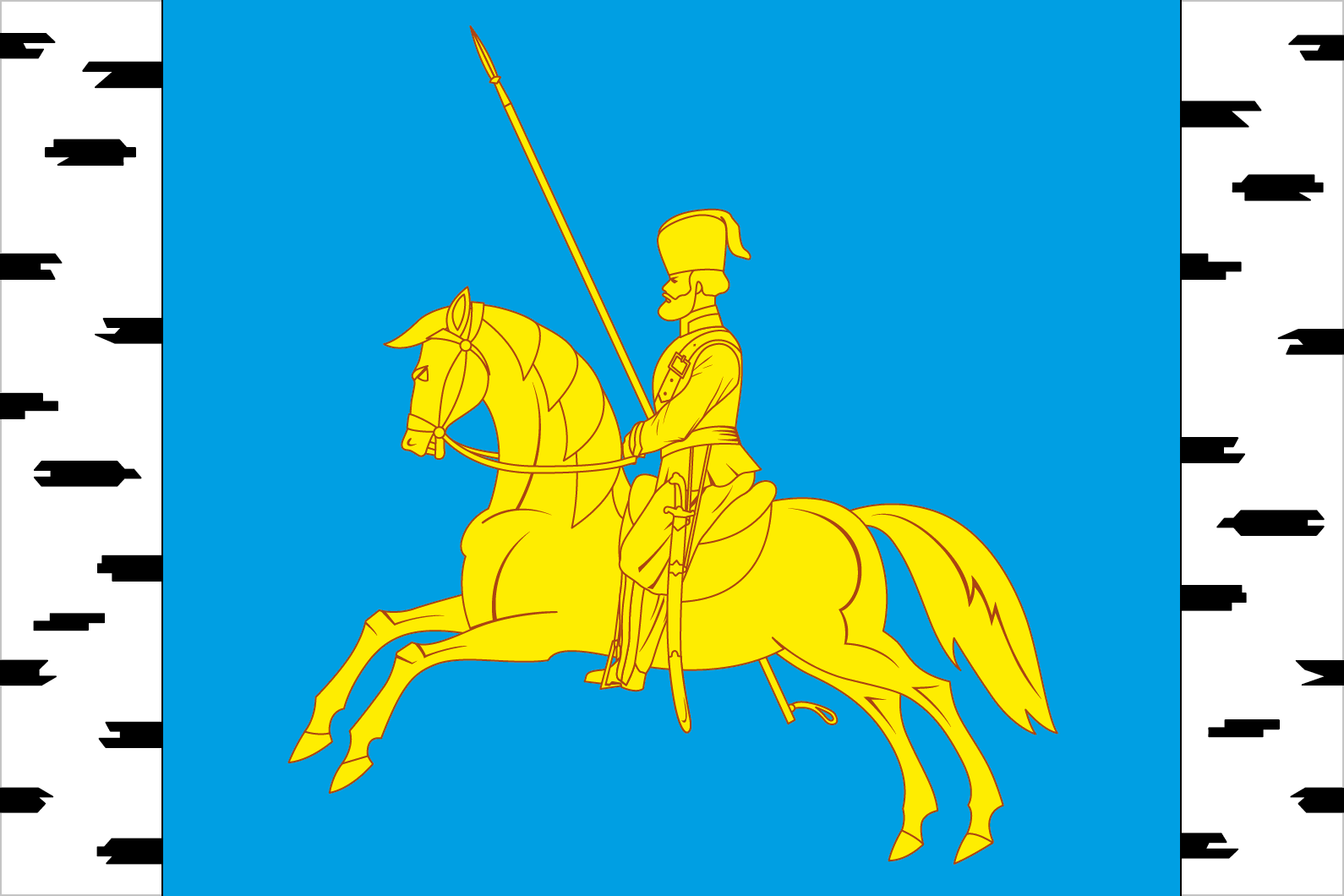
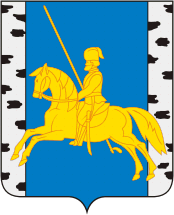
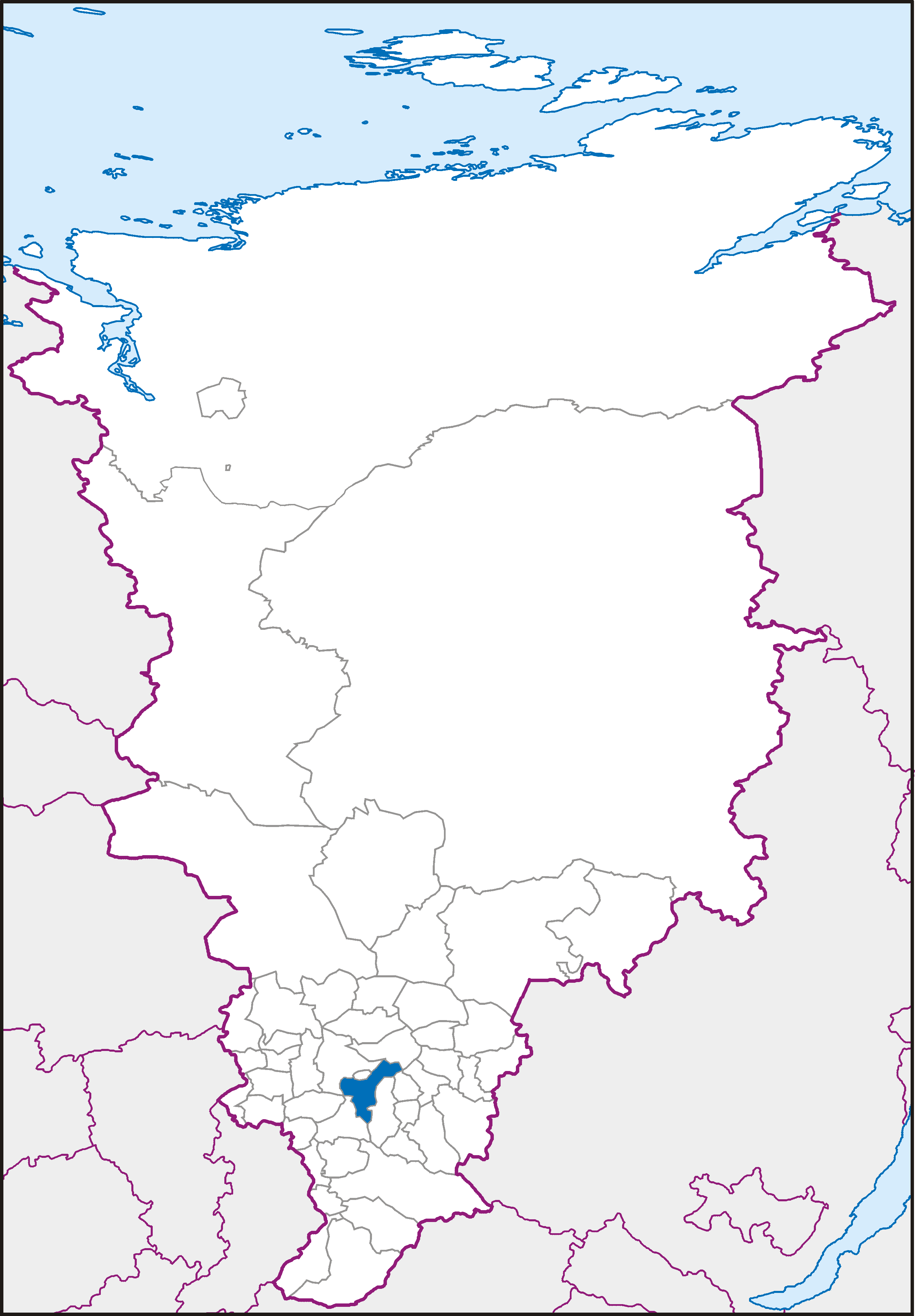

- Административный центр — посёлок городского типа Берёзовка

Городское поселение:
- посёлок Берёзовка (посёлок городского типа Берёзовка)

Сельские поселения:
- Бархатовский сельсовет
- Вознесенский сельсовет
- Есаульский сельсовет
- Зыковский сельсовет
- Маганский сельсовет

### Бирилюсский район

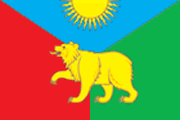
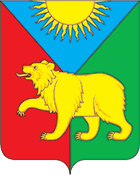
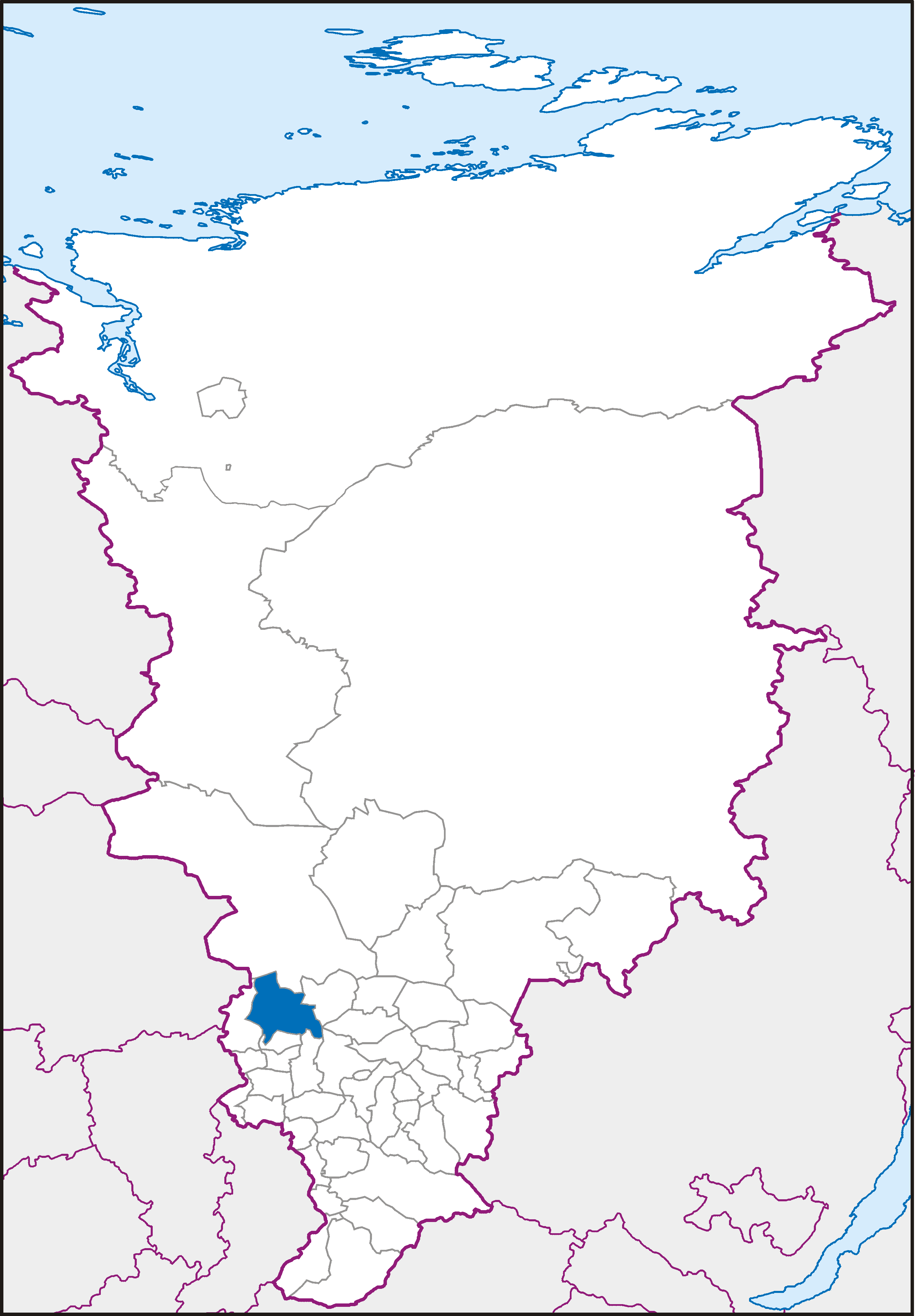

- Административный центр — село Новобирилюссы

Сельсоветы (сельские поселения):
- Арефьевский сельсовет
- Зачулымский сельсовет
- Кирчиженский сельсовет
- Малокетский сельсовет
- Маталасский сельсовет
- Новобирилюсский сельсовет
- Орловский сельсовет
- Полевской сельсовет
- Проточенский сельсовет
- Рассветовский сельсовет
- Суриковский сельсовет

В 2012 году рабочий посёлок Рассвет был преобразован в сельский населённый пункт и образован Рассветовский сельсовет.

### Боготольский район

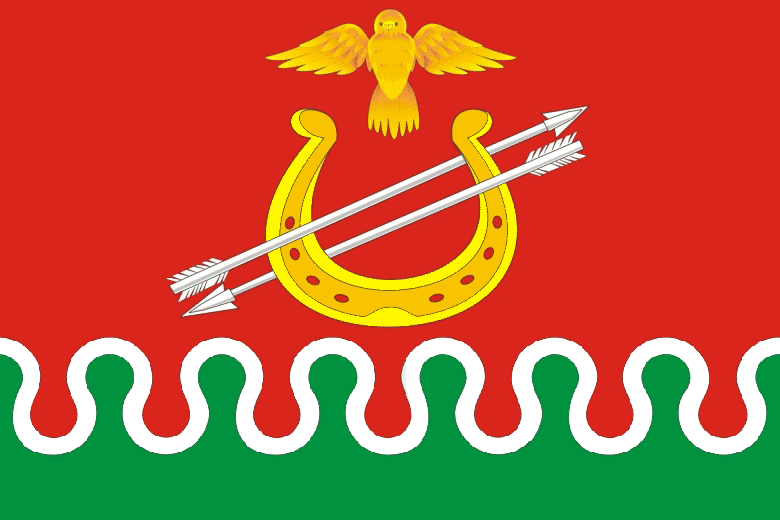
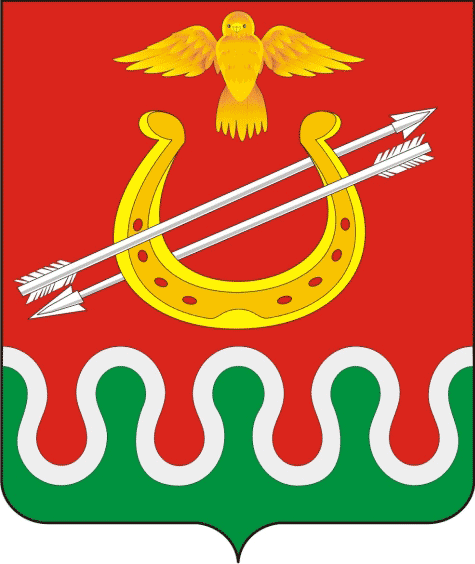
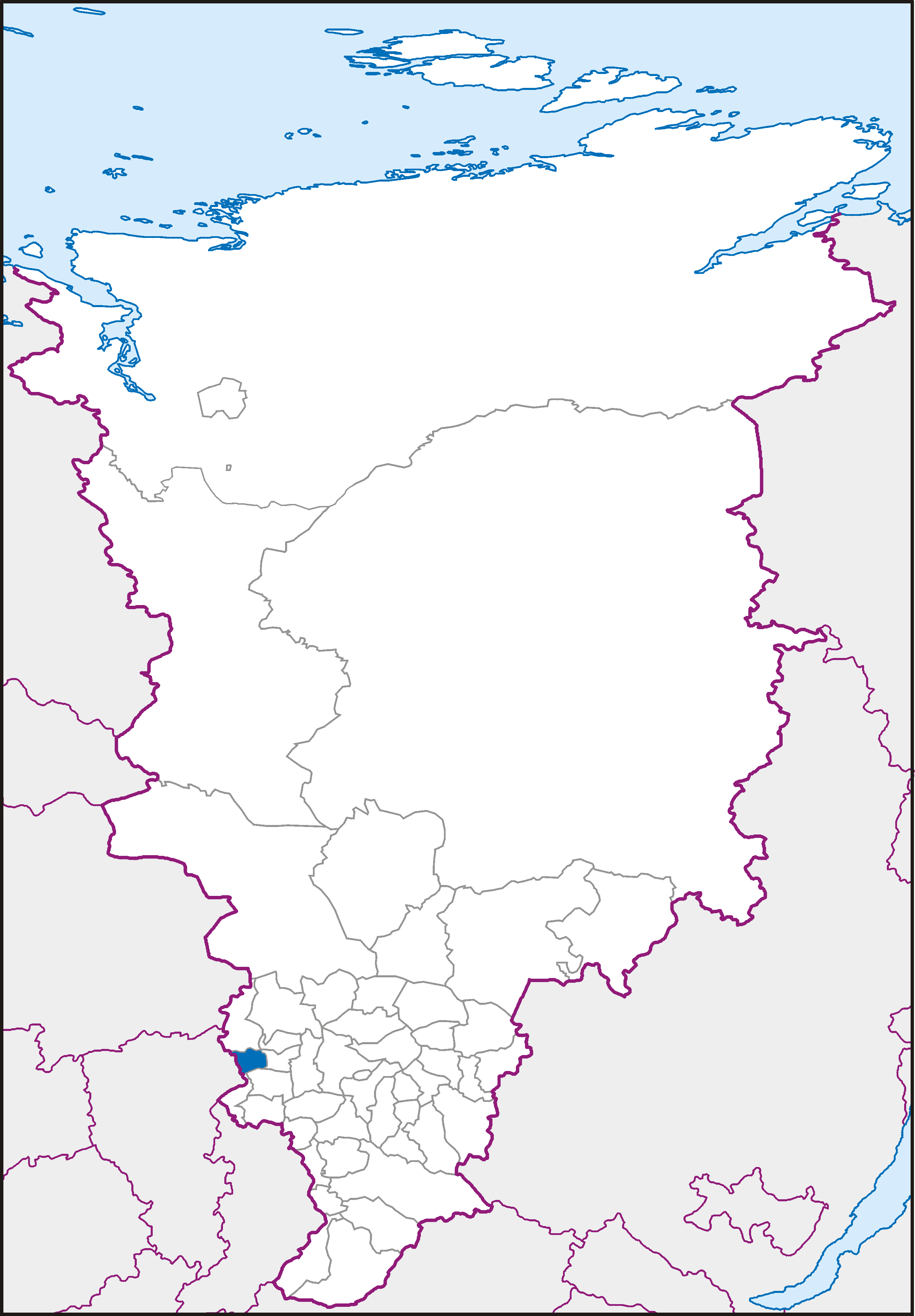

- Административный центр — город Боготол

Сельсоветы (сельские поселения):
- Александровский сельсовет
- Боготольский сельсовет
- Большекосульский сельсовет
- Вагинский сельсовет
- Краснозаводской сельсовет
- Критовский сельсовет
- Чайковский сельсовет
- Юрьевский сельсовет

До 2005 года Краснозаводской сельсовет имел название Краснозаводский сельсовет.

### Богучанский район

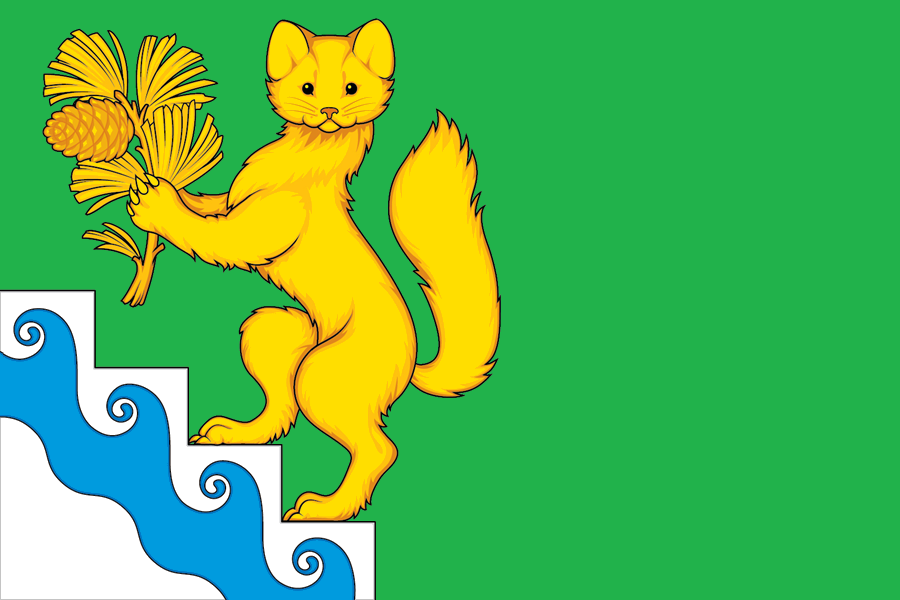
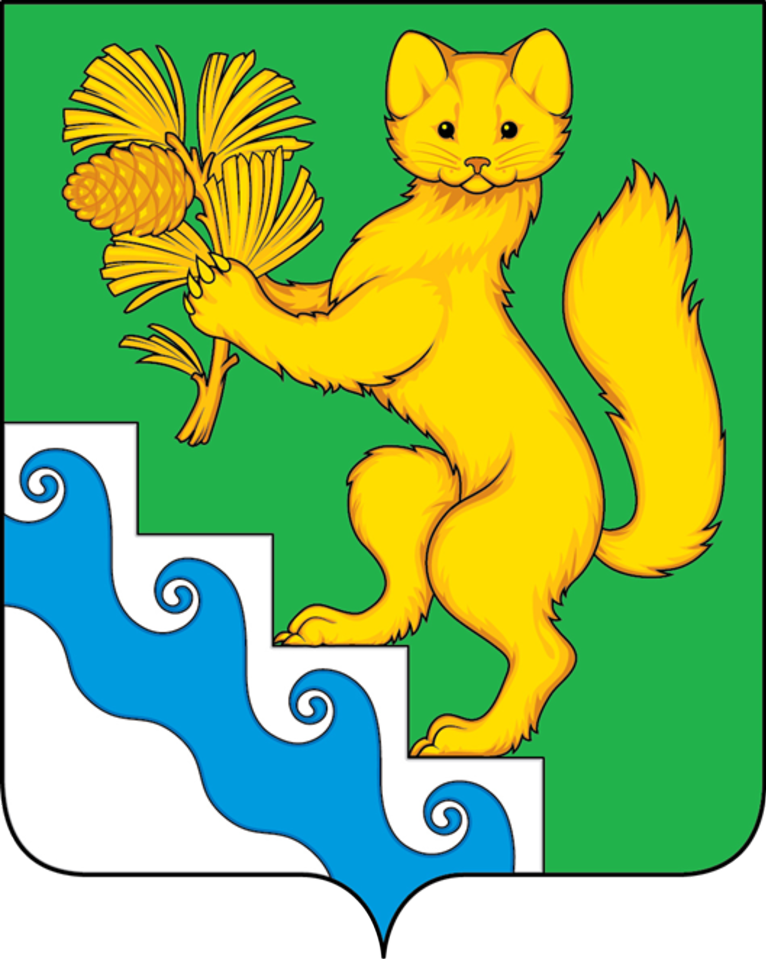
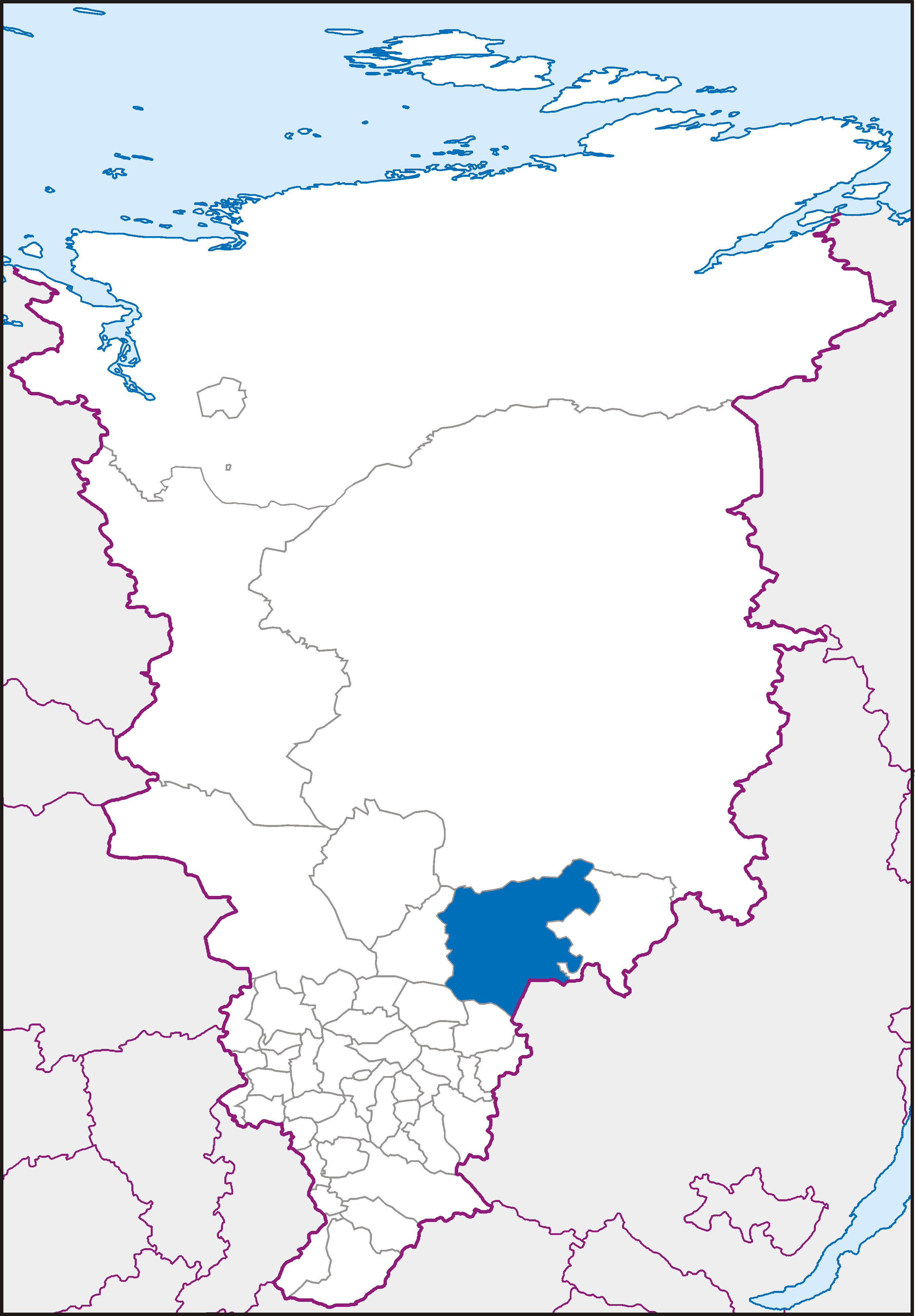

- Административный центр — село Богучаны

Сельсоветы (сельские поселения):
- Ангарский сельсовет
- Артюгинский сельсовет
- Белякинский сельсовет
- Богучанский сельсовет
- Говорковский сельсовет
- Красногорьевский сельсовет
- Манзенский сельсовет
- Невонский сельсовет
- Нижнетерянский сельсовет
- Новохайский сельсовет
- Октябрьский сельсовет
- Осиновомысский сельсовет
- Пинчугский сельсовет
- Таёжнинский сельсовет
- Такучетский сельсовет
- Хребтовский сельсовет
- Чуноярский сельсовет
- Шиверский сельсовет

В составе района выделяется межселенная территория с 3 сельскими населёнными пунктами (до 2005 года Богучанский, Нижнетерянский и Осиновомысский сельсоветы).
В 2005 году рабочие посёлки Октябрьский и Таёжный были преобразованы в сельские населённые пункты и образованы, соответственно, в Октябрьский сельсовет и Таёжнинский сельсовет.

### Большемуртинский район

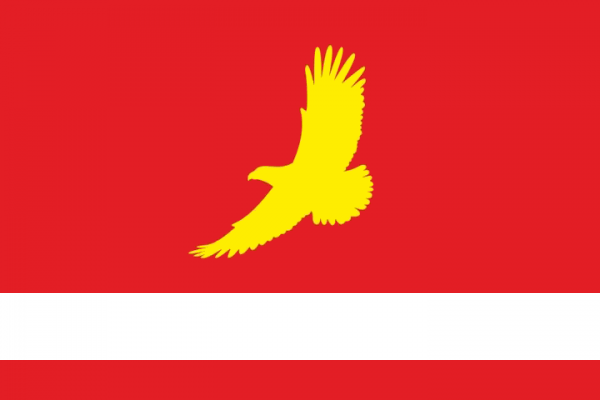
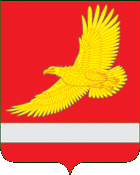
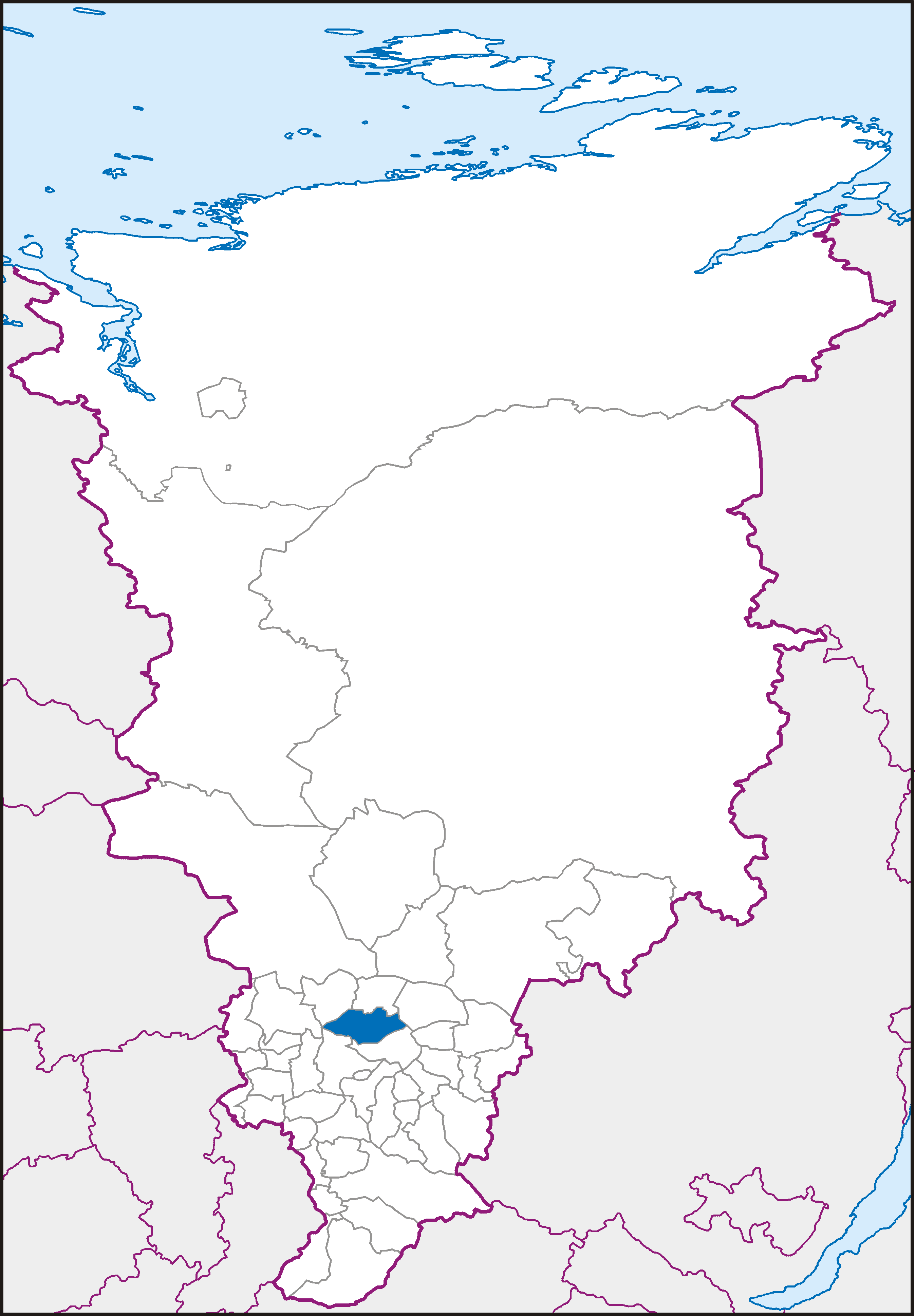

- Административный центр — посёлок городского типа Большая Мурта

Городские поселения:
- поселок Большая Мурта (посёлок городского типа Большая Мурта)

Сельсоветы (сельские поселения):
- Айтатский сельсовет
- Бартатский сельсовет
- Верх-Казанский сельсовет
- Еловский сельсовет
- Ентаульский сельсовет
- Межовский сельсовет
- Предивинский сельсовет
- Раздольненский сельсовет
- Российский сельсовет
- Таловский сельсовет
- Юксеевский сельсовет

С января 2014 года рабочий посёлок Предивинск был преобразован в сельский населённый пункт и образован Предивинский сельсовет.

### Большеулуйский район

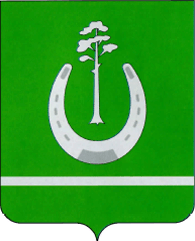
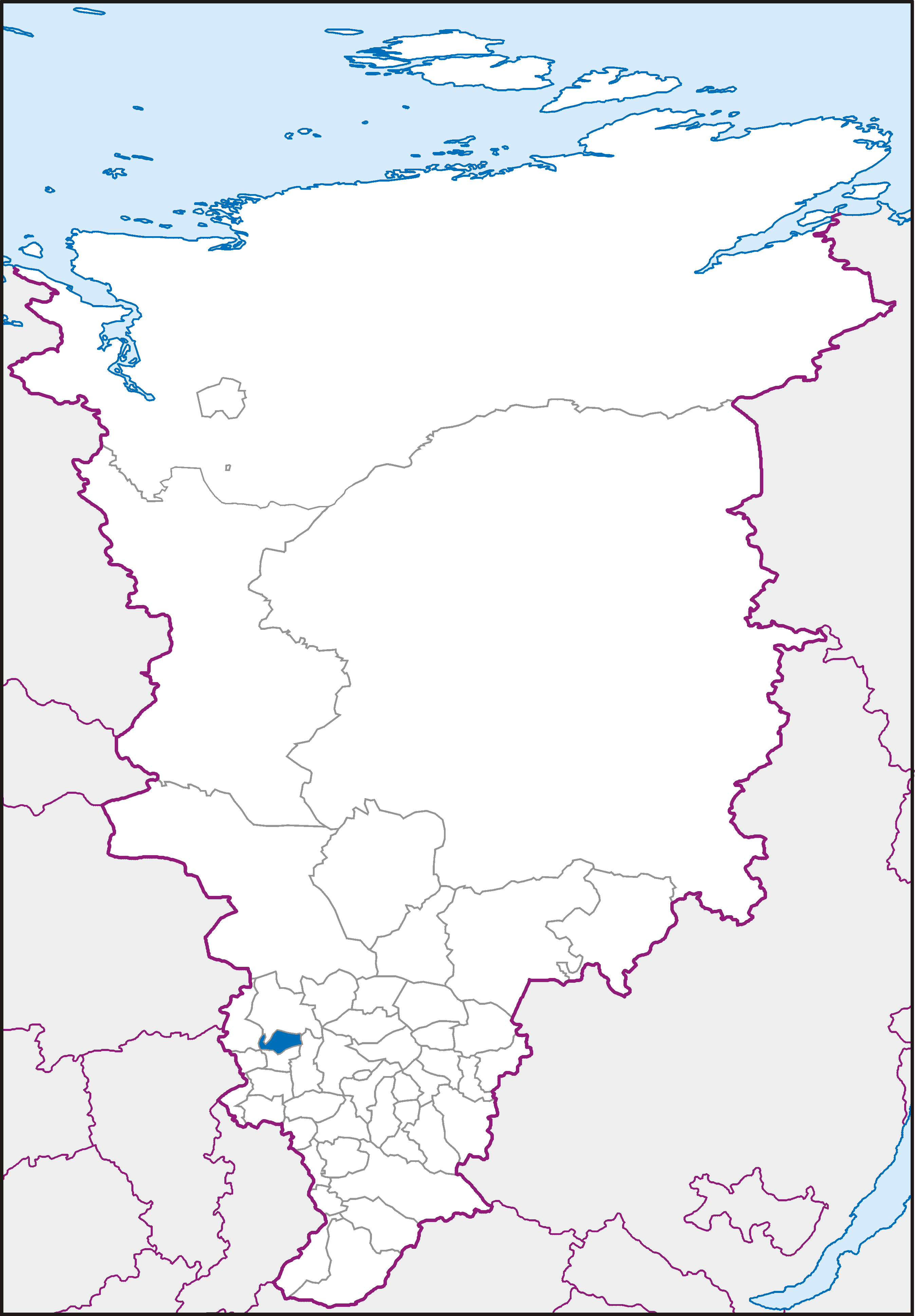

- Административный центр — село Большой Улуй

Сельсоветы (сельские поселения):
- Берёзовский сельсовет
- Бобровский сельсовет
- Большеулуйский сельсовет
- Бычковский сельсовет
- Кытатский сельсовет
- Новоеловский сельсовет
- Новоникольский сельсовет
- Сучковский сельсовет
- Удачинский сельсовет

### Дзержинский район

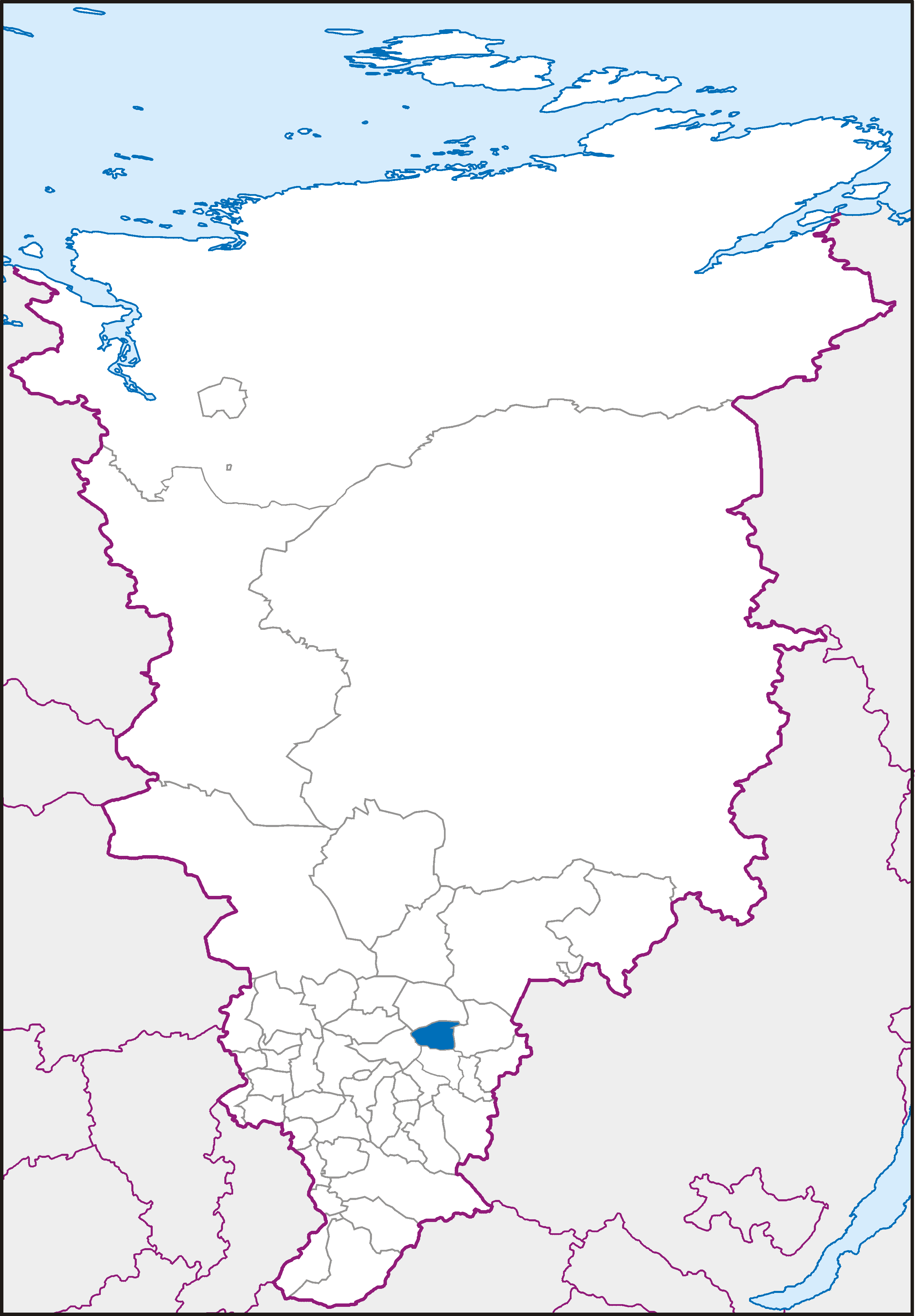

- Административный центр — село Дзержинское

Сельсоветы (сельские поселения):
- Александро-Ершинский сельсовет
- Денисовский сельсовет
- Дзержинский сельсовет
- Курайский сельсовет
- Михайловский сельсовет
- Нижнетанайский сельсовет
- Орловский сельсовет
- Шеломковский сельсовет

До 2005 года Нижнетанайский сельсовет назывался Нижнетонайским.

### Емельяновский район

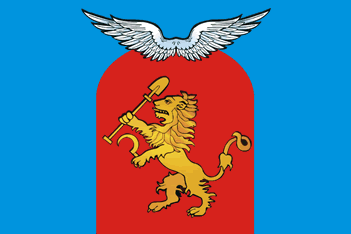
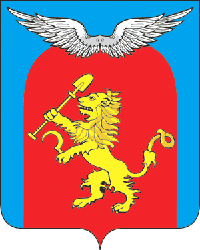
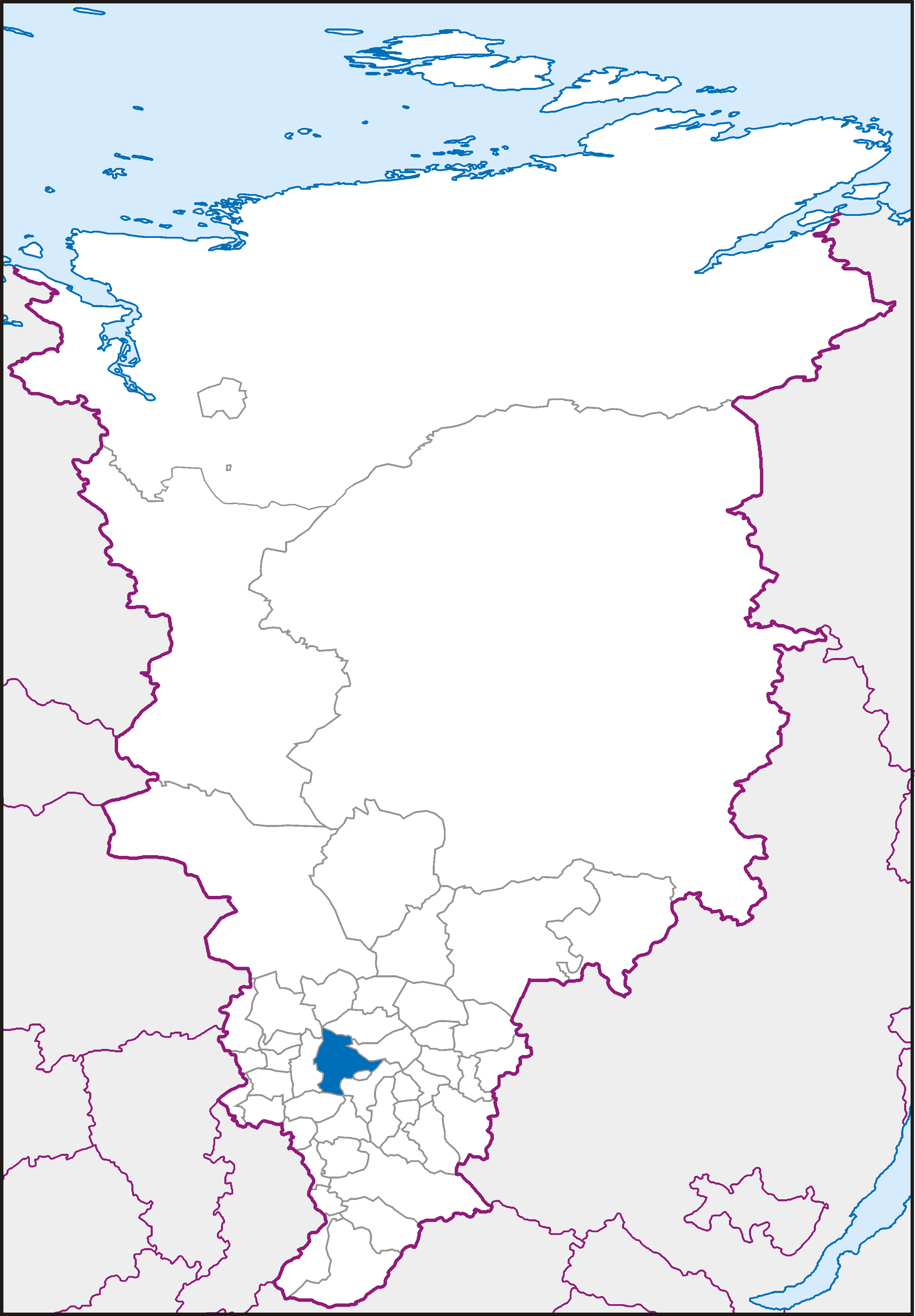

- Административный центр — посёлок городского типа Емельяново

Городские поселения:
- посёлок Емельяново (посёлок городского типа Емельяново)

Сельсоветы (сельские поселения):
- Гаревский сельсовет
- Еловский сельсовет
- Зеледеевский сельсовет
- Мининский сельсовет
- Никольский сельсовет
- Сельсовет Памяти 13 Борцов
- Солонцовский сельсовет
- Тальский сельсовет
- Устюгский сельсовет
- Частоостровский сельсовет
- Шуваевский сельсовет
- Элитовский сельсовет

В административный район с 1 января 2007 года вошёл посёлок городского типа Кедровый, образующий самостоятельный городской округ.
С 1 января 2014 года рабочий посёлок Памяти 13 Борцов был преобразован в сельский населённый пункт и образован сельсовет Памяти 13 Борцов.
В 2019 году с сельсоветом Памяти 19 Борцов был объединён Михайловский сельсовет.

### Енисейский район

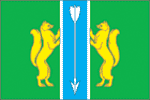
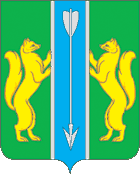
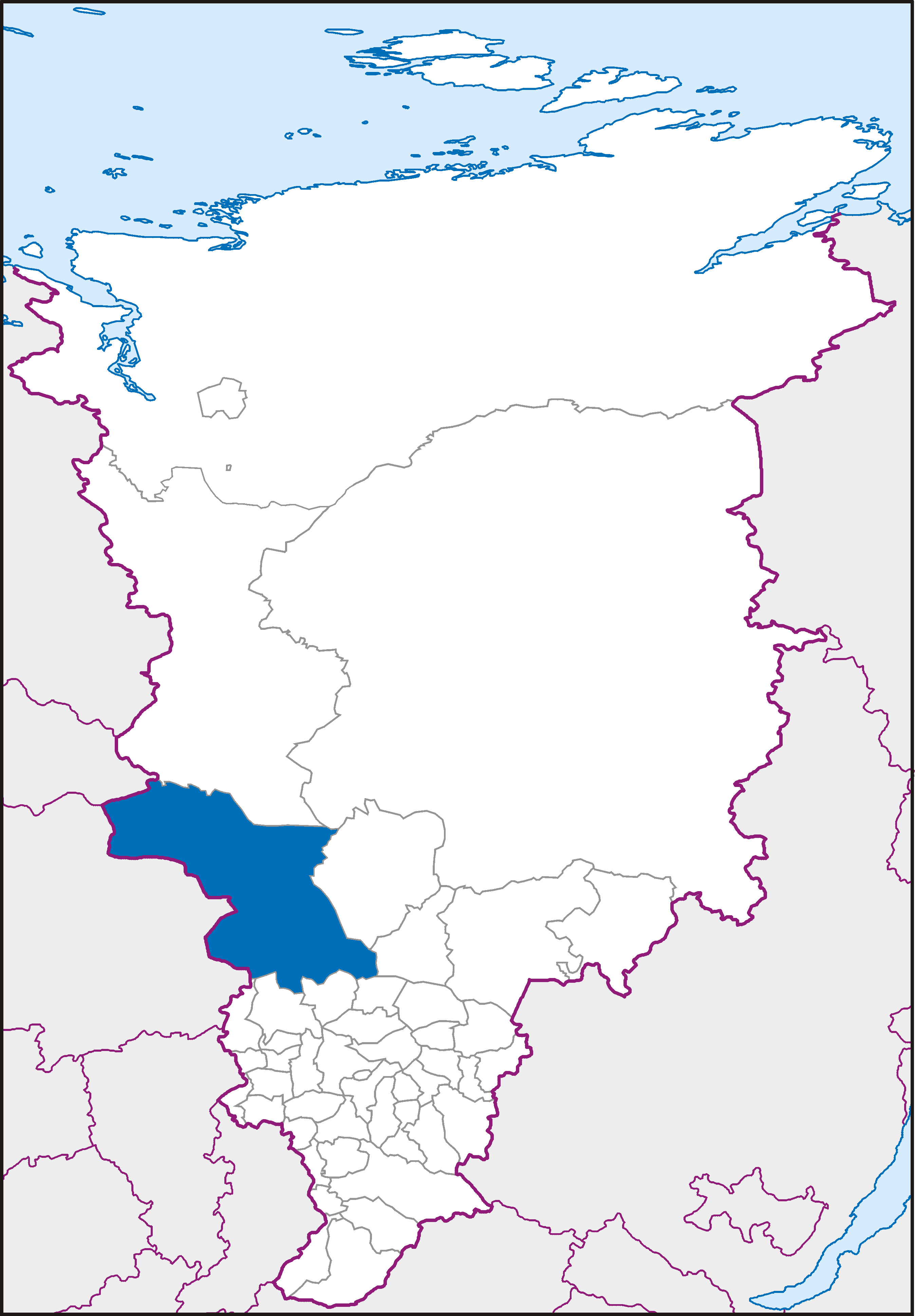

- Административный центр — город Енисейск

Городское поселение:
- посёлок Подтёсово (посёлок городского типа Подтёсово)

Сельсоветы (сельские поселения):
- Абалаковский сельсовет
- Верхнепашинский сельсовет
- Высокогорский сельсовет
- Городищенский сельсовет
- Епишинский сельсовет
- Железнодорожный сельсовет
- Кривлякский сельсовет
- Луговатский сельсовет
- Майский сельсовет
- Маковский сельсовет
- Малобельский сельсовет
- Новогородокский сельсовет
- Новокаргинский сельсовет
- Новоназимовский сельсовет
- Озерновский сельсовет
- Плотбищенский сельсовет
- Погодаевский сельсовет
- Подгорновский сельсовет
- Потаповский сельсовет
- Сымский сельсовет
- Усть-Кемский сельсовет
- Усть-Питский сельсовет
- Чалбышевский сельсовет
- Шапкинский сельсовет
- Ярцевский сельсовет

В составе района выделяется межселенная территория без населённых пунктов.

### Ермаковский район

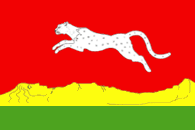
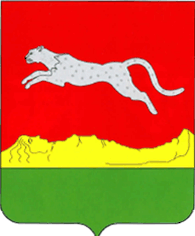
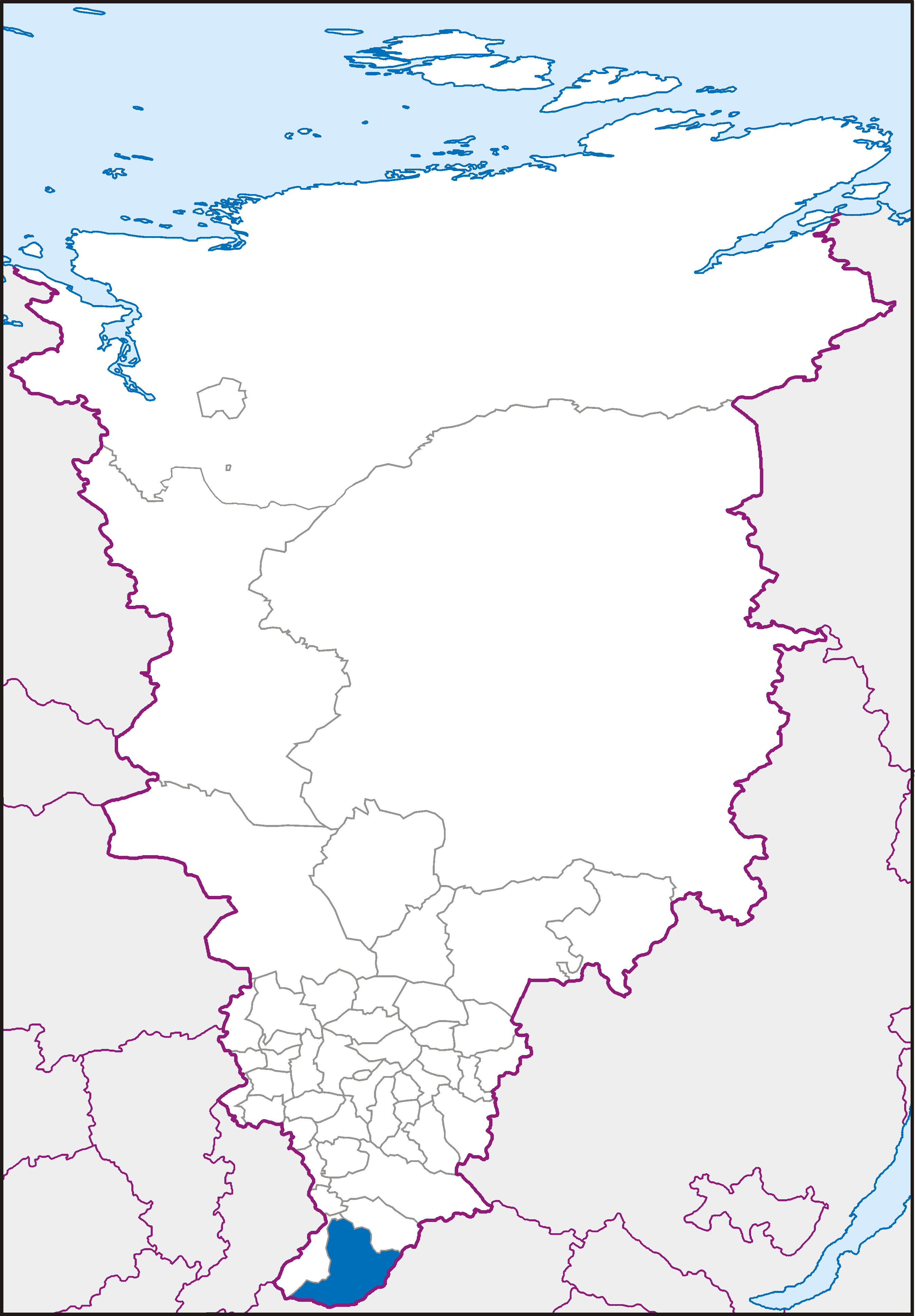

- Административный центр — село Ермаковское

Сельсоветы (сельские поселения):
- Араданский сельсовет
- Верхнеусинский сельсовет
- Григорьевский сельсовет
- Ермаковский сельсовет
- Жеблахтинский сельсовет
- Ивановский сельсовет
- Мигнинский сельсовет
- Нижнесуэтукский сельсовет
- Новополтавский сельсовет
- Ойский сельсовет
- Разъезженский сельсовет
- Салбинский сельсовет
- Семенниковский сельсовет
- Танзыбейский сельсовет

### Идринский район

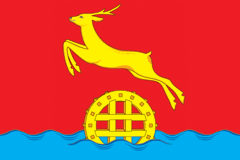
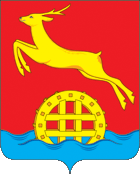
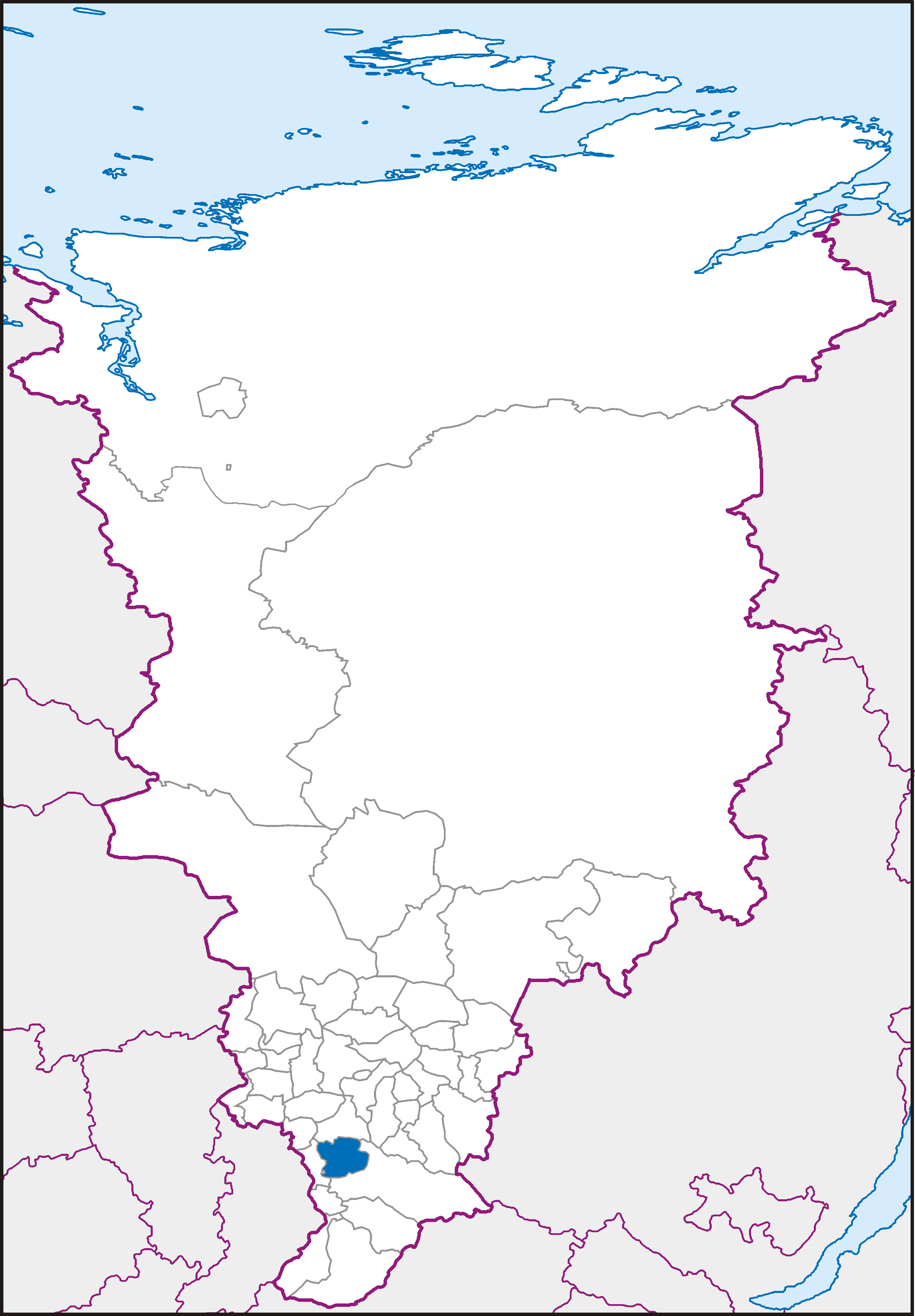

- Административный центр — село Идринское

Сельсоветы (сельские поселения):
- Большекнышинский сельсовет
- Большесалбинский сельсовет
- Большетелекский сельсовет
- Большехабыкский сельсовет
- Добромысловский сельсовет
- Екатерининский сельсовет
- Идринский сельсовет
- Курежский сельсовет
- Майский сельсовет
- Малохабыкский сельсовет
- Никольский сельсовет
- Новоберезовский сельсовет
- Новотроицкий сельсовет
- Отрокский сельсовет
- Романовский сельсовет
- Центральный сельсовет

### Иланский район

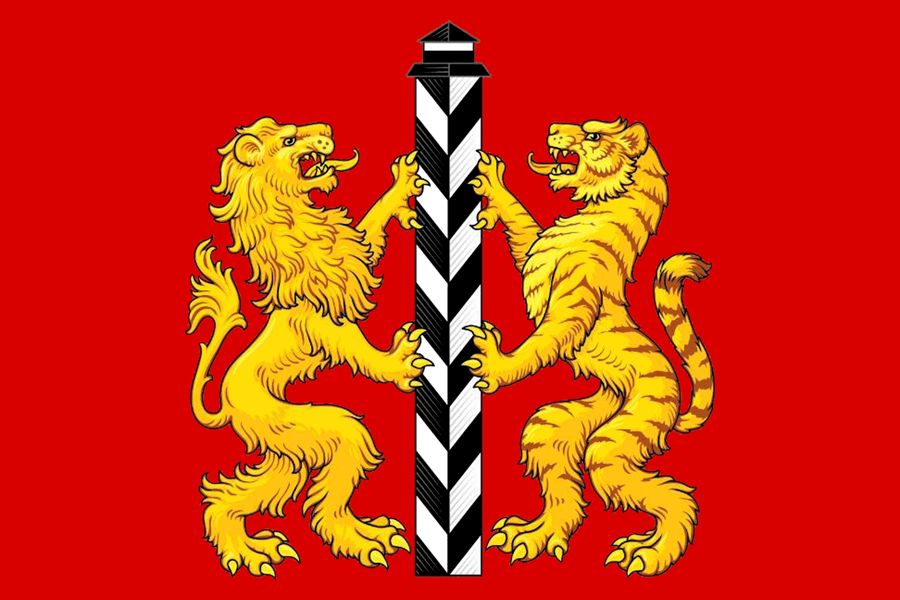
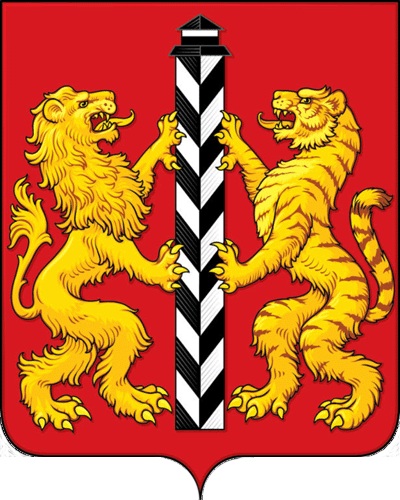
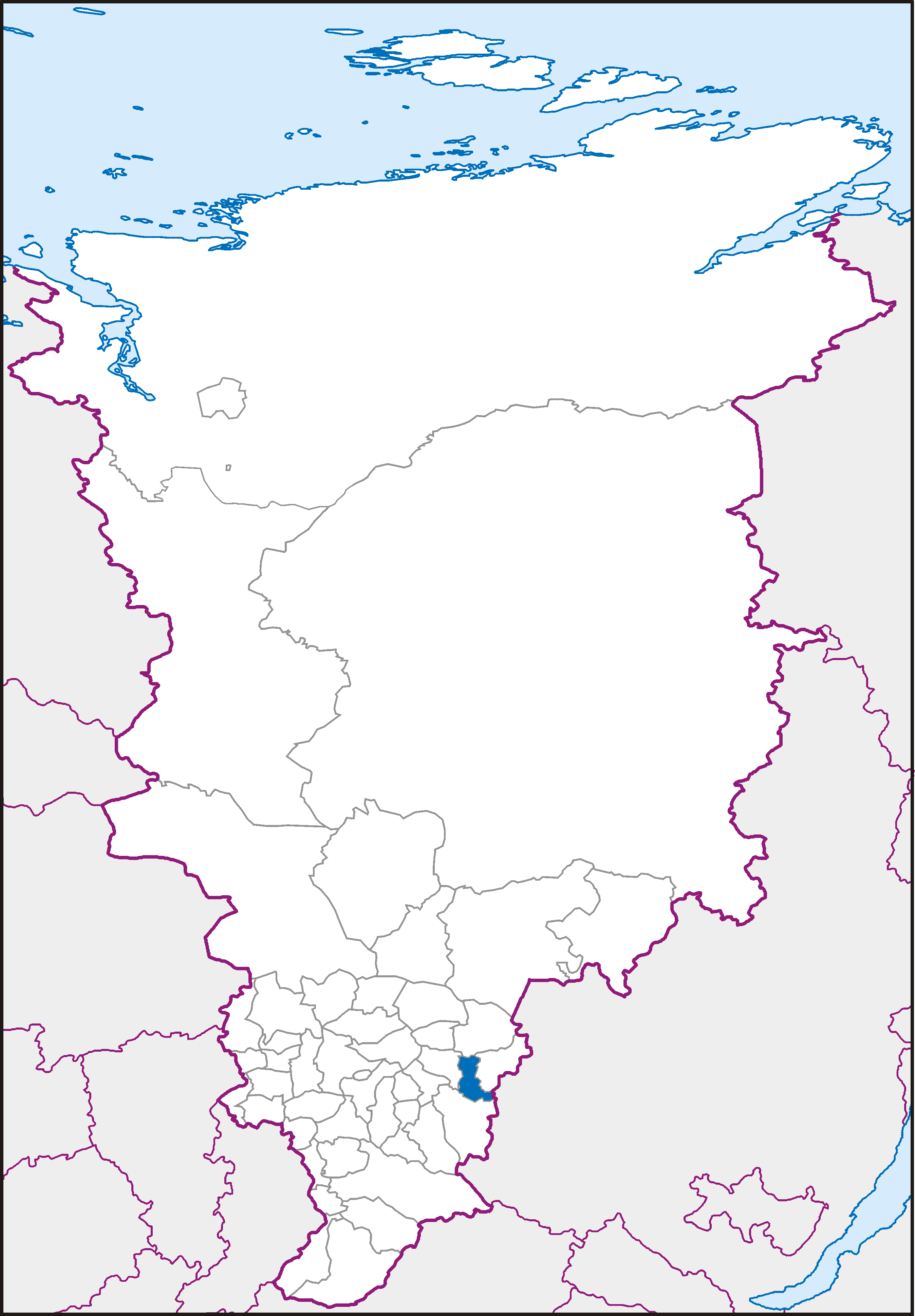

- Административный центр — город Иланский

Городское поселение:
- город Иланский (районный город Иланский)

Сельсоветы (сельские поселения):
- Далайский сельсовет
- Ельниковский сельсовет
- Карапсельский сельсовет
- Кучердаевский сельсовет
- Новогородский сельсовет
- Новониколаевский сельсовет
- Новопокровский сельсовет
- Соколовский сельсовет
- Южно-Александровский сельсовет

### Ирбейский район

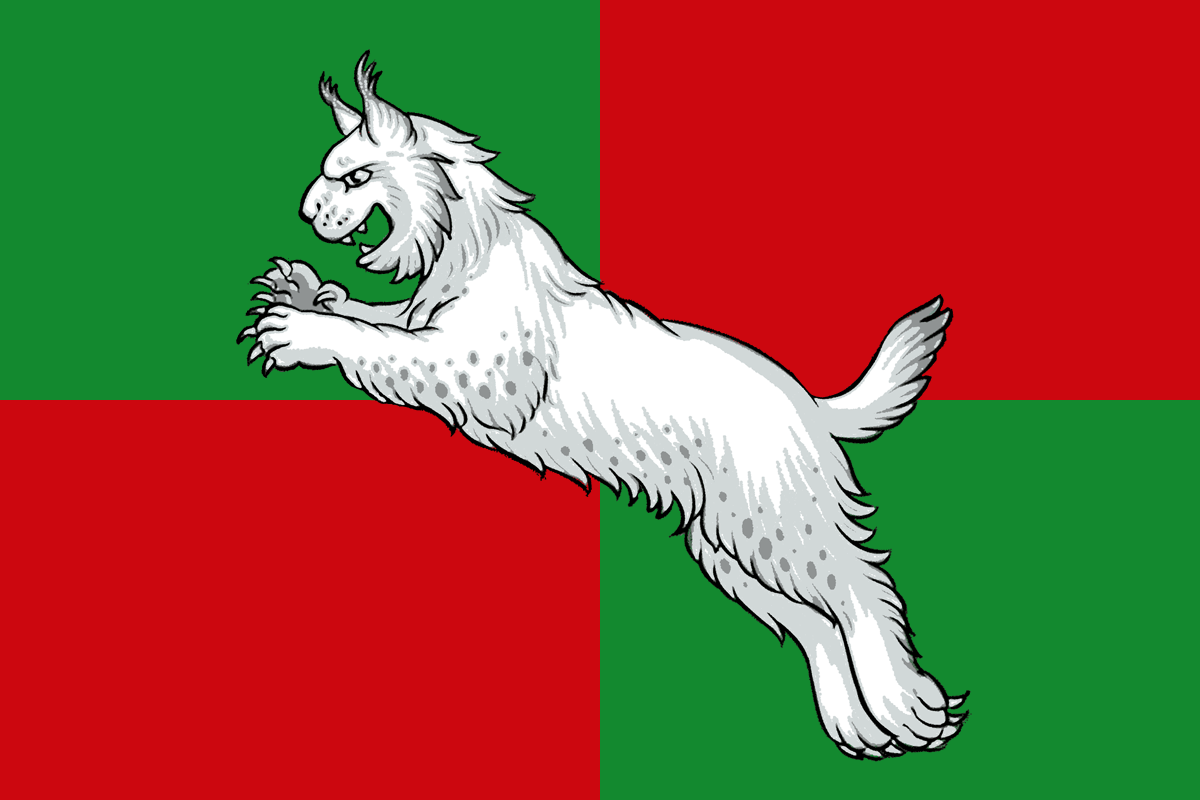
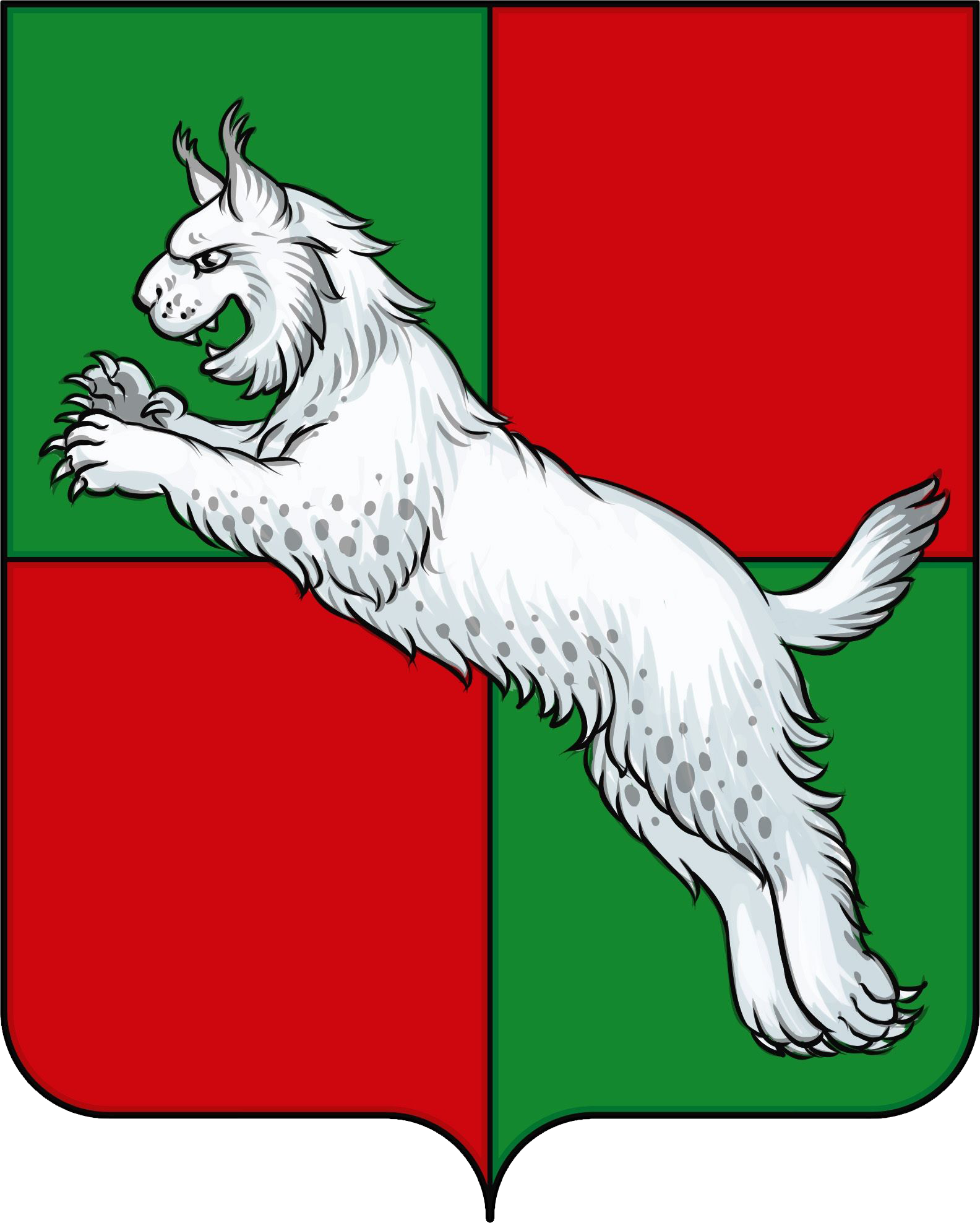
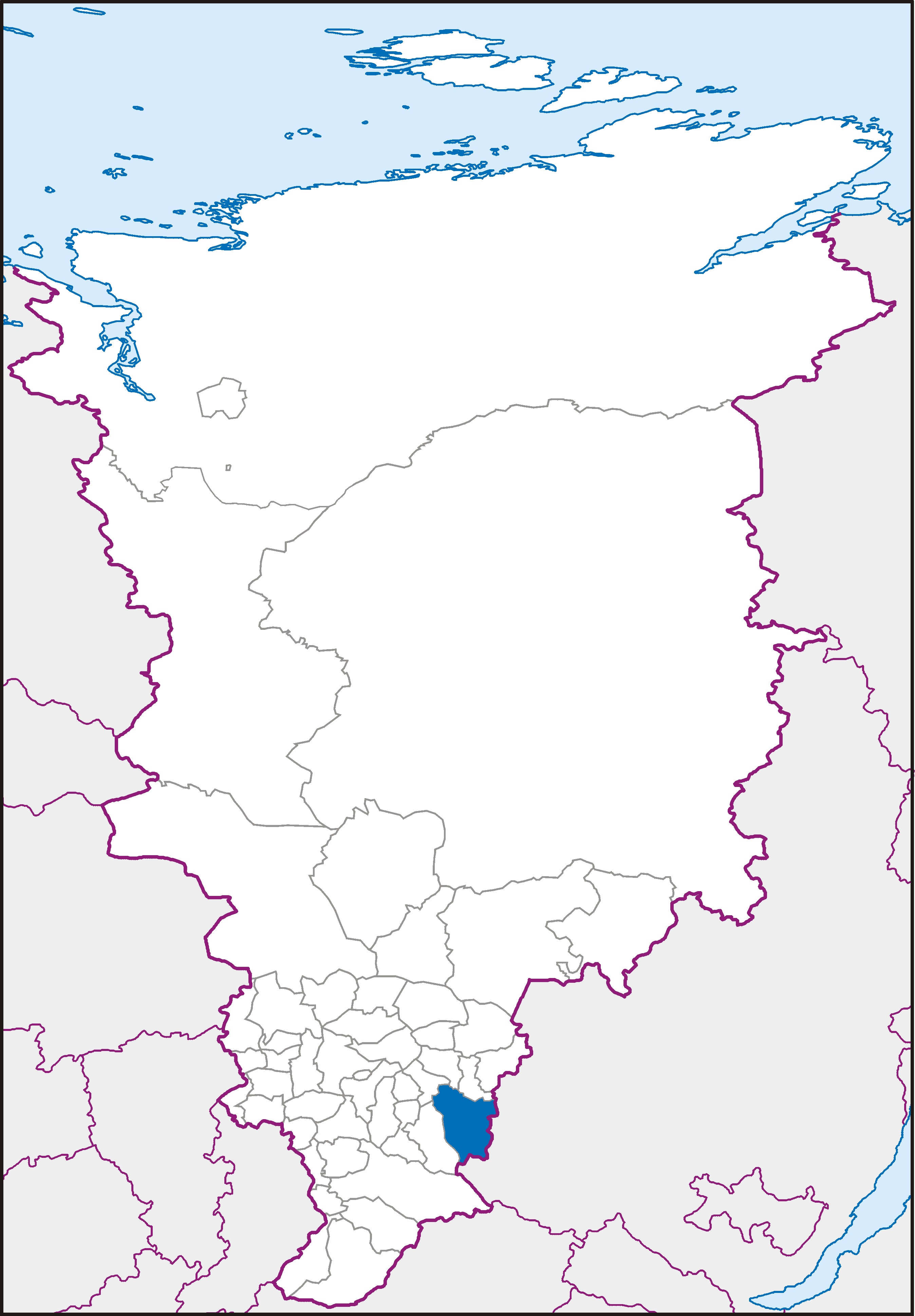

- Административный центр — село Ирбейское

Сельсоветы (сельские поселения):
- Александровский сельсовет
- Благовещенский сельсовет
- Верхнеуринский сельсовет
- Ивановский сельсовет
- Изумрудновский сельсовет
- Ирбейский сельсовет
- Маловский сельсовет
- Мельничный сельсовет
- Петропавловский сельсовет
- Сергеевский сельсовет
- Степановский сельсовет
- Тальский сельсовет
- Тумаковский сельсовет
- Успенский сельсовет
- Усть-Каначульский сельсовет
- Усть-Ярульский сельсовет
- Чухломинский сельсовет
- Юдинский сельсовет

### Казачинский район

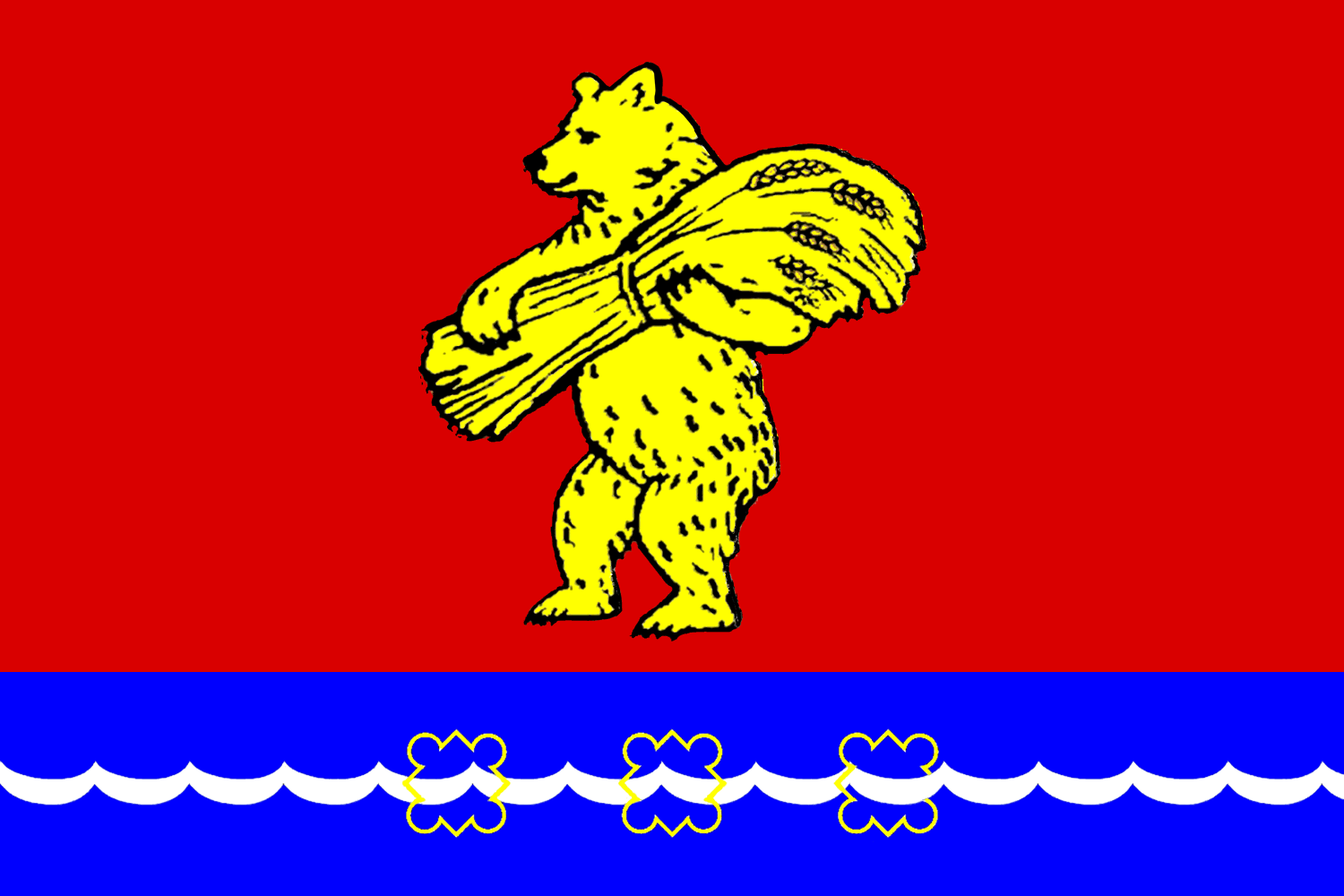
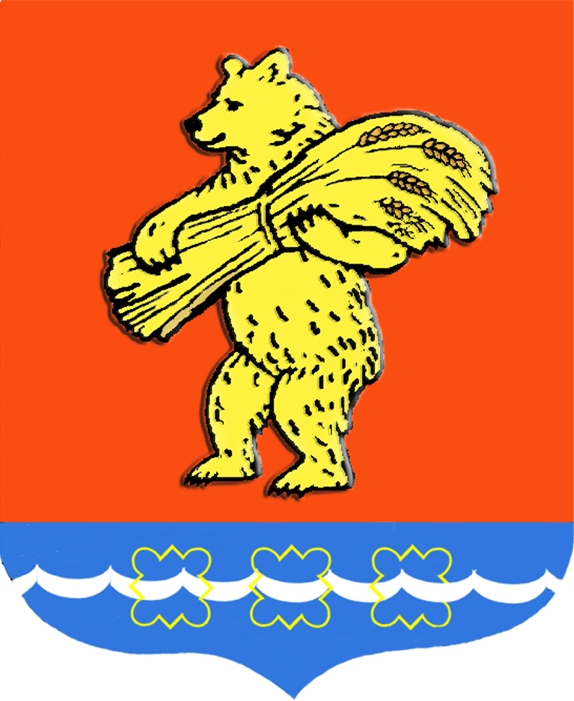
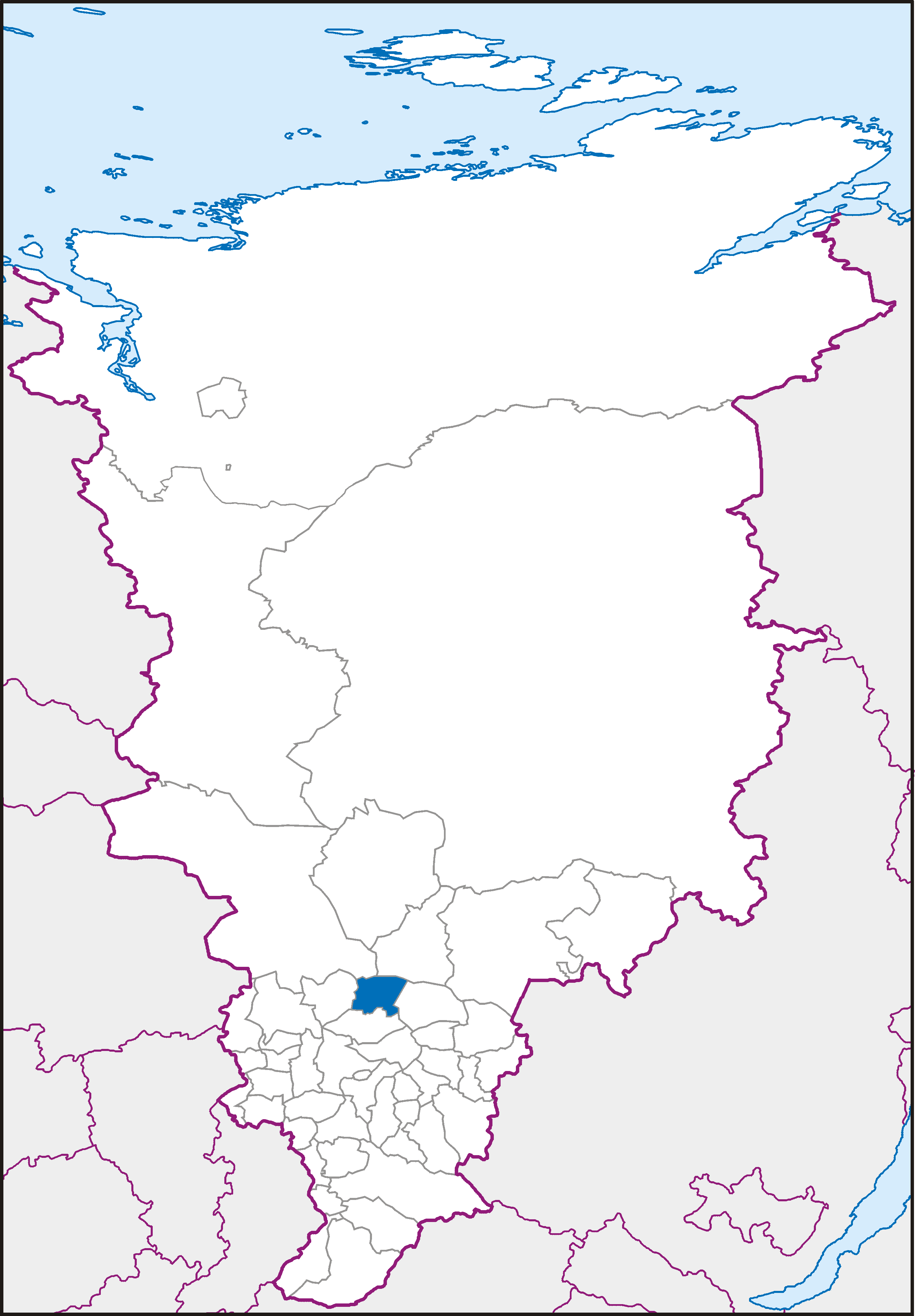

- Административный центр — село Казачинское

Сельсоветы (сельские поселения):
1. Александровский сельсовет
2. Вороковский сельсовет
3. Галанинский сельсовет
4. Дудовский сельсовет
5. Захаровский сельсовет
6. Казачинский сельсовет
7. Мокрушинский сельсовет
8. Момотовский сельсовет
9. Новотроицкий сельсовет
10. Отношенский сельсовет
11. Пятковский сельсовет
12. Рождественский сельсовет
13. Талажанский сельсовет

Законом Красноярского края от 3 июня 2015 года № 8-3422, были преобразованы, путём их объединения, муниципальные образования Казачинский сельсовет и Курбатовский сельсовет в муниципальное образование Казачинский сельсовет с административным центром в селе Казачинское.

### Канский район

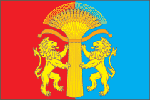
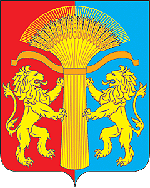
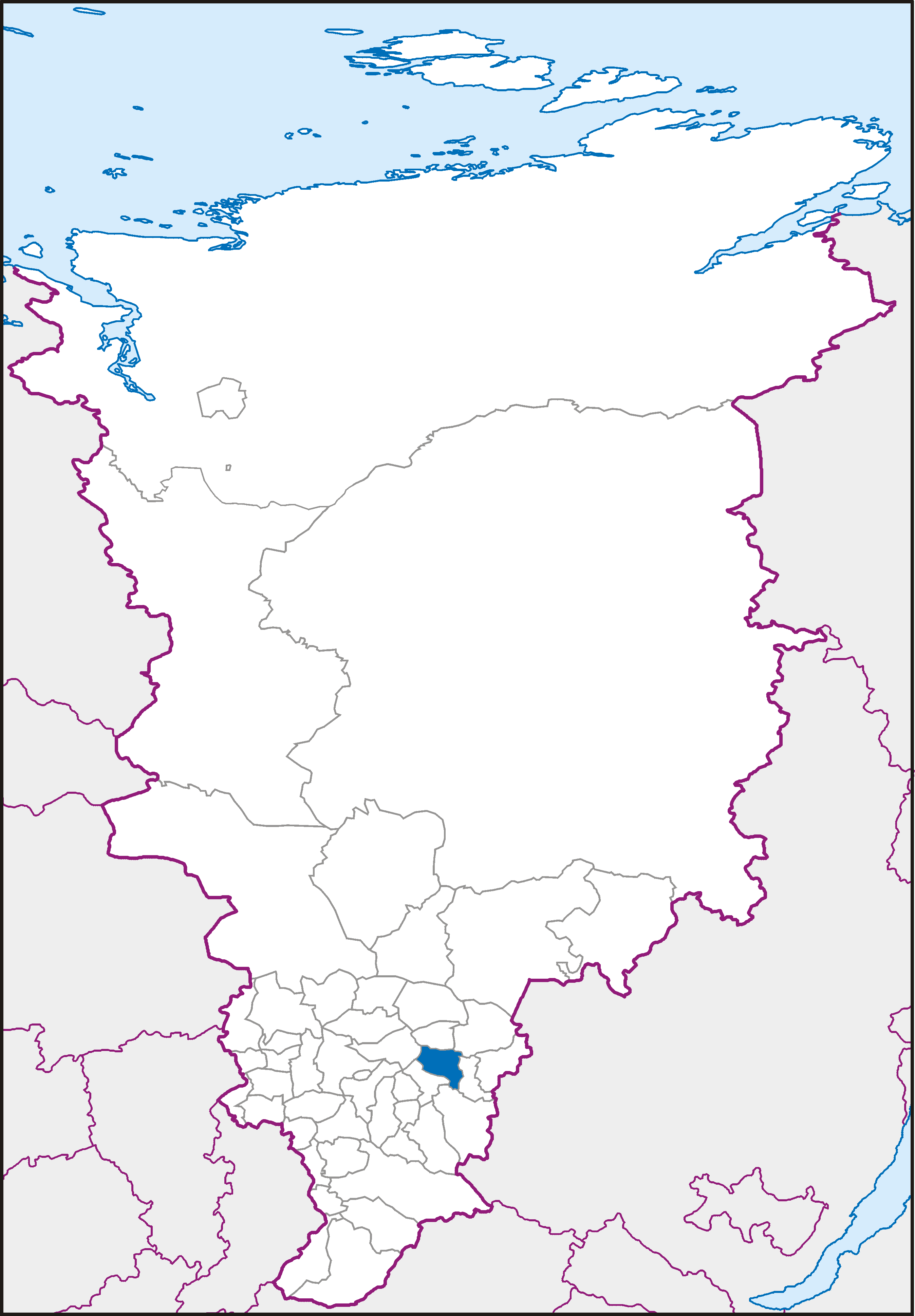

- Административный центр — город Канск

Сельсоветы (сельские поселения):
- Амонашенский сельсовет
- Анцирский сельсовет
- Астафьевский сельсовет
- Большеуринский сельсовет
- Браженский сельсовет
- Верх-Амонашенский сельсовет
- Георгиевский сельсовет
- Краснокурышинский сельсовет
- Мокрушинский сельсовет
- Рудянский сельсовет
- Сотниковский сельсовет
- Таёженский сельсовет
- Терский сельсовет
- Филимоновский сельсовет
- Чечеульский сельсовет

### Каратузский район

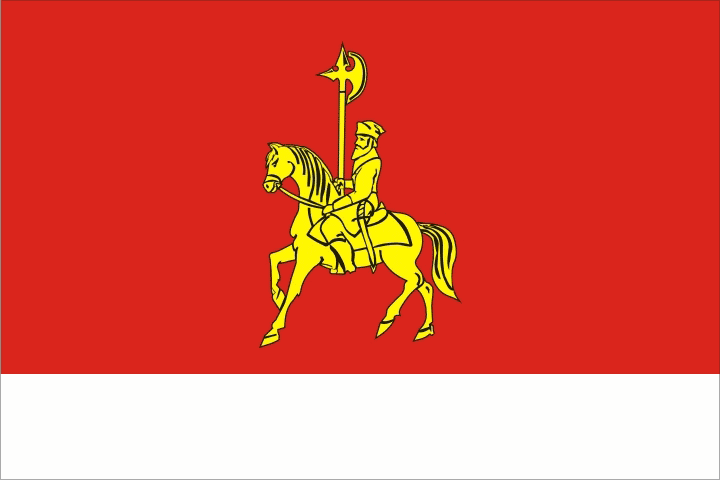
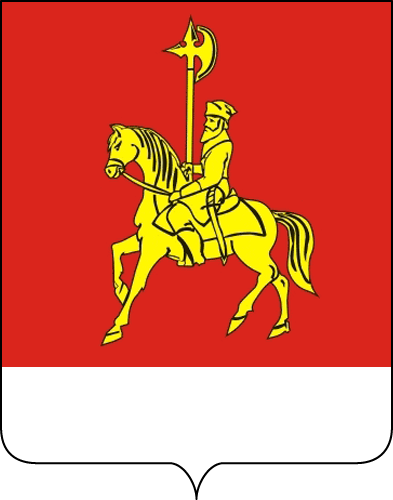
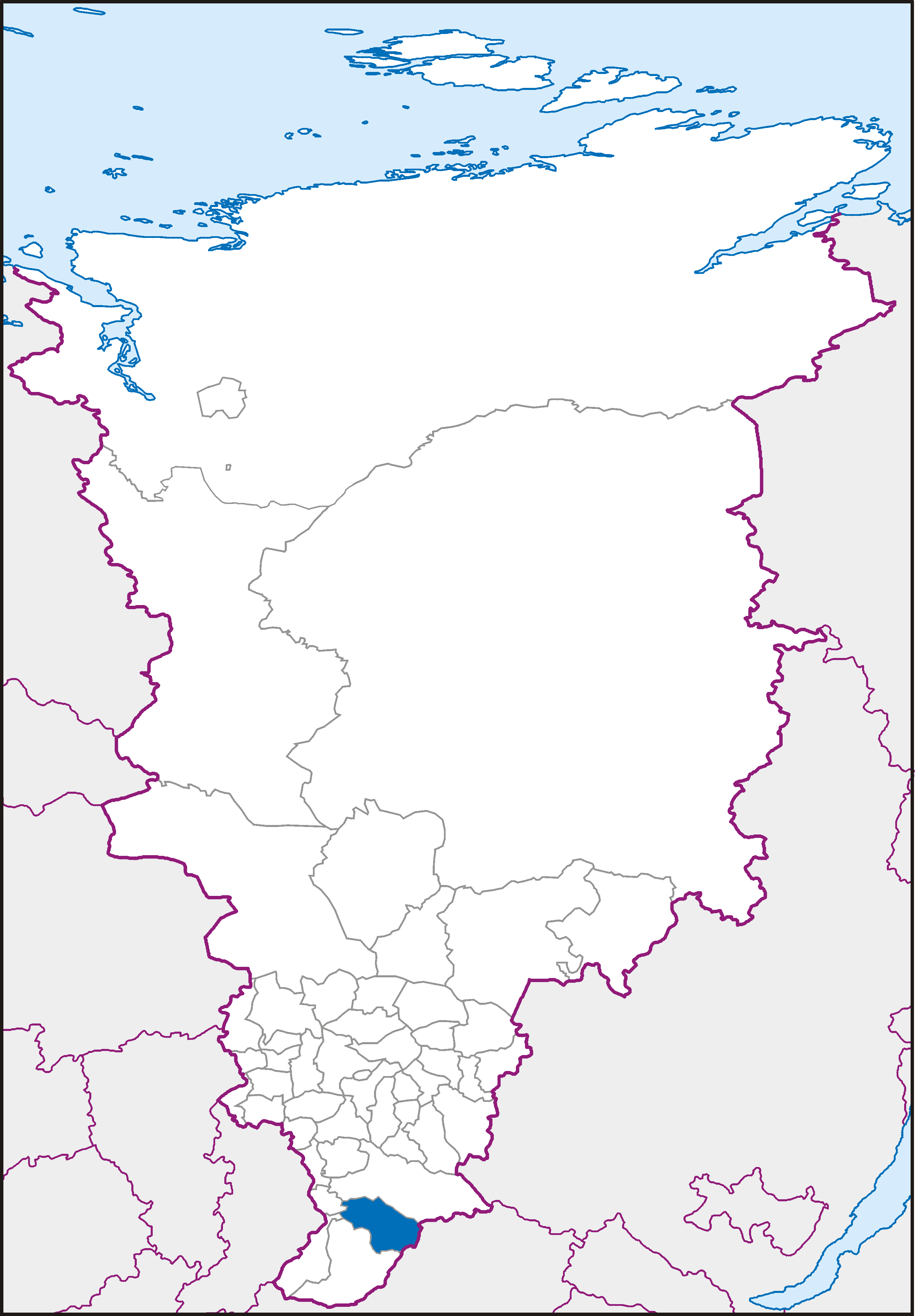

- Административный центр — село Каратузское

Сельсоветы (сельские поселения):
- Амыльский сельсовет
- Верхнекужебарский сельсовет
- Каратузский сельсовет
- Качульский сельсовет
- Лебедевский сельсовет
- Моторский сельсовет
- Нижнекужебарский сельсовет
- Нижнекурятский сельсовет
- Сагайский сельсовет
- Старокопский сельсовет
- Таскинский сельсовет
- Таятский сельсовет
- Уджейский сельсовет
- Черемушинский сельсовет

До 2005 года Черемушинский сельсовет назывался Черемушкинским сельсоветом.

### Кежемский район

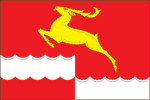
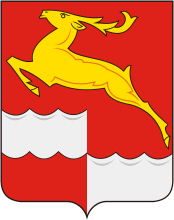
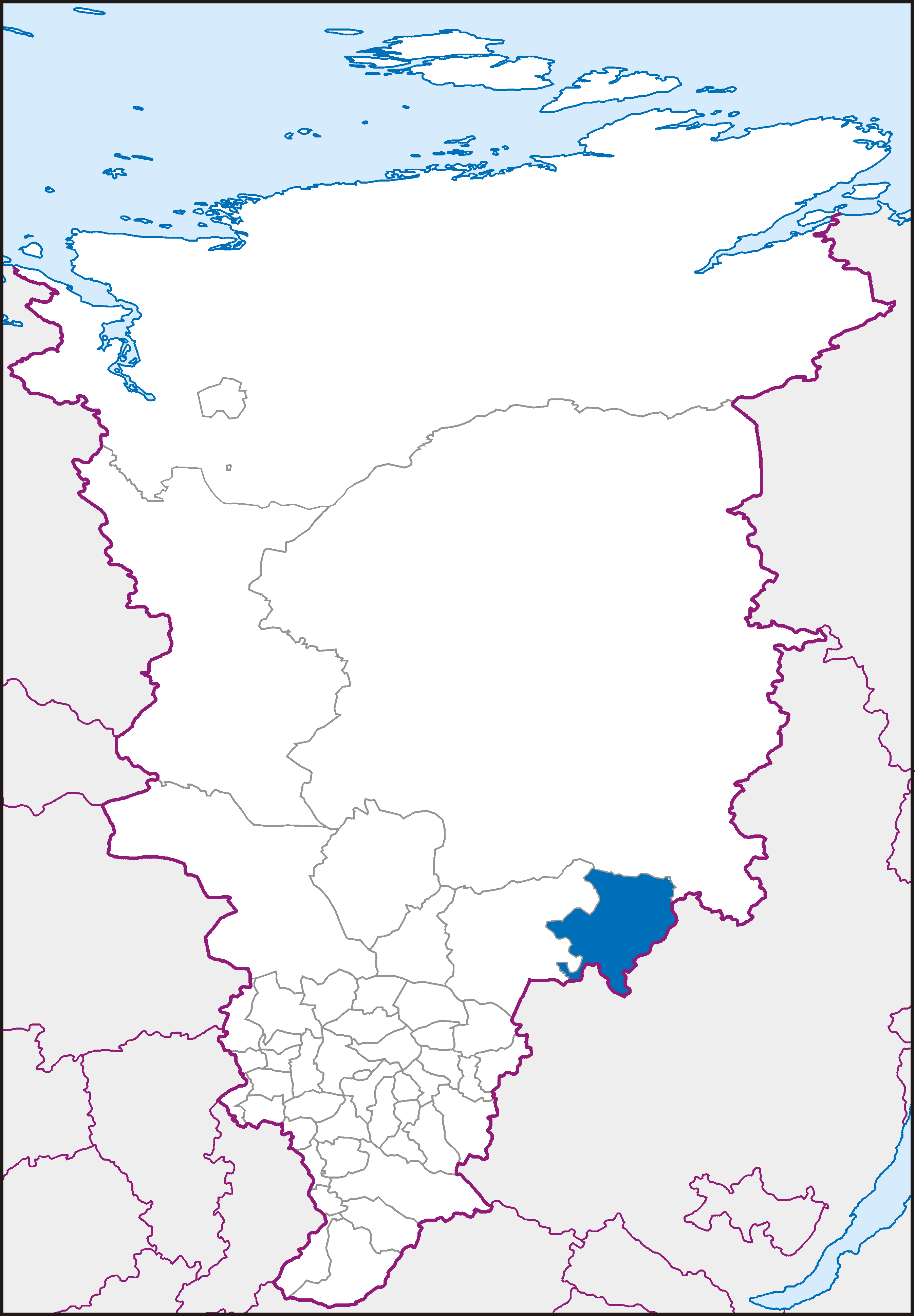

- Административный центр — город Кодинск

Городское поселение:
- город Кодинск (районный город Кодинск)

Сельсоветы (сельские поселения):
- Заледеевский сельсовет
- Имбинский сельсовет
- Ирбинский сельсовет
- Недокурский сельсовет
- Тагарский сельсовет
- Яркинский сельсовет

В составе района выделяется межселенная территория с 3 сельскими населёнными пунктами.
Законом Красноярского края от 23 апреля 2013 года № 4-1253 были упразднены муниципальные образования Кежемский сельсовет, Ново-Кежемский сельсовет (до 2005 года называвшийся Новокежемским) и Проспихинский сельсовет.
Законом Красноярского края от 20 марта 2014 года № 6-2189 были упразднены муниципальные образования Дворецкий сельсовет и Пановский сельсовет.
Территория упразднённых муниципальных образований включена в состав межселенной территории Кежемского района.
Законом Красноярского края от 20 марта 2014 года № 6-2191 были упразднены:
- административно-территориальные единицы — Дворецкий, Кежемский, Ново-Кежемский, Пановский и Проспихинский сельсоветы;
- территориальные единицы — посёлки: Косой Бык, Новая Кежма, Приангарский; сёла: Кежма, Паново, Проспихино; деревни Верх-Кежма, Усольцева.

Законом Красноярского края от 7 июня 2018 года № 5-1708 Таёжинский сельсовет был упразднён, его территория включена в состав межселенной территории. Упразднение соответствующей административно-территориальной единицы с включением в межселенную территорию было произведено 2 августа 2021 года.

### Козульский район

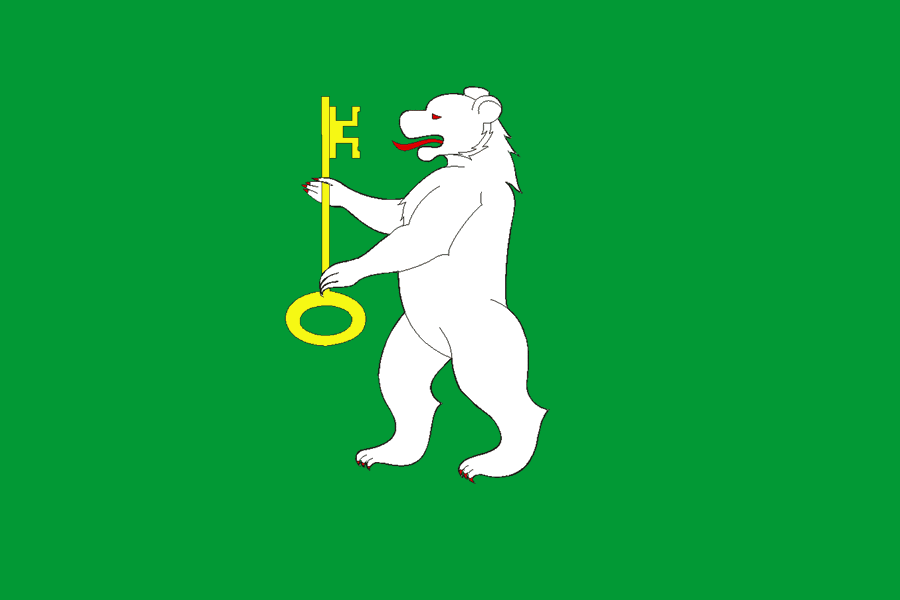
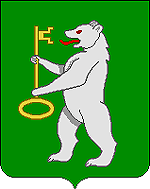
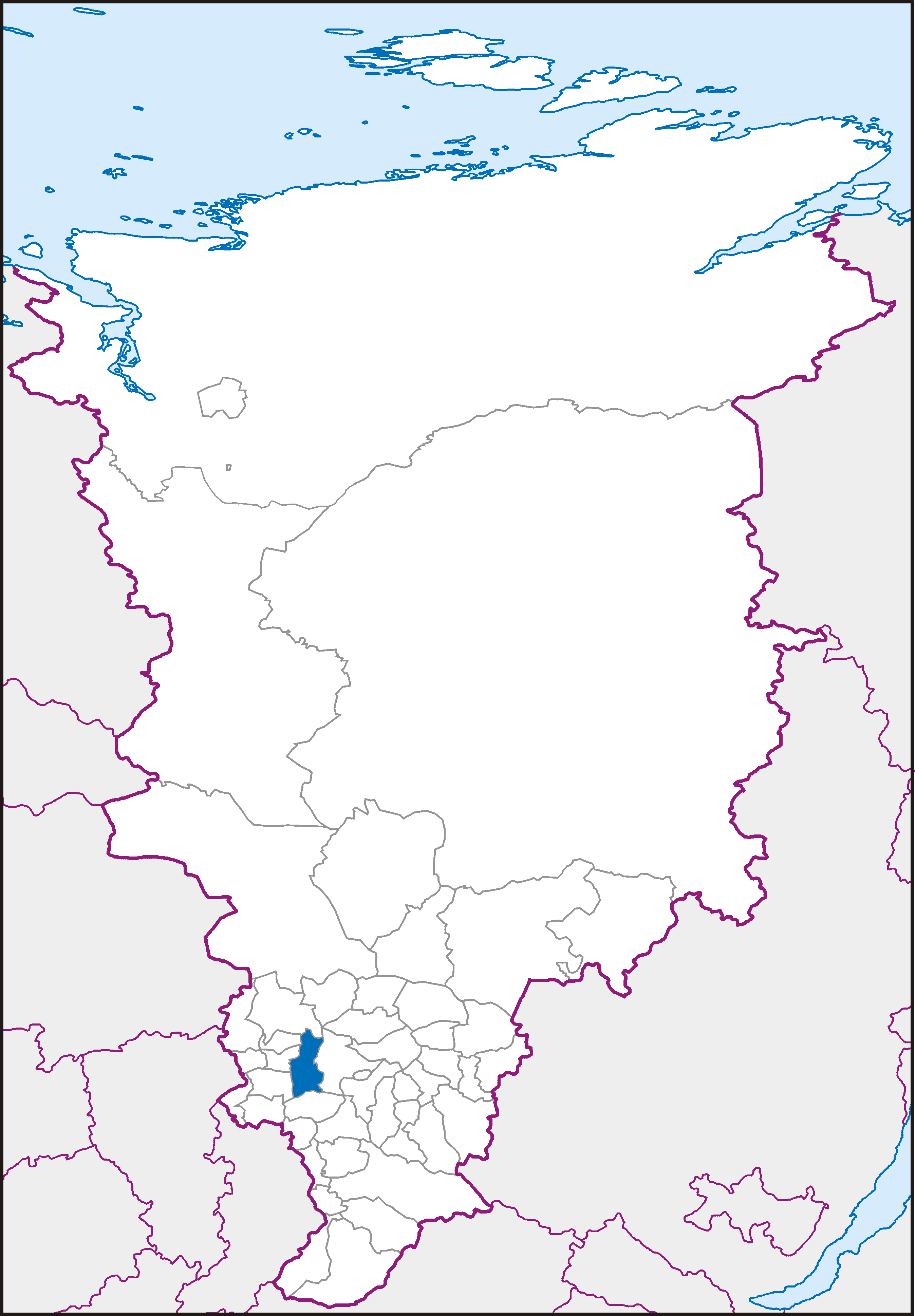

- Административный центр — посёлок городского типа Козулька

Городское поселение:
- посёлок Козулька (посёлок городского типа Козулька)

Сельсоветы (сельские поселения):
- Балахтонский сельсовет
- Жуковский сельсовет
- Лазурненский сельсовет
- Новочернореченский сельсовет
- Шадринский сельсовет

В октябре 2019 года посёлок городского типа Новочернореченский (до 1 января 2014 года рабочий посёлок) был преобразован в сельский населённый пункт и объединён с Новочернореченским сельсоветом.

### Краснотуранский район

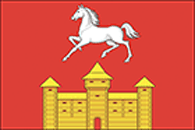
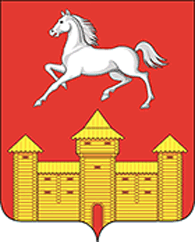
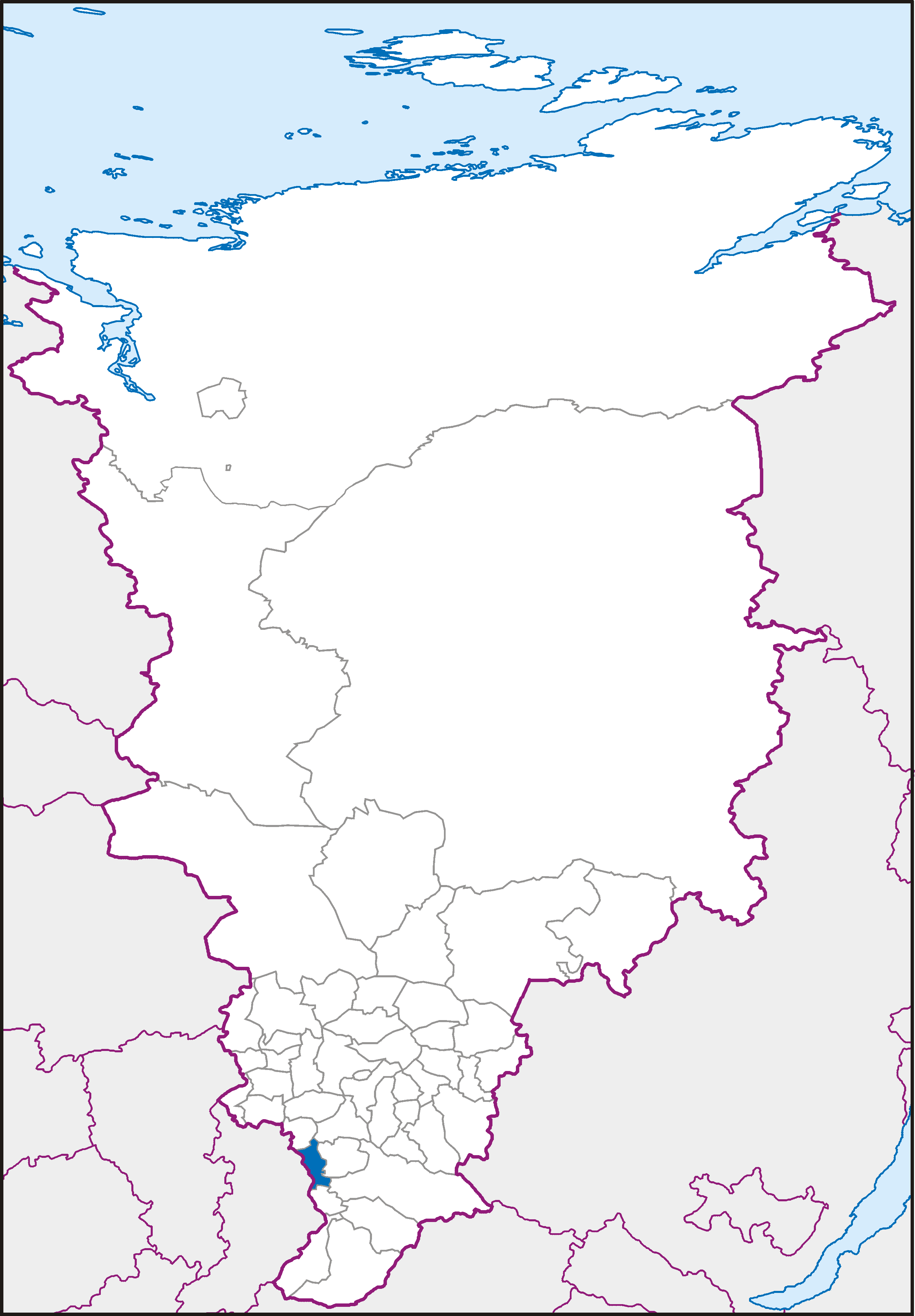

- Административный центр — село Краснотуранск

Сельсоветы (сельские поселения):
- Беллыкский сельсовет
- Восточенский сельсовет
- Кортузский сельсовет
- Краснотуранский сельсовет
- Лебяженский сельсовет
- Новосыдинский сельсовет
- Салбинский сельсовет
- Саянский сельсовет
- Тубинский сельсовет

До 2005 года Восточенский сельсовет назывался Восточным сельсоветом.

### Курагинский район

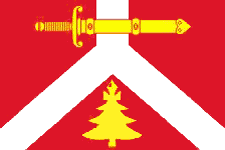
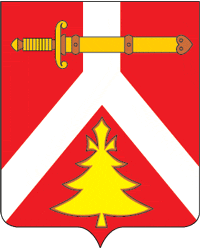
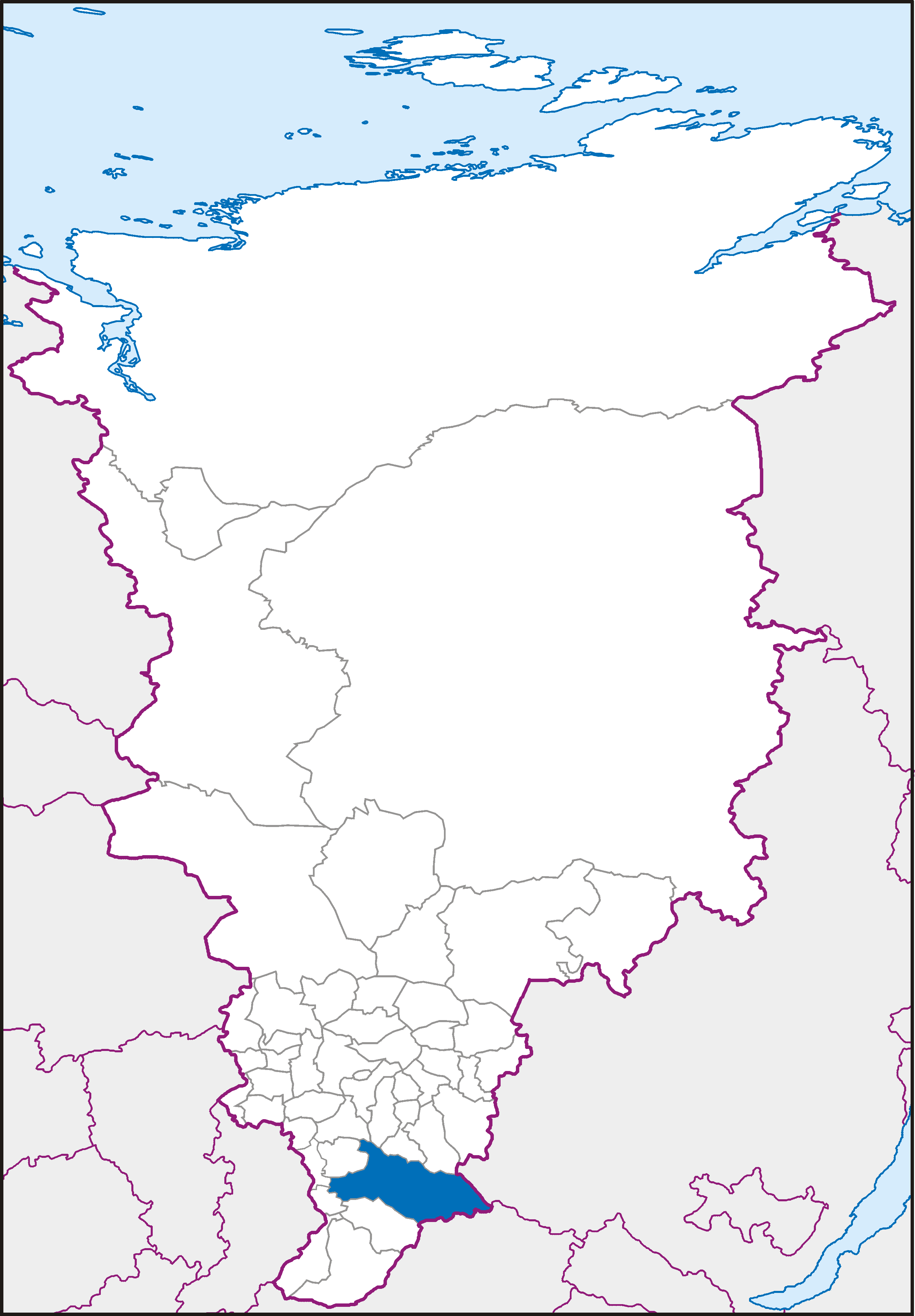

- Административный центр — посёлок городского типа Курагино

Городские поселения:
- город Артёмовск (районный город Артёмовск)
- посёлок Большая Ирба (посёлок городского типа Большая Ирба)
- посёлок Кошурниково (поселок городского типа Кошурниково)
- посёлок Краснокаменск (посёлок городского типа Краснокаменск)
- посёлок Курагино (поселок городского типа Курагино)

Сельсоветы (сельские поселения):
- Алексеевский сельсовет
- Березовский сельсовет
- Брагинский сельсовет
- Детловский сельсовет
- Имисский сельсовет
- Кордовский сельсовет
- Кочергинский сельсовет
- Курский сельсовет
- Марининский сельсовет
- Можарский сельсовет
- Муринский сельсовет
- Пойловский сельсовет
- Рощинский сельсовет
- Черемшанский сельсовет
- Чибижекский сельсовет
- Шалоболинский сельсовет
- Щетинкинский сельсовет

В 2012 году рабочий посёлок Чибижек был преобразован в сельский населённый пункт и образован Чибижекский сельсовет.

### Манский район

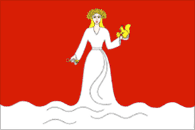
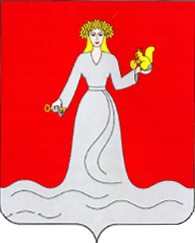
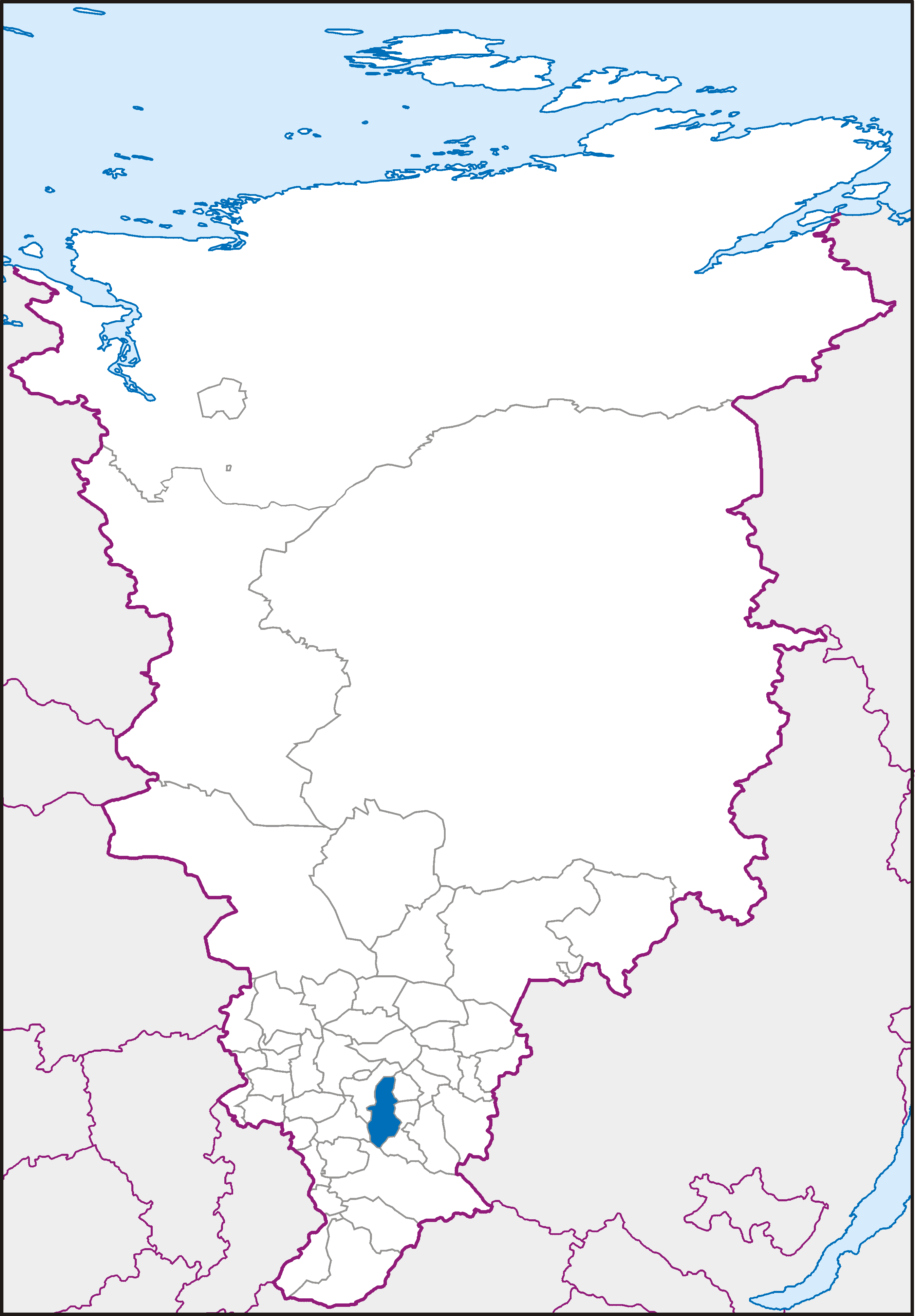

- Административный центр — село Шалинское

Сельсоветы (сельские поселения):
- Выезжелогский сельсовет
- Камарчагский сельсовет
- Каменский сельсовет
- Кияйский сельсовет
- Колбинский сельсовет
- Нарвинский сельсовет
- Орешенский сельсовет
- Первоманский сельсовет
- Степно-Баджейский сельсовет
- Унгутский сельсовет
- Шалинский сельсовет

До 2005 года Степно-Баджейский сельсовет назывался Степнобаджейским.

### Минусинский район

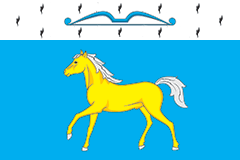
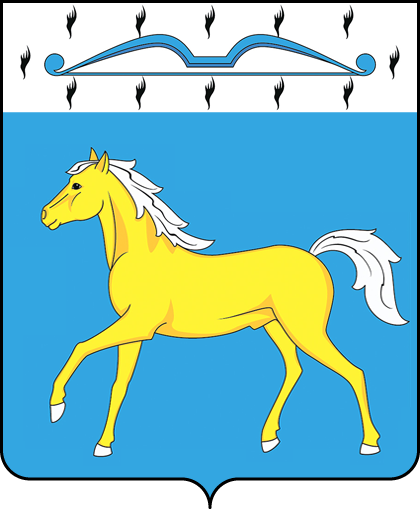
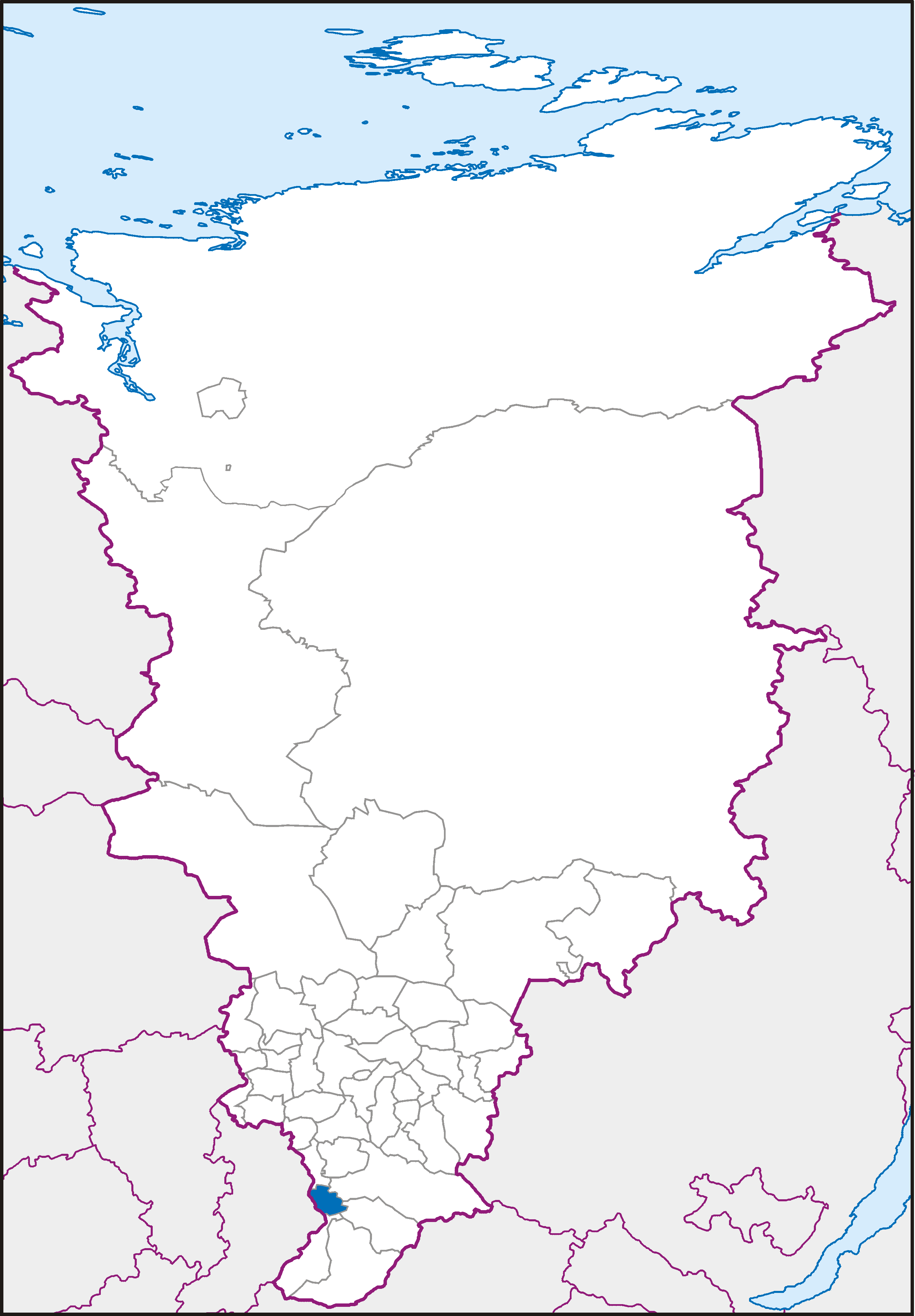

- Административный центр — город Минусинск

Сельсоветы (сельские поселения):
- Большеничкинский сельсовет
- Городокский сельсовет
- Жерлыкский сельсовет
- Знаменский сельсовет
- Кавказский сельсовет
- Лугавский сельсовет
- Маломинусинский сельсовет
- Новотроицкий сельсовет
- Прихолмский сельсовет
- Селиванихинский сельсовет
- Тесинский сельсовет
- Тигрицкий сельсовет
- Шошинский сельсовет

### Мотыгинский район

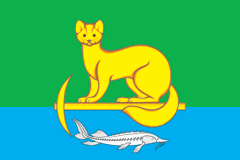
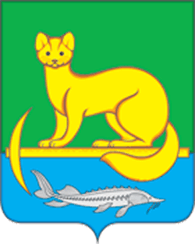
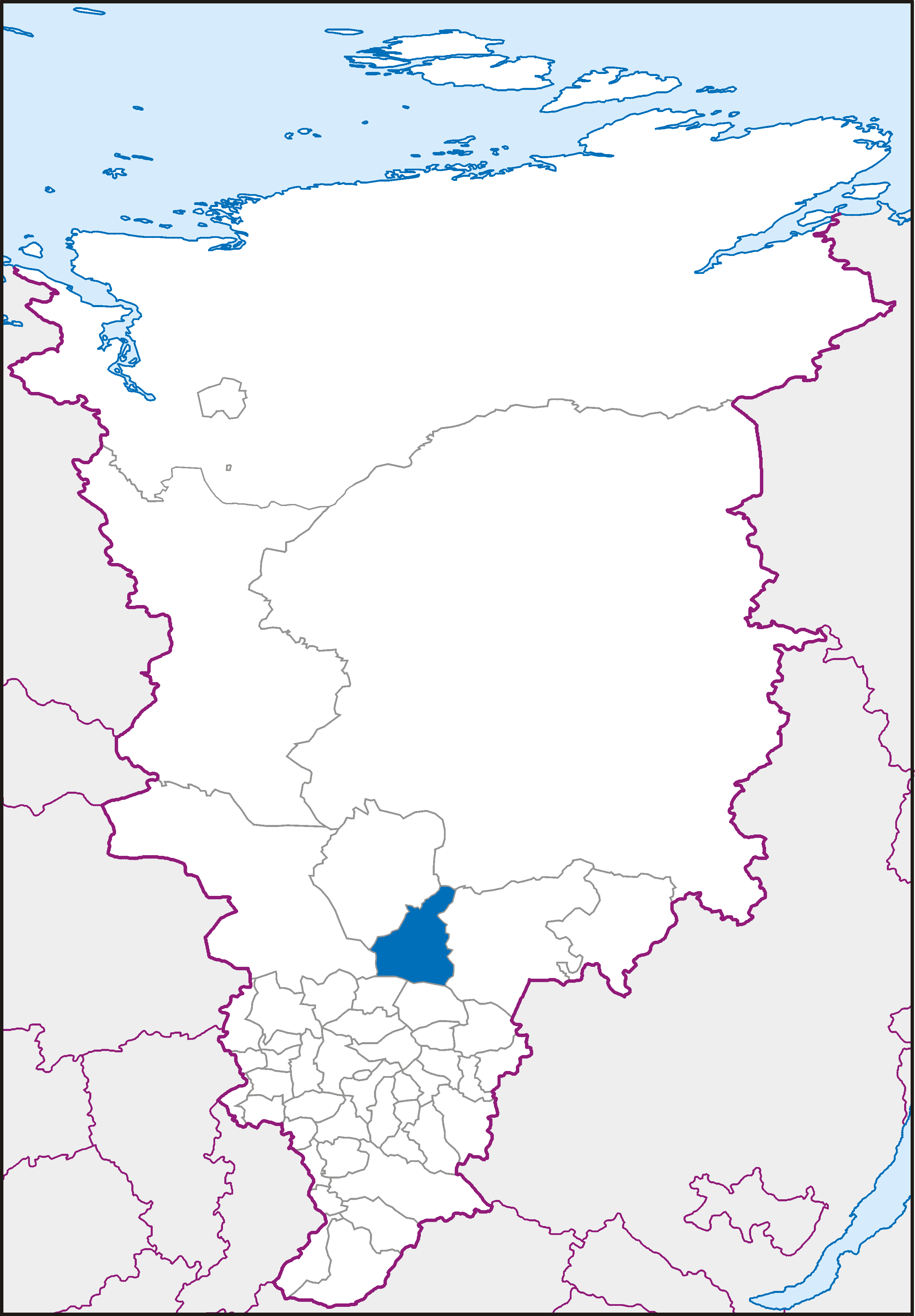

- Административный центр — посёлок городского типа Мотыгино

Городские поселения:
- посёлок Мотыгино (поселок городского типа Мотыгино)
- посёлок Раздолинск (поселок городского типа Раздолинск)

Сельсоветы (сельские поселения):
- Кирсантьевский сельсовет
- Кулаковский сельсовет
- Машуковский сельсовет
- Новоангарский сельсовет
- Орджоникидзевский сельсовет
- Первомайский сельсовет
- Рыбинский сельсовет
- Южно-Енисейский сельсовет

В составе района выделяется межселенная территория с 1 сельским населённым пунктом.
С 1 января 2014 года рабочий посёлок Южно-Енисейский был преобразован в сельский населённый пункт и образован Южно-Енисейский сельсовет.
В 2018 году как муниципальное образование был упразднён Партизанский сельсовет с передачей в межселенную территорию. Упразднение соответствующей административно-территориальной единицы с включением в межселенную территорию было произведено 2 августа 2021 года.

### Назаровский район

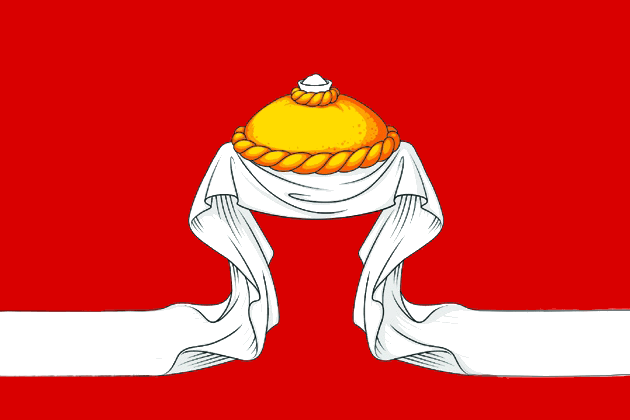
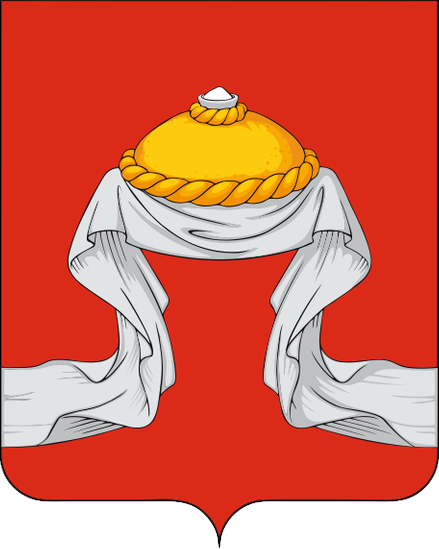
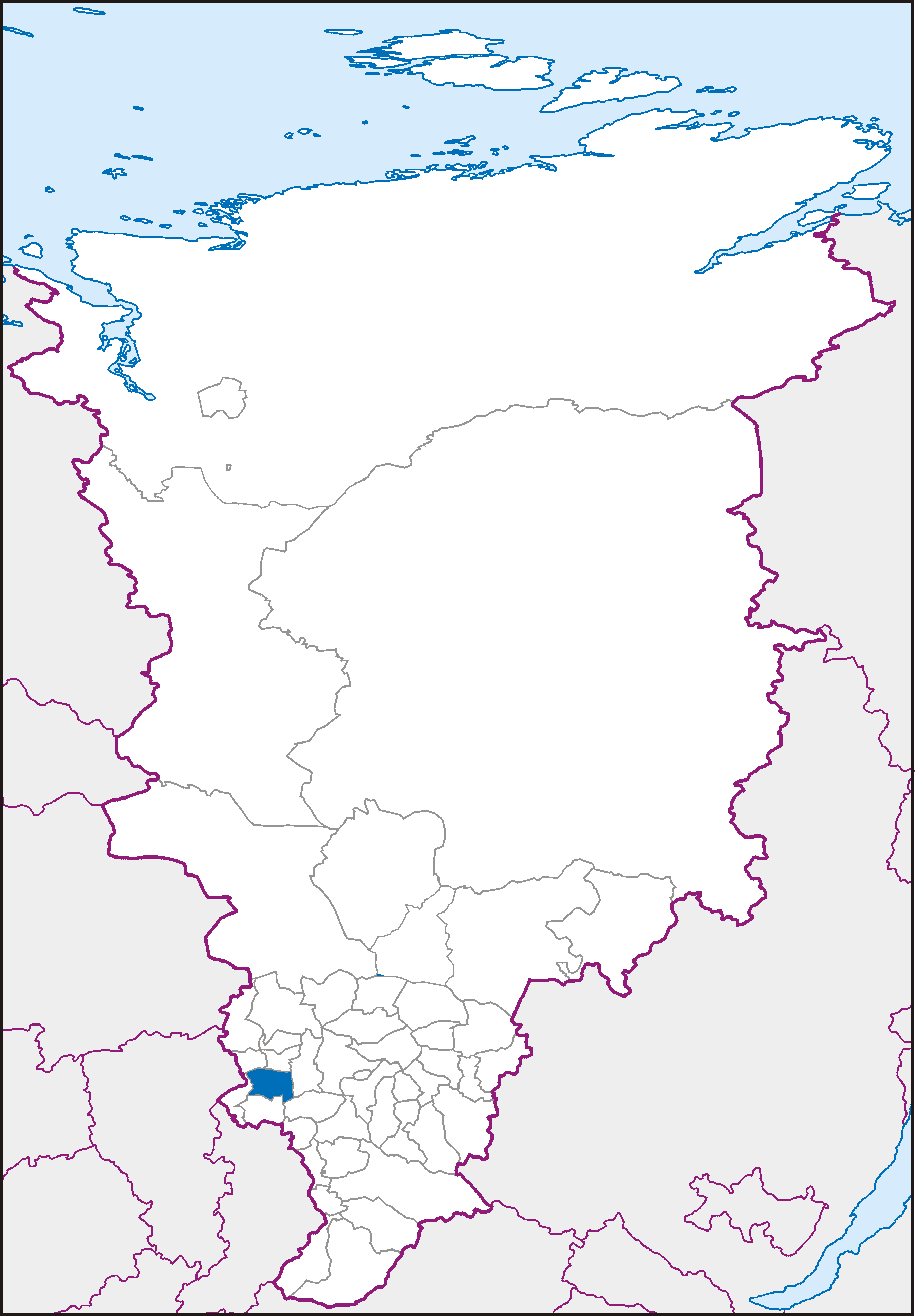

- Административный центр — город Назарово

Сельсоветы (сельские поселения):
- Верхнеададымский сельсовет
- Гляденский сельсовет
- Дороховский сельсовет
- Краснополянский сельсовет
- Красносопкинский сельсовет
- Павловский сельсовет
- Подсосенский сельсовет
- Преображенский сельсовет
- Сахаптинский сельсовет
- Степновский сельсовет

До 2005 года Степновский сельсовет назывался Степным.

### Нижнеингашский район

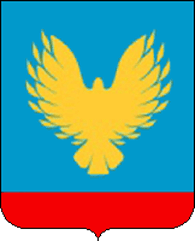
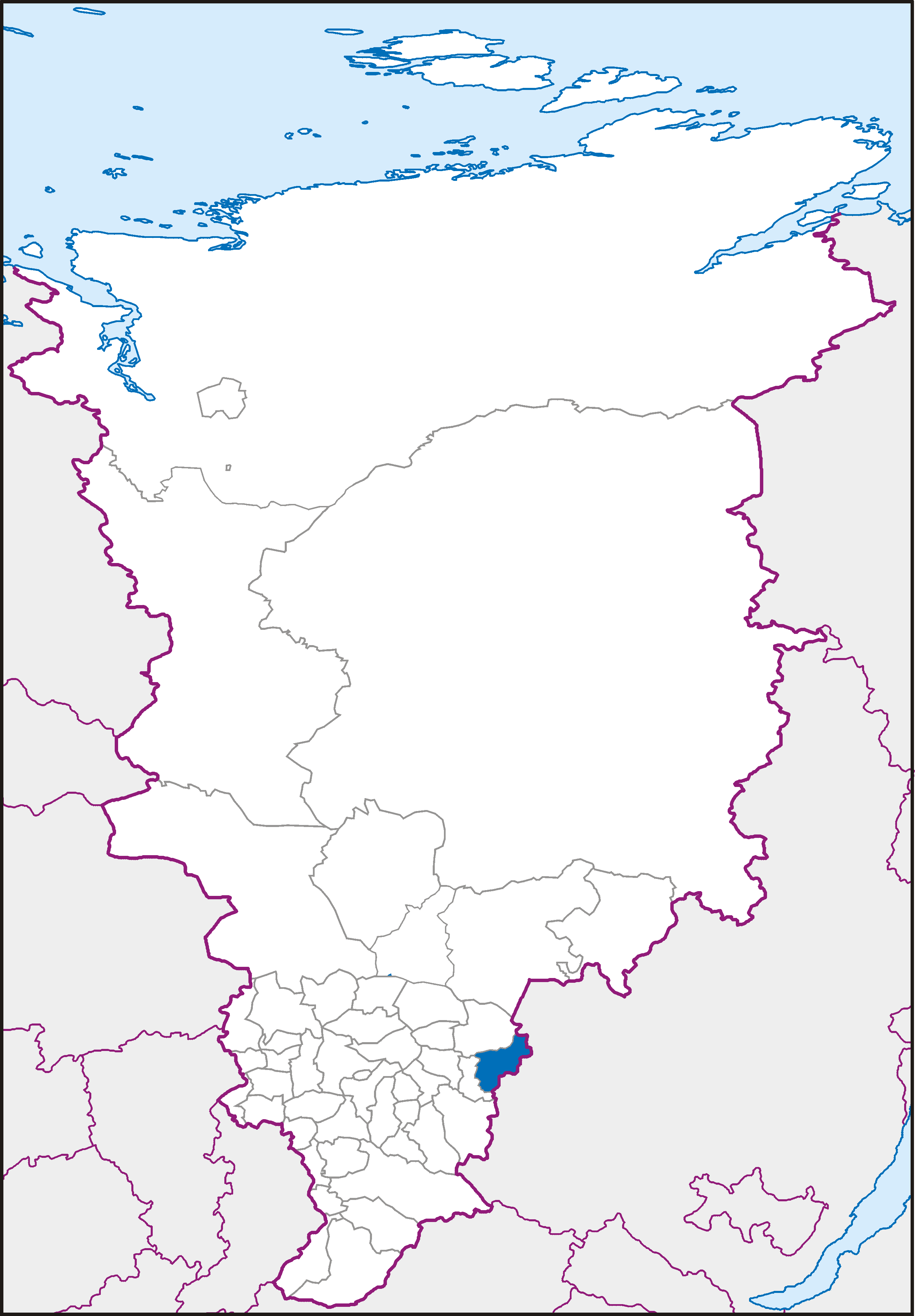

- Административный центр — посёлок городского типа Нижний Ингаш

Городские поселения:
- посёлок Нижний Ингаш (поселок городского типа Нижний Ингаш)
- посёлок Нижняя Пойма (поселок городского типа Нижняя Пойма)

Сельсоветы (сельские поселения):
- Александровский сельсовет
- Верхнеингашский сельсовет
- Ивановский сельсовет
- Канифольнинский сельсовет
- Касьяновский сельсовет
- Кучеровский сельсовет
- Новоалександровский сельсовет
- Павловский сельсовет
- Поканаевский сельсовет
- Соколовский сельсовет
- Стретенский сельсовет
- Тиличетский сельсовет
- Тинский сельсовет
- Тинской сельсовет

С 1 января 2014 года рабочие посёлки Поканаевка и Тинской были преобразованы в сельские населённые пункты и, соответственно, образованы Поканаевский и Тинской сельсоветы.

### Новосёловский район

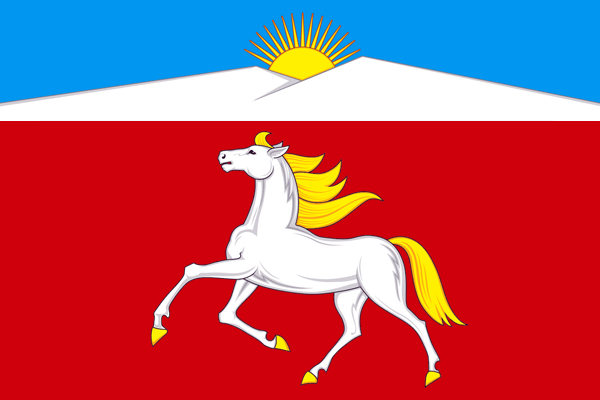
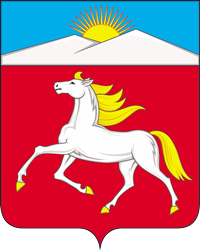
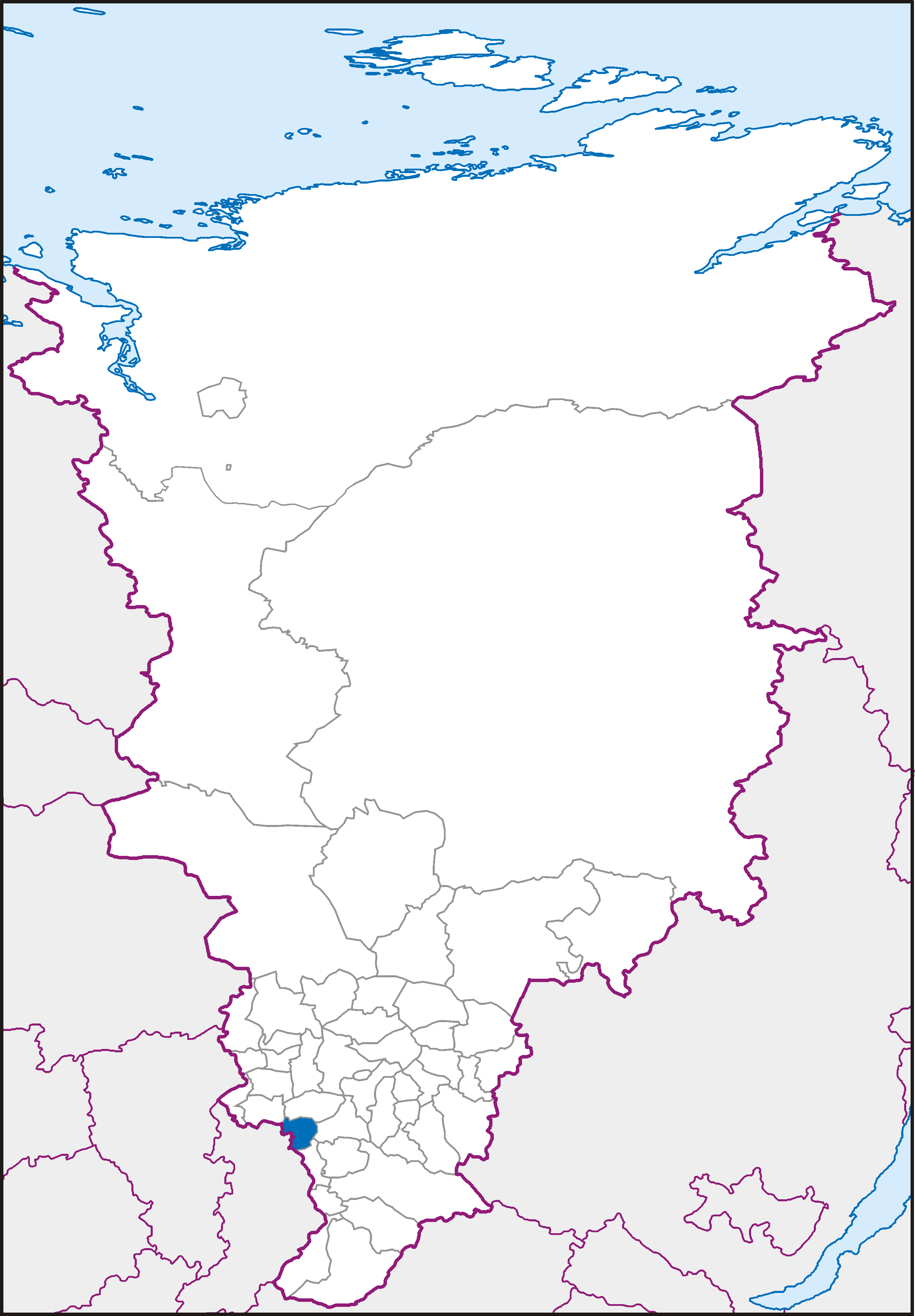

- Административный центр — село Новосёлово

Сельские поселения (сельсоветы):
- Анашенский сельсовет
- Комский сельсовет
- Легостаевский сельсовет
- Новосёловский сельсовет
- Светлолобовский сельсовет
- Толстомысенский сельсовет
- Чулымский сельсовет

### Партизанский район

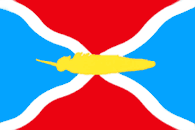
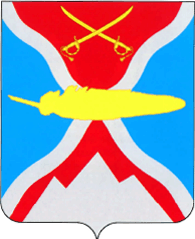
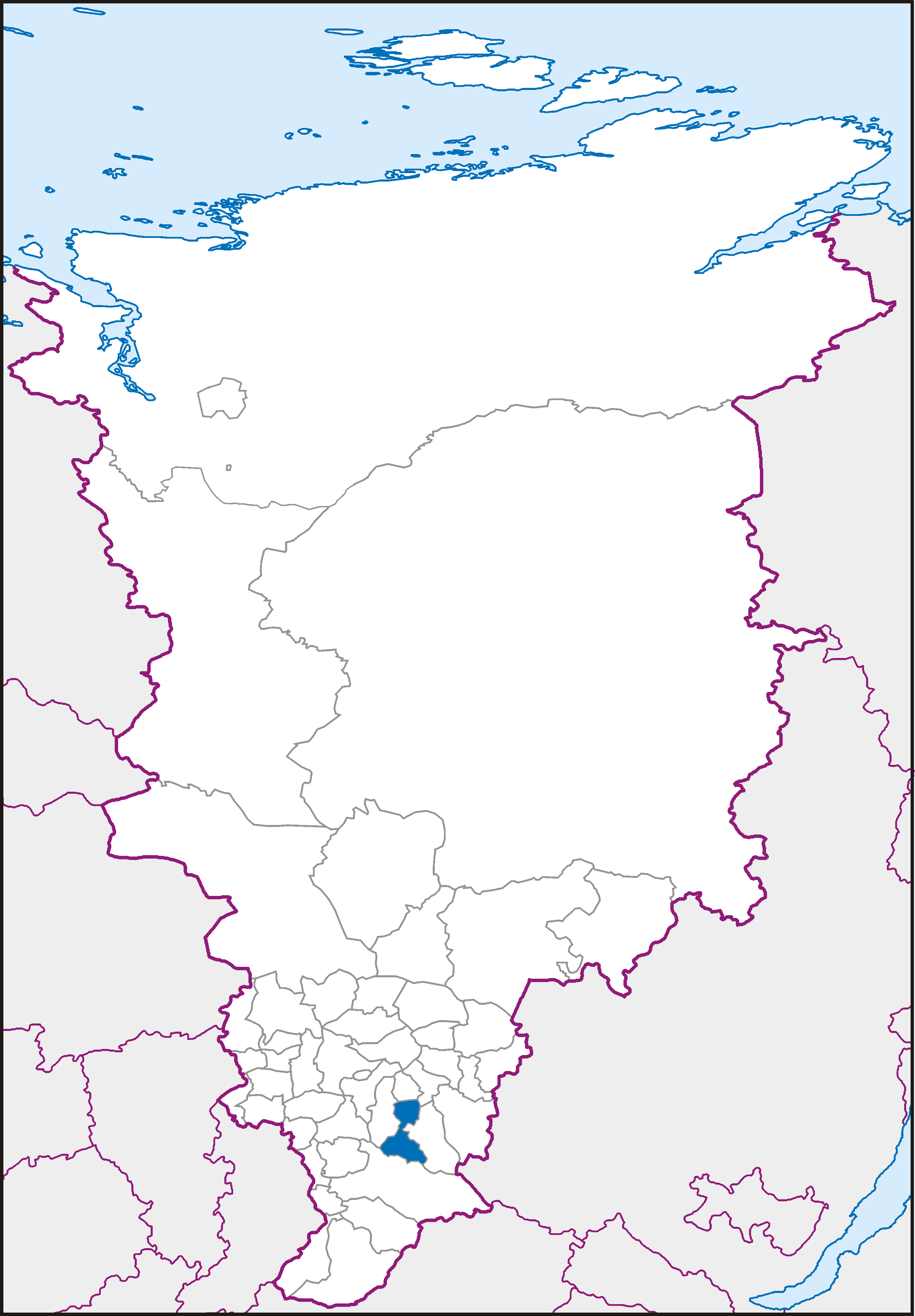

- Административный центр — село Партизанское

Сельсоветы (сельские поселения):
- Богуславский сельсовет
- Вершино-Рыбинский сельсовет
- Ивановский сельсовет
- Имбежский сельсовет
- Иннокентьевский сельсовет
- Кожелакский сельсовет
- Минский сельсовет
- Партизанский сельсовет
- Стойбинский сельсовет

### Рыбинский район

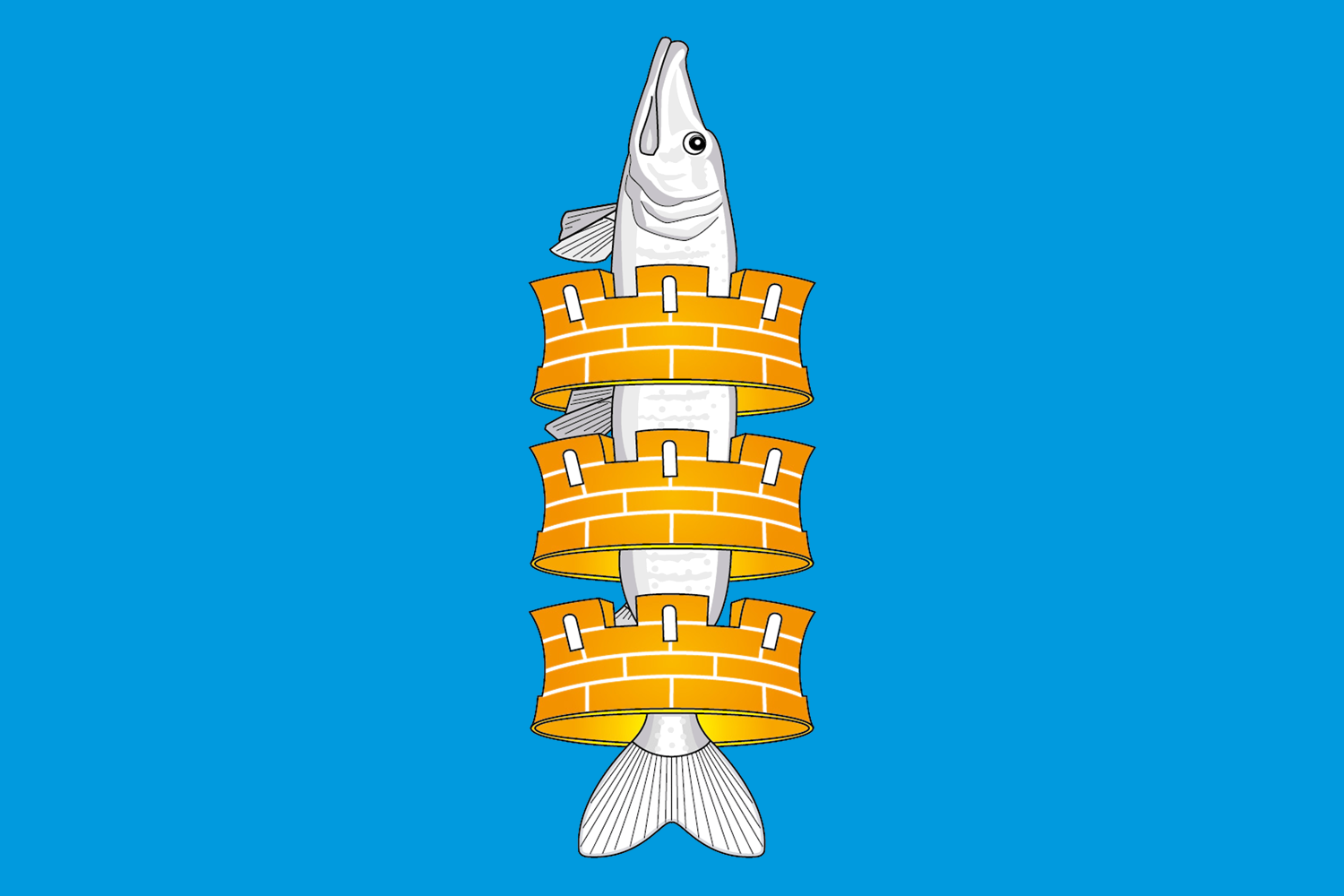
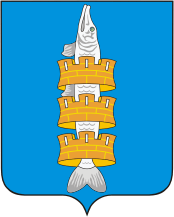
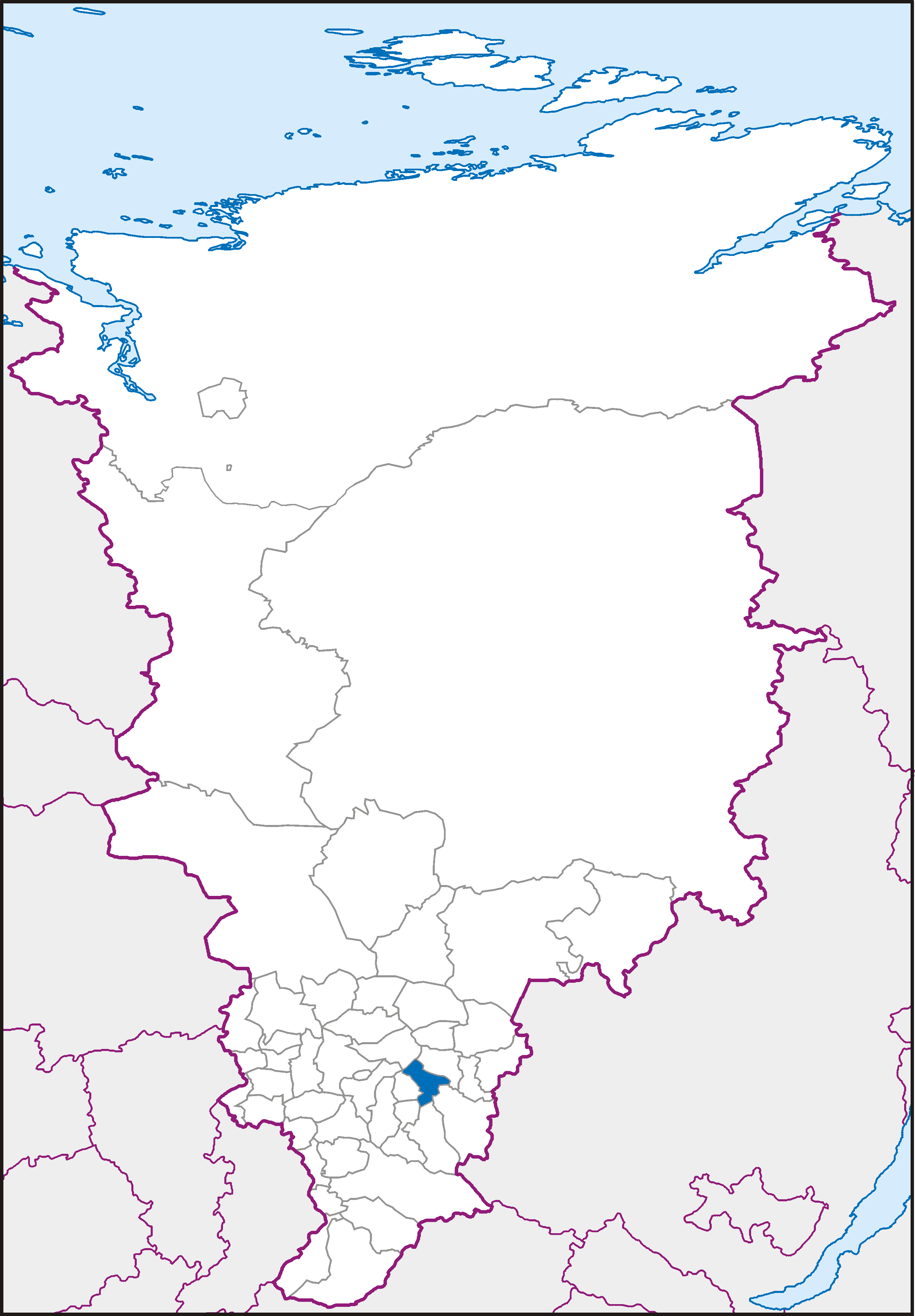

- Административный центр — город Заозёрный

Городские поселения:
- город Заозёрный (районный город Заозёрный)
- посёлок Ирша (посёлок городского типа Ирша)
- посёлок Саянский (посёлок городского типа Саянский)

Сельсоветы (сельские поселения):
- Александровский сельсовет
- Большеключинский сельсовет
- Бородинский сельсовет
- Двуреченский сельсовет
- Красногорьевский сельсовет
- Малокамалинский сельсовет
- Налобинский сельсовет
- Новинский сельсовет
- Новокамалинский сельсовет
- Новосолянский сельсовет
- Переясловский сельсовет
- Рыбинский сельсовет
- Уральский сельсовет
- Успенский сельсовет

До 1 января 2009 года город Заозёрный образовывал городской округ и относился к краевым городам.
С 1 января 2014 года рабочий посёлок Урал был преобразован в сельский населённый пункт и образован Уральский сельсовет.

### Саянский район

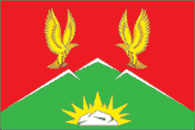
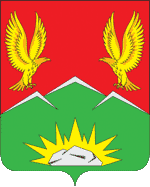
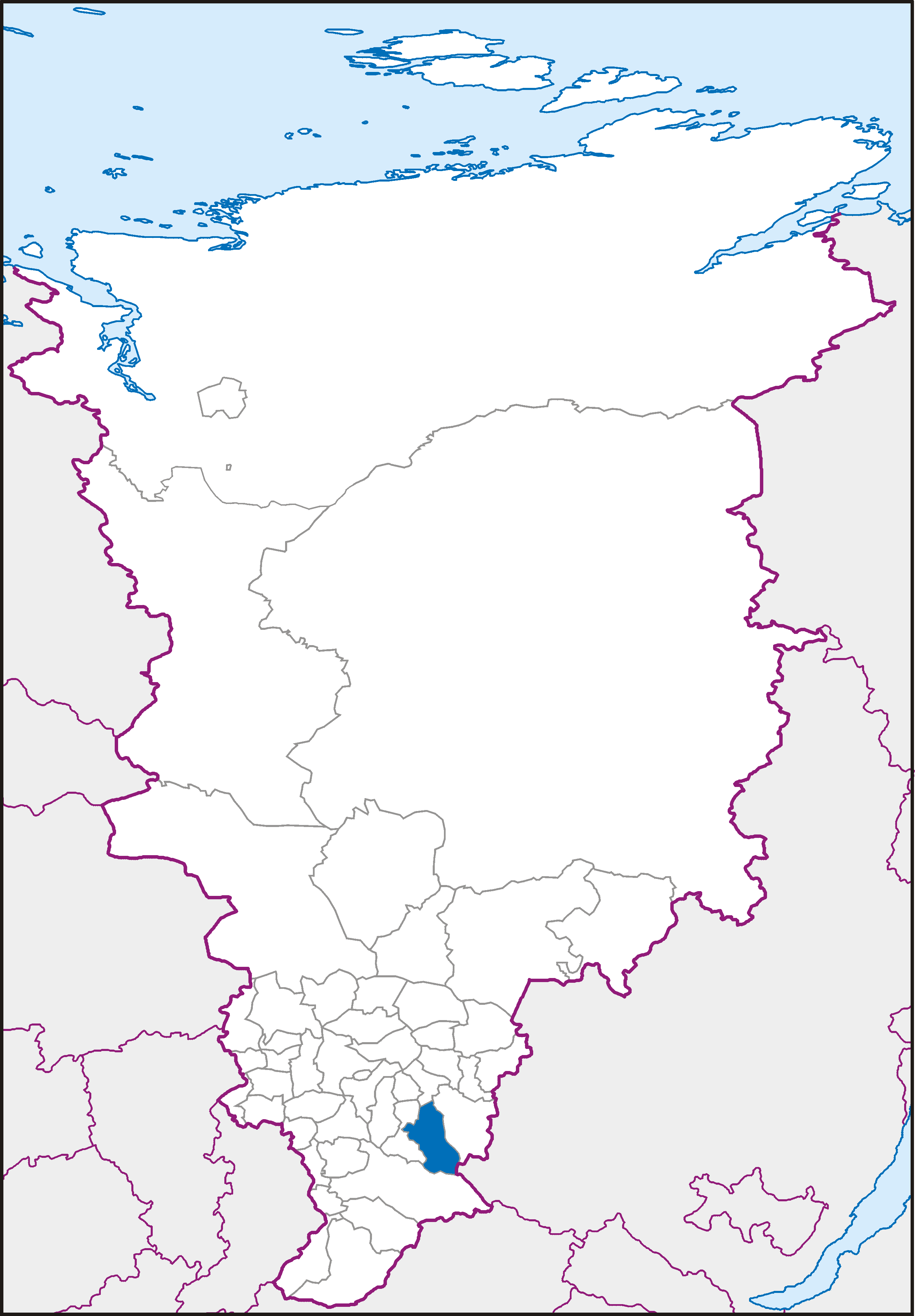

- Административный центр — село Агинское

Сельсоветы (сельские поселения):
- Агинский сельсовет
- Большеарбайский сельсовет
- Большеильбинский сельсовет
- Вознесенский сельсовет
- Гладковский сельсовет
- Кулижниковский сельсовет
- Малиновский сельсовет
- Межовский сельсовет
- Нагорновский сельсовет
- Орьевский сельсовет
- Среднеагинский сельсовет
- Тинский сельсовет
- Тугачинский сельсовет
- Унерский сельсовет

До 2005 года Межовский сельсовет назывался Межевским.

### Северо-Енисейский район

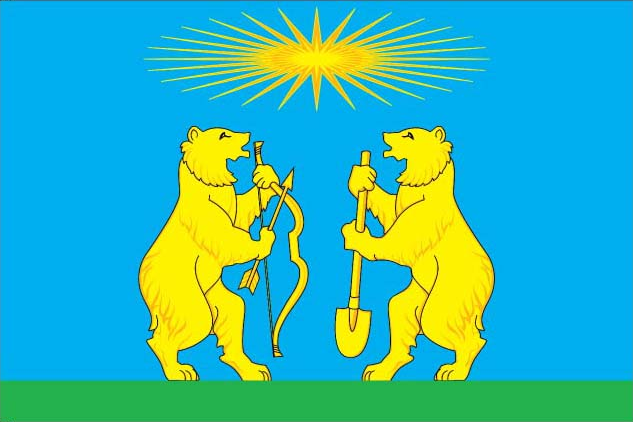
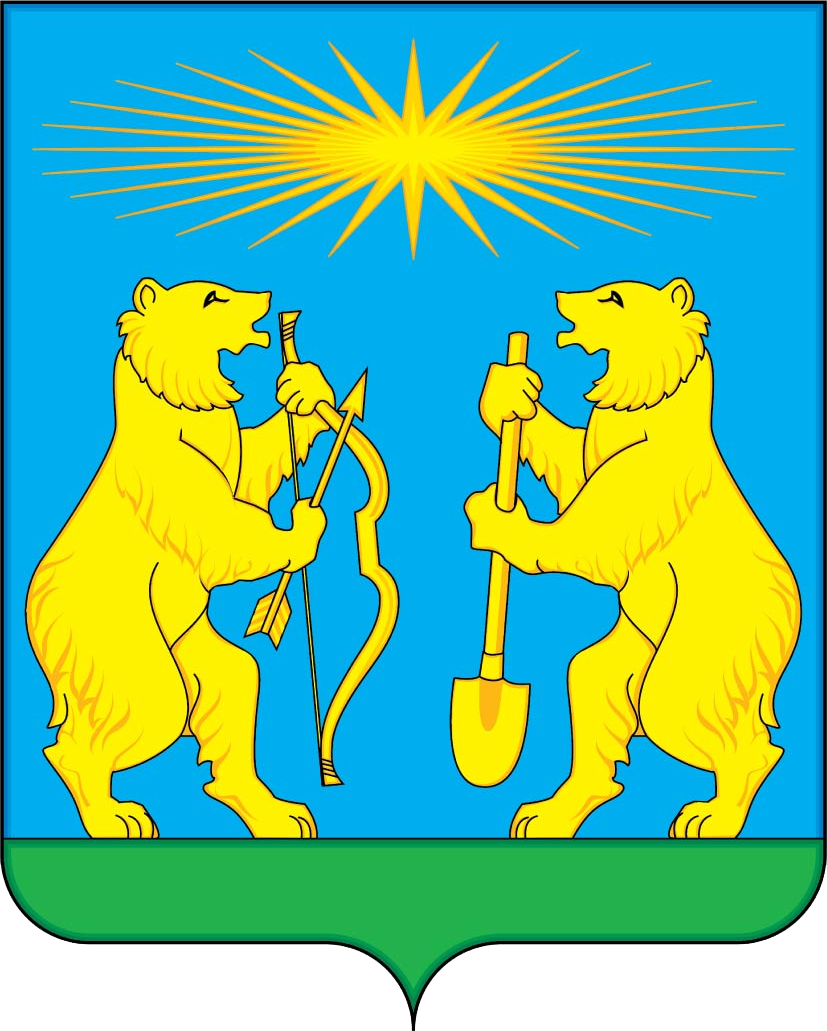
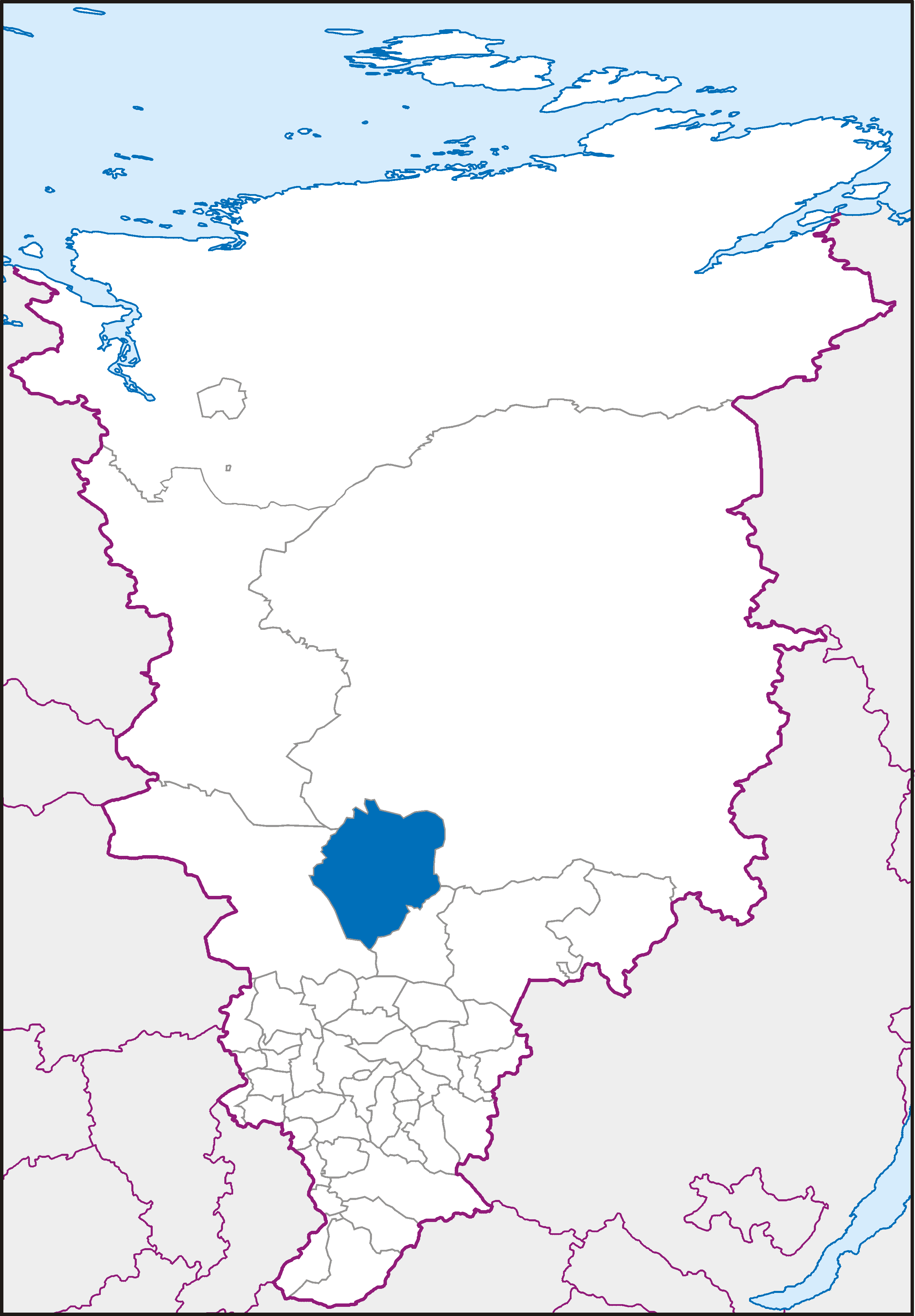

- Административный центр — городской посёлок Северо-Енисейский

Район не включает административно-территориальные единицы и муниципальные образования, а состоит только из территориальных единиц — населённых пунктов:
Городские населённые пункты:
- городской посёлок Северо-Енисейский

Сельские населённые пункты:
- деревня Куромба
- посёлок Брянка
- посёлок Вангаш
- посёлок Вельмо
- посёлок Енашимо
- посёлок Новая Калами
- посёлок Новоерудинский
- посёлок Пит-Городок
- посёлок Тея

До 1 января 2006 года в составе Северо-Енисейского административного района выделялись два рабочих посёлка, 5 сельсоветов и 1 межселенная территория, муниципальными образованиями соответствующего муниципального районы являлись 2 городских поселения, 5 сельских (1 с названием сельсовет) и 1 межселенная территория. 1 января 2006 года внутреннее деление муниципального и административного района было упразднено.
1 января 2014 года рабочий посёлок Северо-Енисейский был преобразован в городской посёлок, а рабочий посёлок Тея в сельский населённый пункт.
В 2016 году был упразднён посёлок Еруда, в 2019 Суворовский.

### Сухобузимский район

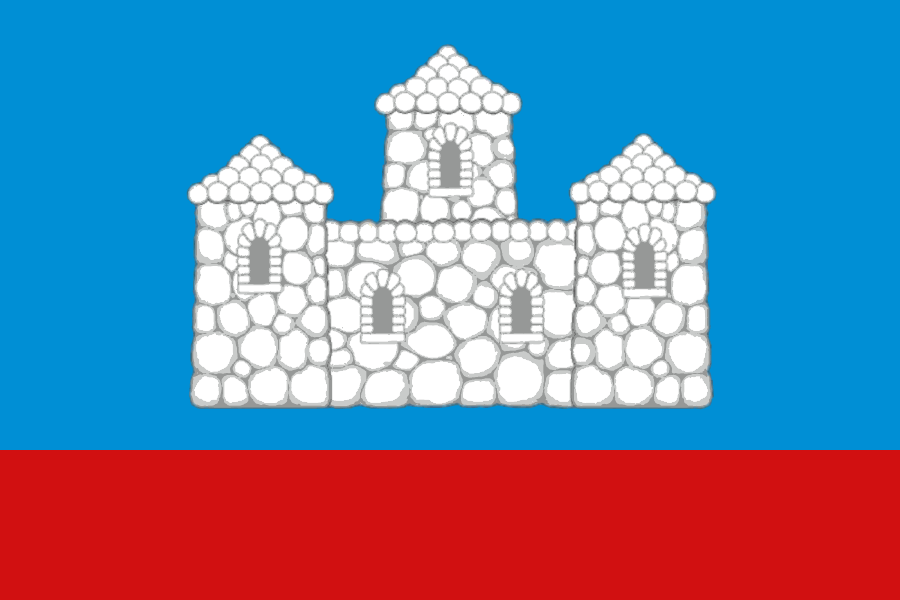
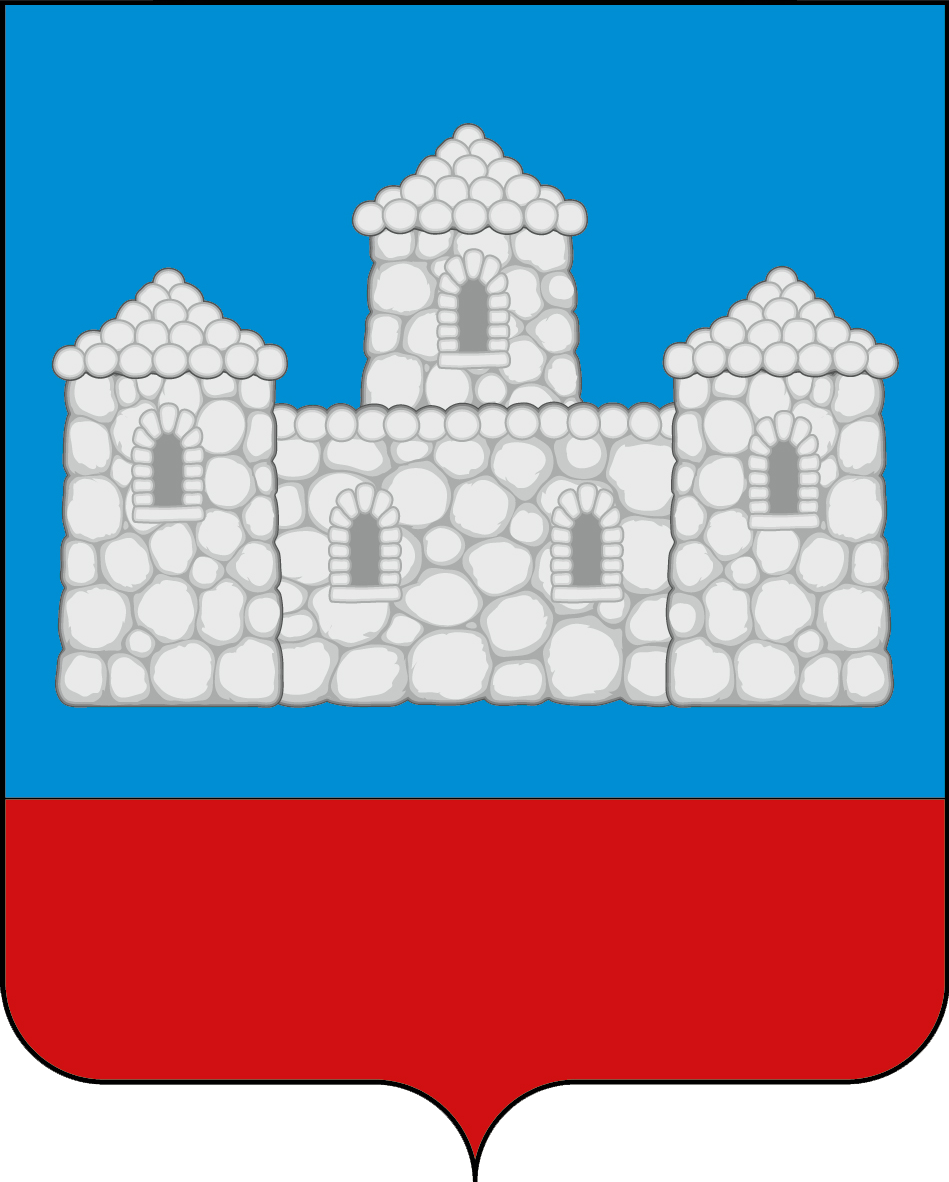
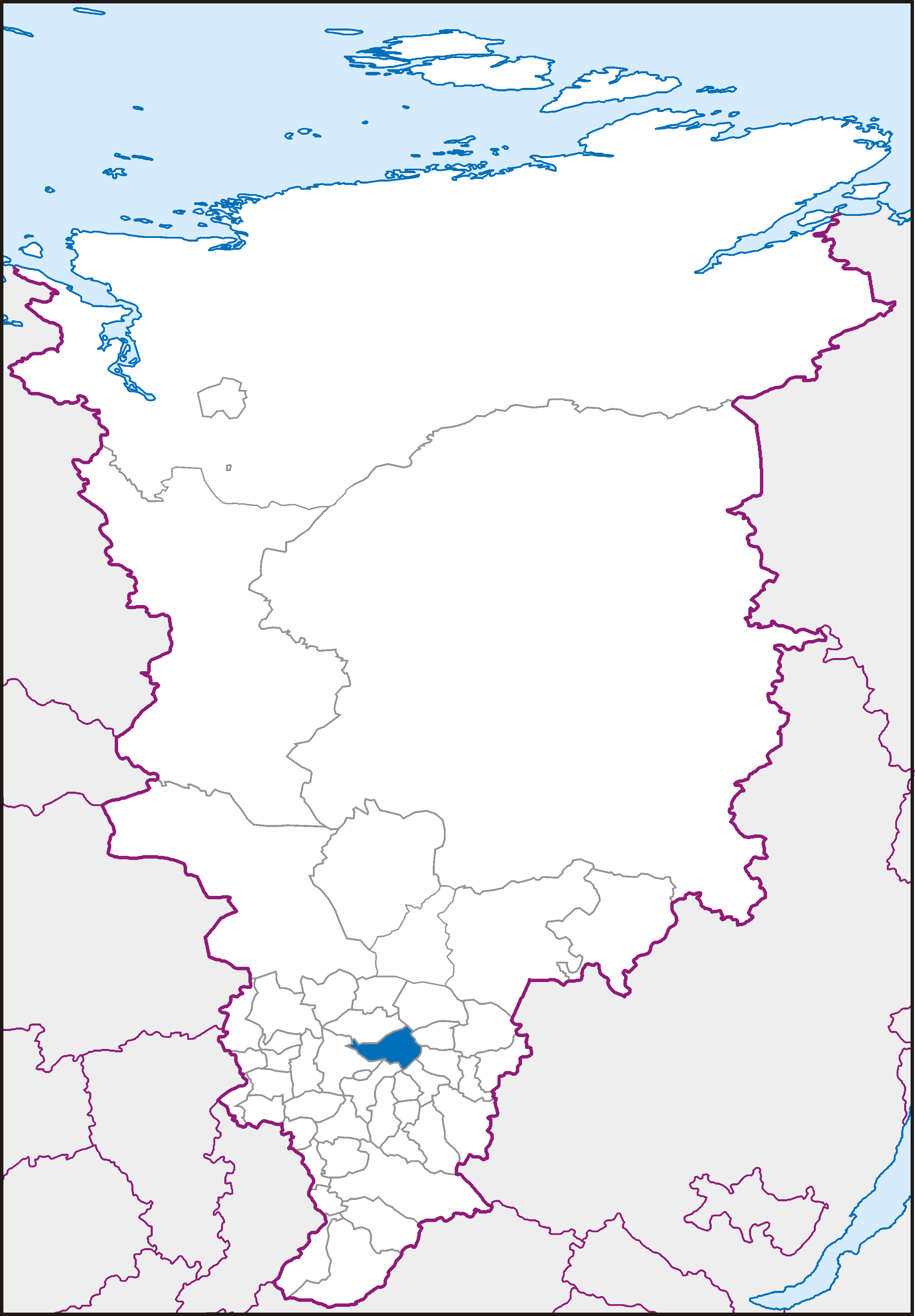

- Административный центр — село Сухобузимское

Сельсоветы (сельские поселения):
- Атамановский сельсовет
- Борский сельсовет
- Высотинский сельсовет
- Кононовский сельсовет
- Миндерлинский сельсовет
- Нахвальский сельсовет
- Подсопочный сельсовет
- Сухобузимский сельсовет
- Шилинский сельсовет

### Таймырский Долгано-Ненецкий район

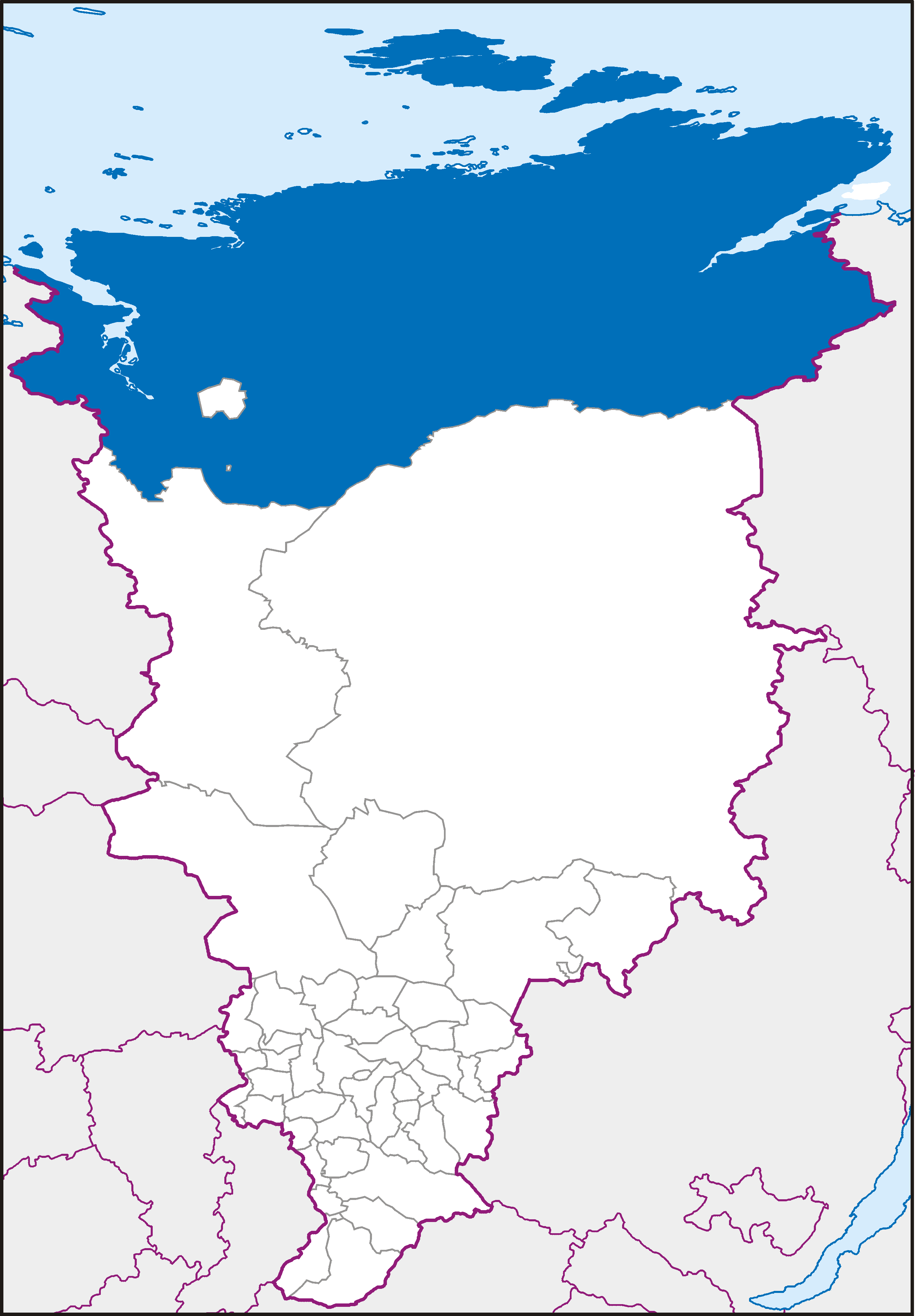

- Административный центр — город Дудинка

Городские поселения:
- Дудинка (районный город Дудинка)
- Диксон (посёлок городского типа Диксон)

Сельские поселения:
- Караул (село Караул с подчинёнными населёнными пунктами)
- Хатанга (село Хатанга с подчинёнными населёнными пунктами)

Муниципальный район был образован с 1 января 2005 года на территории Таймырского Долгано-Ненецкого автономного округа, район как административно-территориальная единица с 1 января 2007 года с объединением Красноярского края, Таймырского (Долгано-Ненецкого) и Эвенкийского автономных округов.

### Тасеевский район

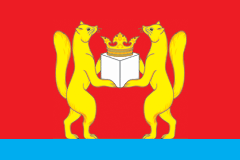
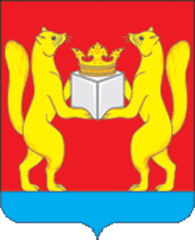
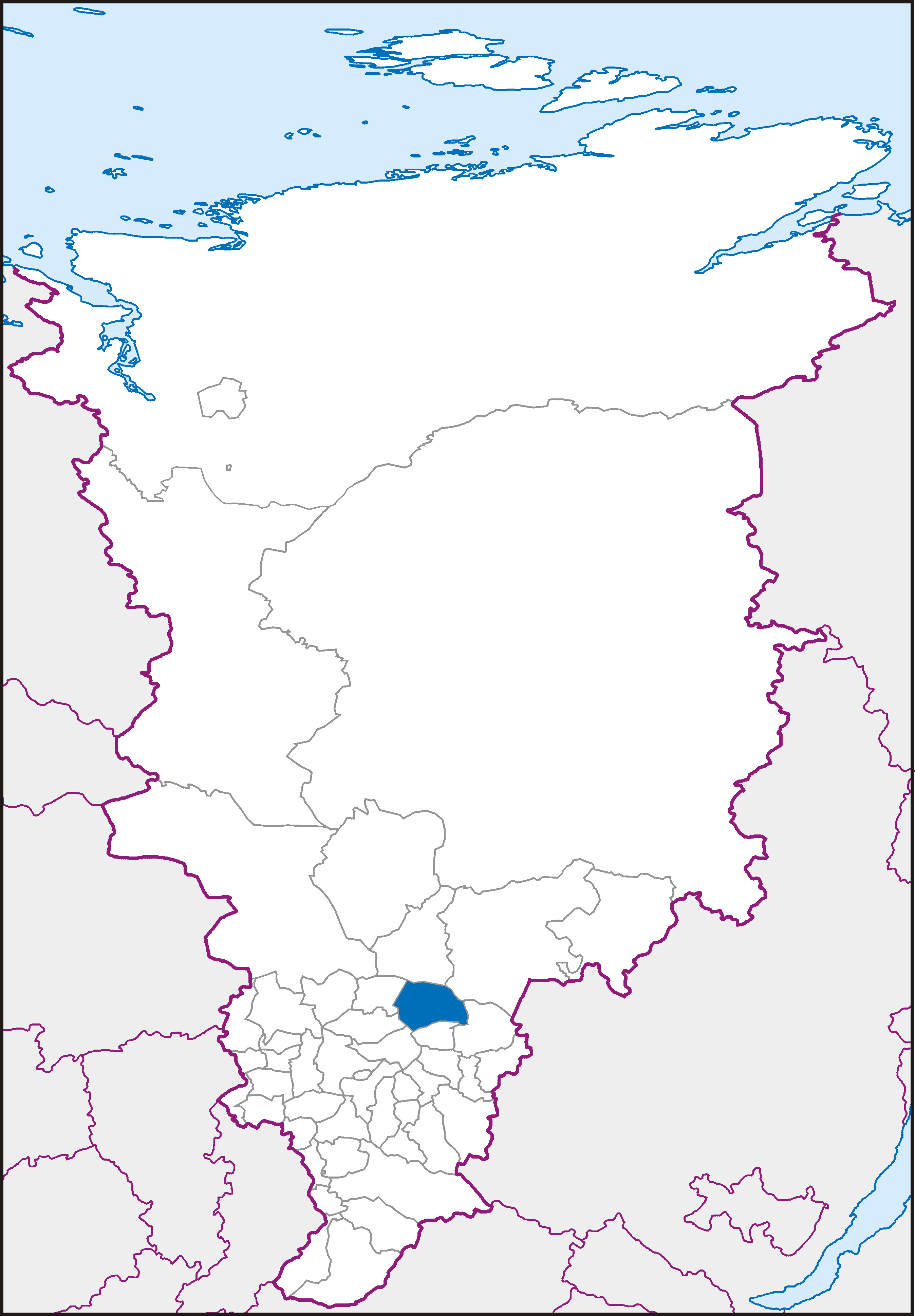

- Административный центр — село Тасеево

Сельские поселения (сельсоветы):
- Вахрушевский сельсовет
- Веселовский сельсовет
- Сивохинский сельсовет
- Суховский сельсовет
- Тасеевский сельсовет
- Троицкий сельсовет
- Фаначетский сельсовет
- Хандальский сельсовет

### Туруханский район

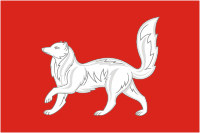
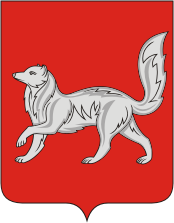
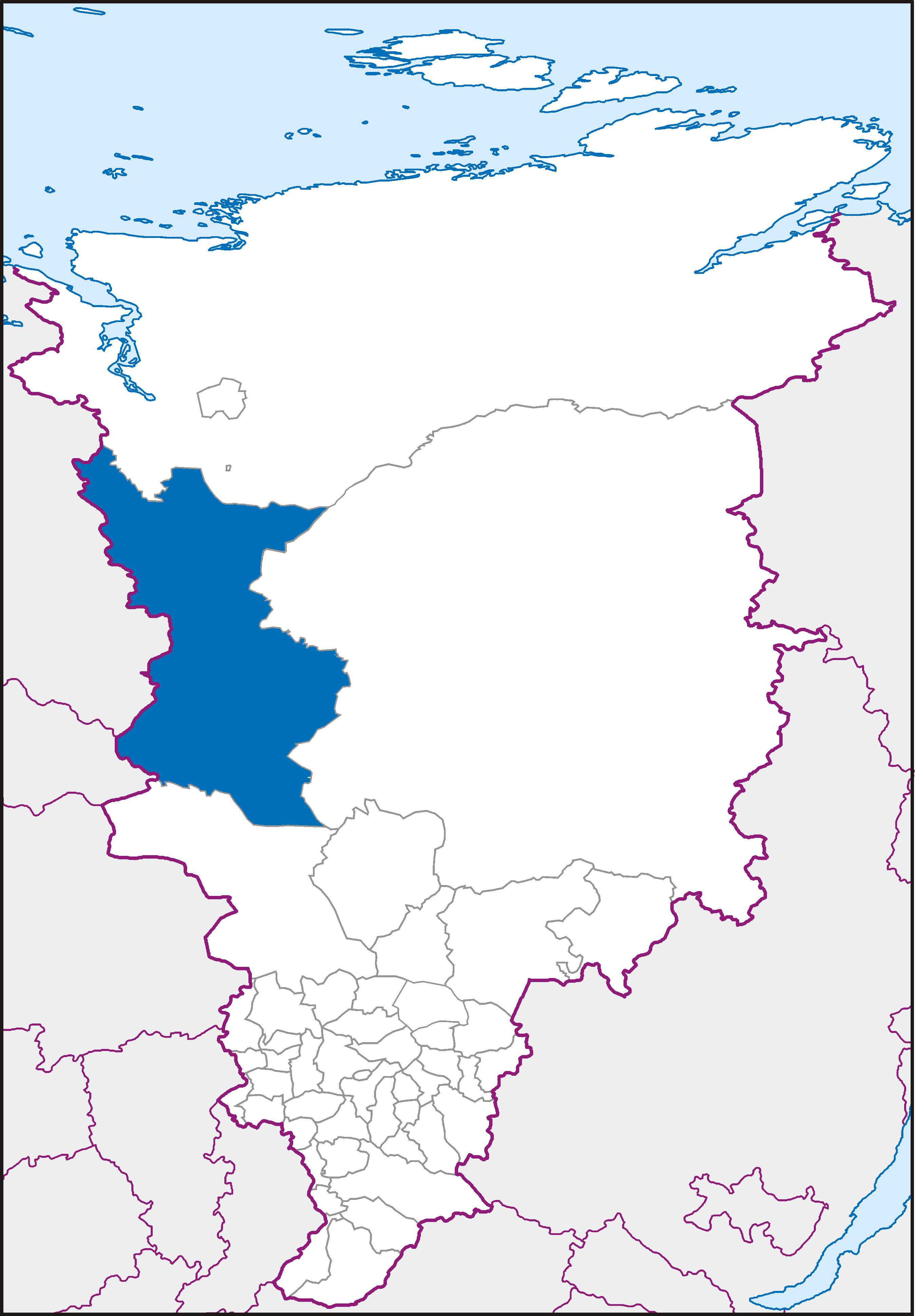

- Административный центр — село Туруханск

Городские поселения:
- город Игарка (районный город Игарка)

Сельсоветы (сельские поселения):
- Борский сельсовет
- Верхнеимбатский сельсовет
- Вороговский сельсовет
- Зотинский сельсовет
- Светлогорский сельсовет
- Туруханский сельсовет

В составе района выделяется межселенная территория с 20 сельскими населёнными пунктами (посёлком Курейкой, находившимся в подчинении города Игарки, а также населёнными пунктами, составлявшими до 2005 года Бакланихинский, Бахтинский, Верещагинский, Горошихинский, Келлогский, Костинский, Серковский, Совреченский, Сургутихинский и Фарковский сельсоветы).
До 2005 года Игарка являлась краевым городом.
С 1 января 2014 года рабочий посёлок Светлогорск был преобразован в сельский населённый пункт и образован Светлогорский сельсовет.

### Ужурский район

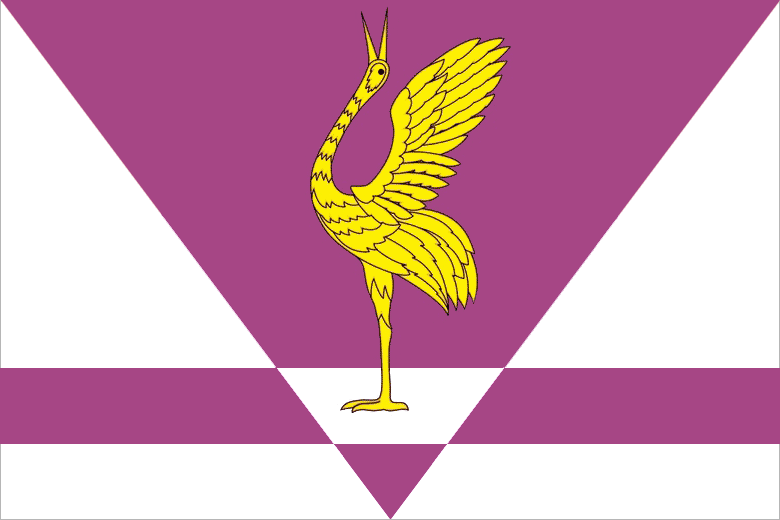
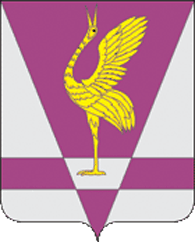
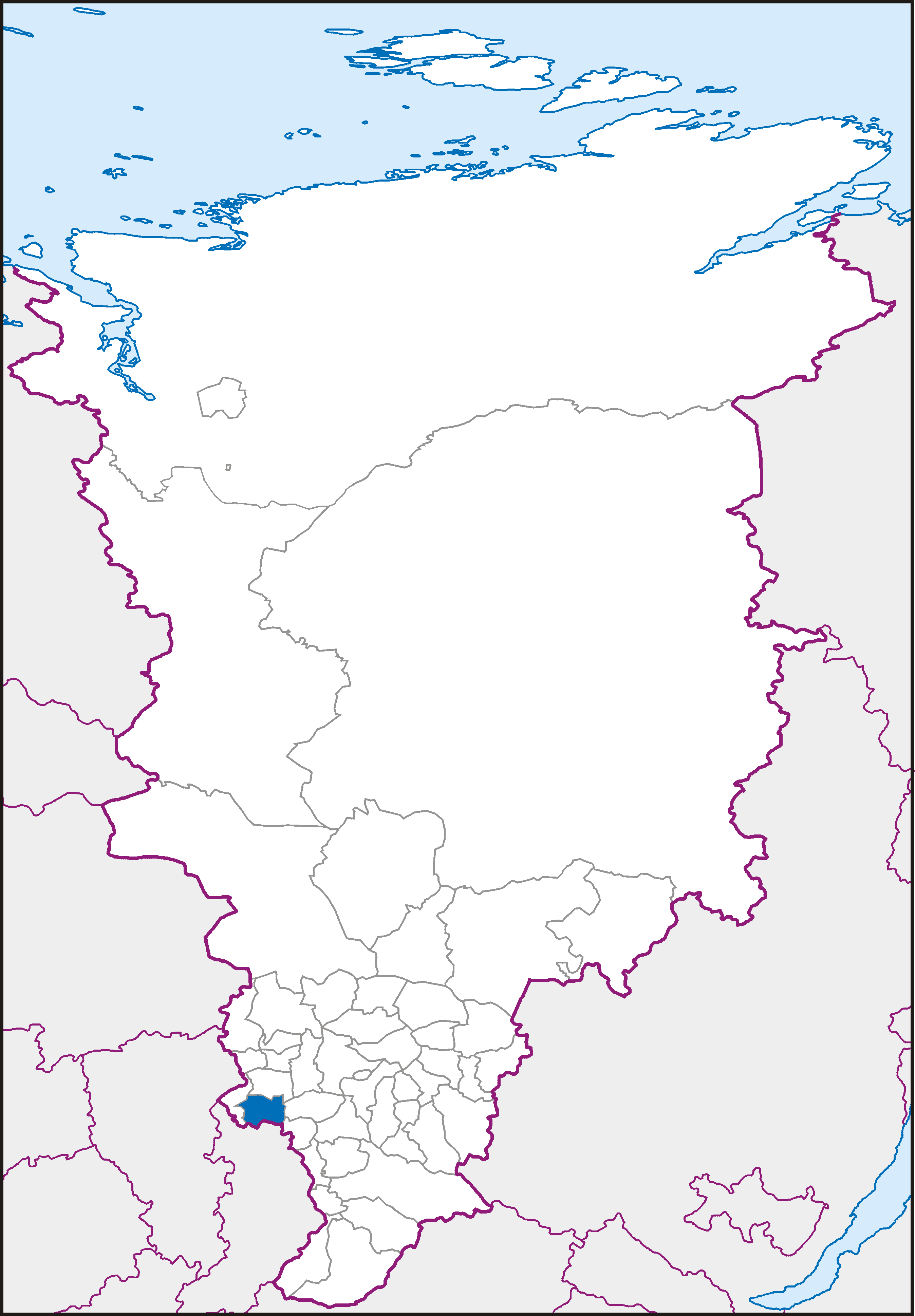

- Административный центр — город Ужур

Городское поселение:
- город Ужур (районный город Ужур)

Сельсоветы (сельские поселения):
- Васильевский сельсовет
- Златоруновский сельсовет
- Ильинский сельсовет
- Крутоярский сельсовет
- Кулунский сельсовет
- Локшинский сельсовет
- Малоимышский сельсовет
- Михайловский сельсовет
- Озероучумский сельсовет
- Прилужский сельсовет
- Приреченский сельсовет
- Солгонский сельсовет

### Уярский район

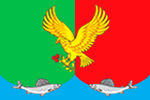
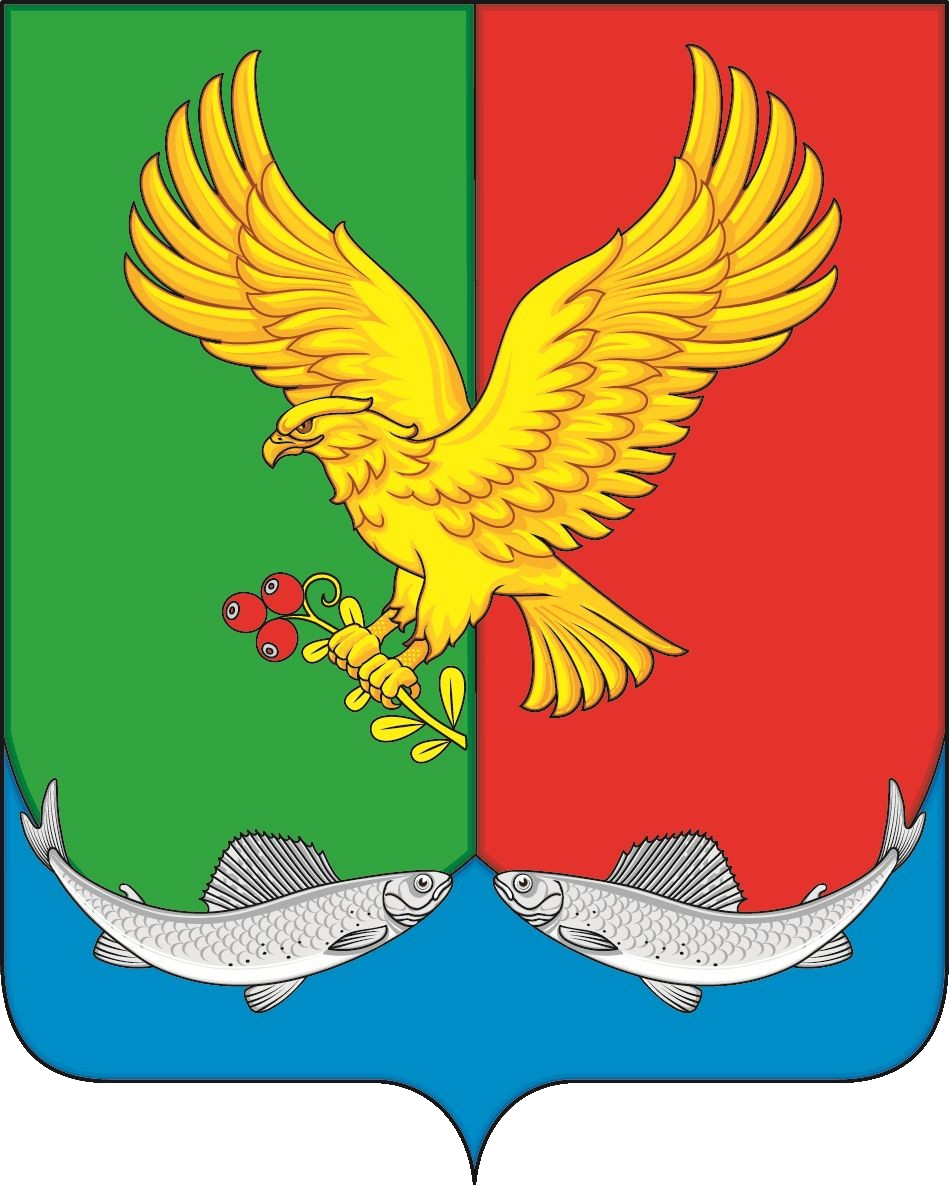
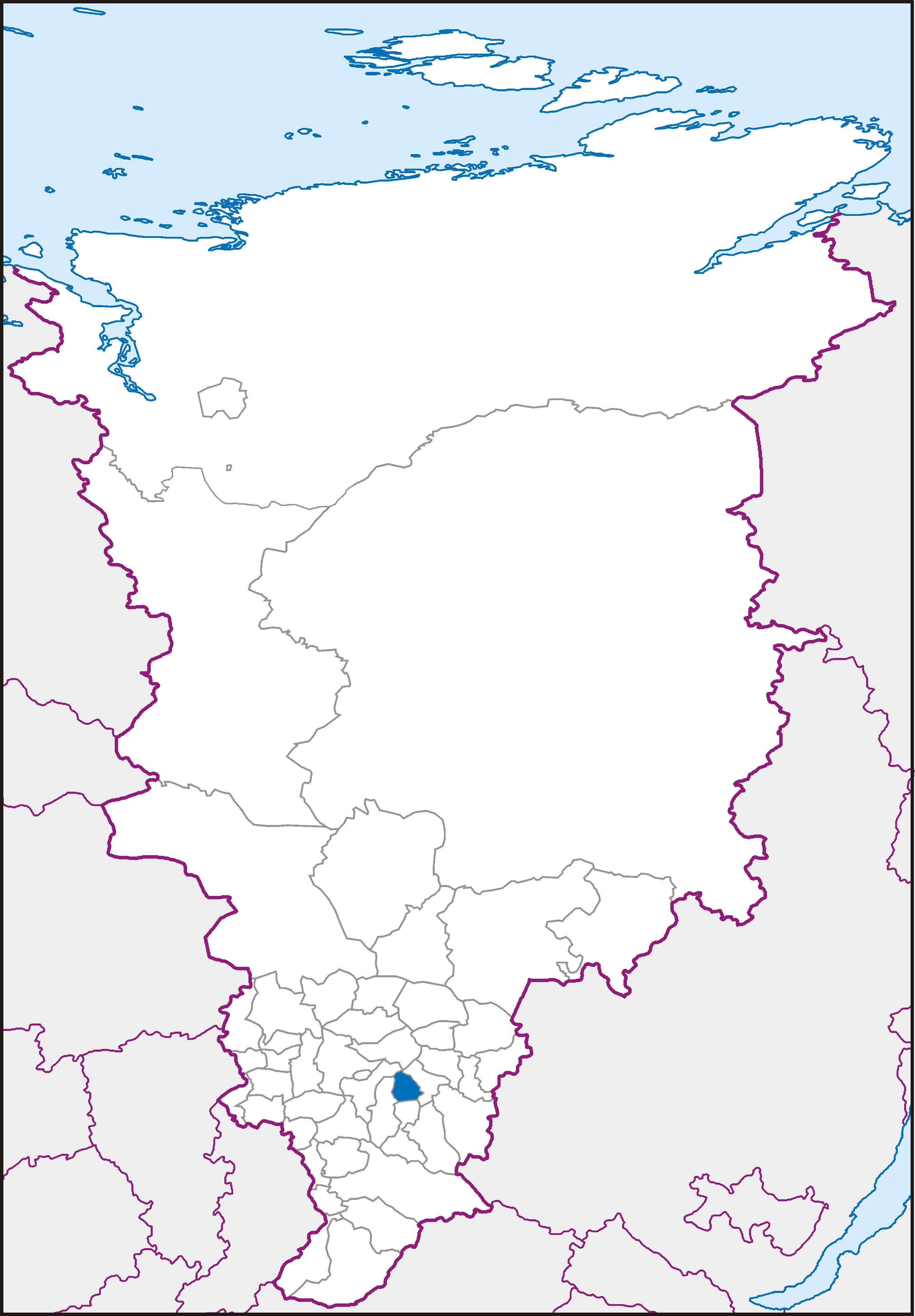

- Административный центр — город Уяр

Городское поселение:
- город Уяр (районный город Уяр)

Сельсоветы (сельские поселения):
- Авдинский сельсовет
- Балайский сельсовет
- Восточный сельсовет
- Громадский сельсовет
- Новопятницкий сельсовет
- Рощинский сельсовет
- Сухонойский сельсовет
- Сушиновский сельсовет
- Толстихинский сельсовет

### Шушенский район

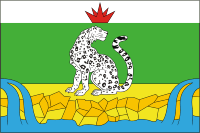
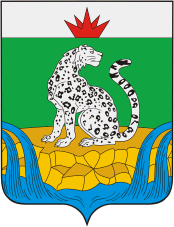
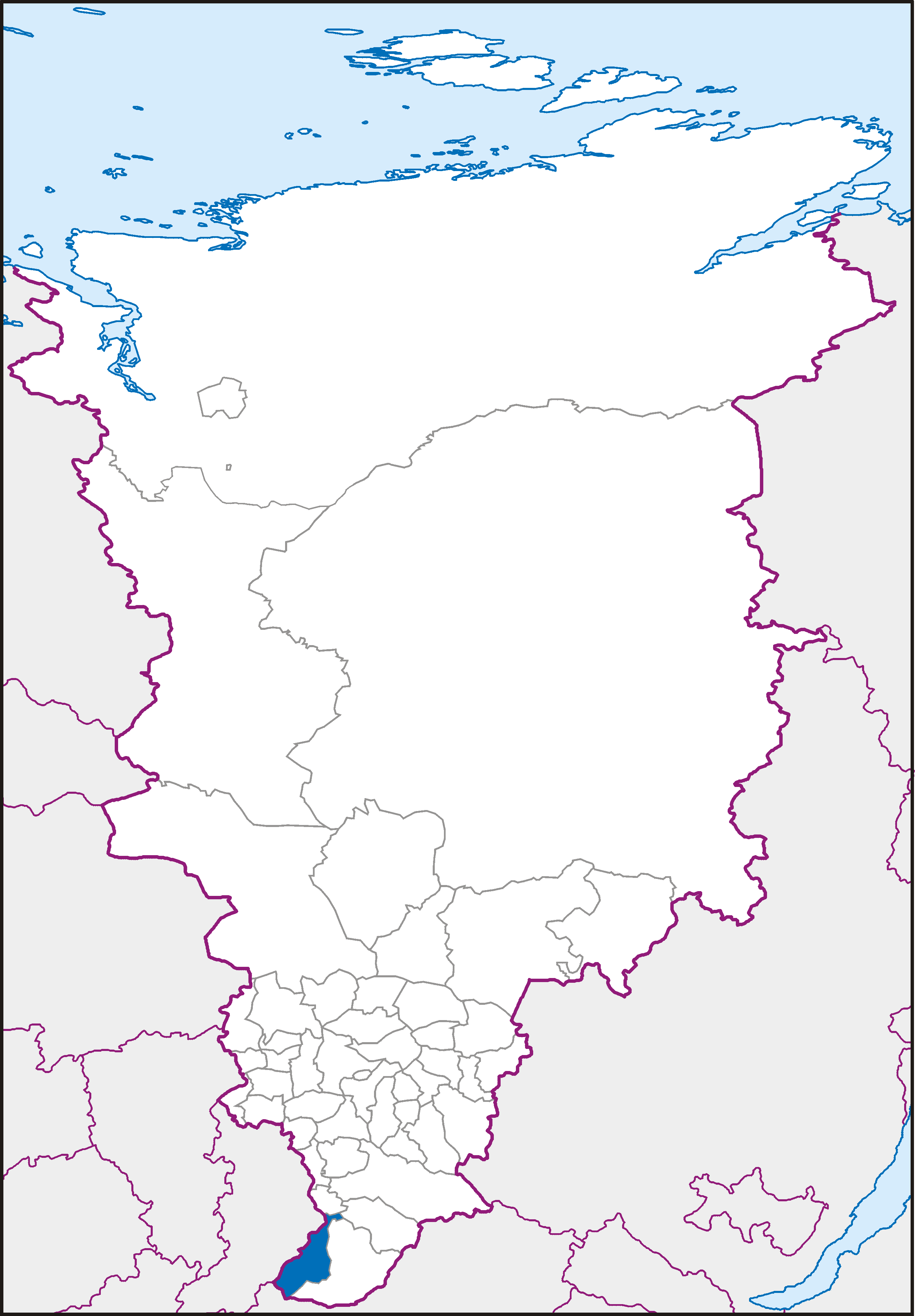

- Административный центр — посёлок Шушенское

Городское поселение:
- посёлок Шушенское (посёлок городского типа Шушенское)

Сельсоветы (сельские поселения):
- Иджинский сельсовет
- Ильичевский сельсовет
- Казанцевский сельсовет
- Каптыревский сельсовет
- Сизинский сельсовет
- Синеборский сельсовет
- Субботинский сельсовет

### Эвенкийский район

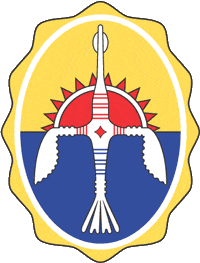
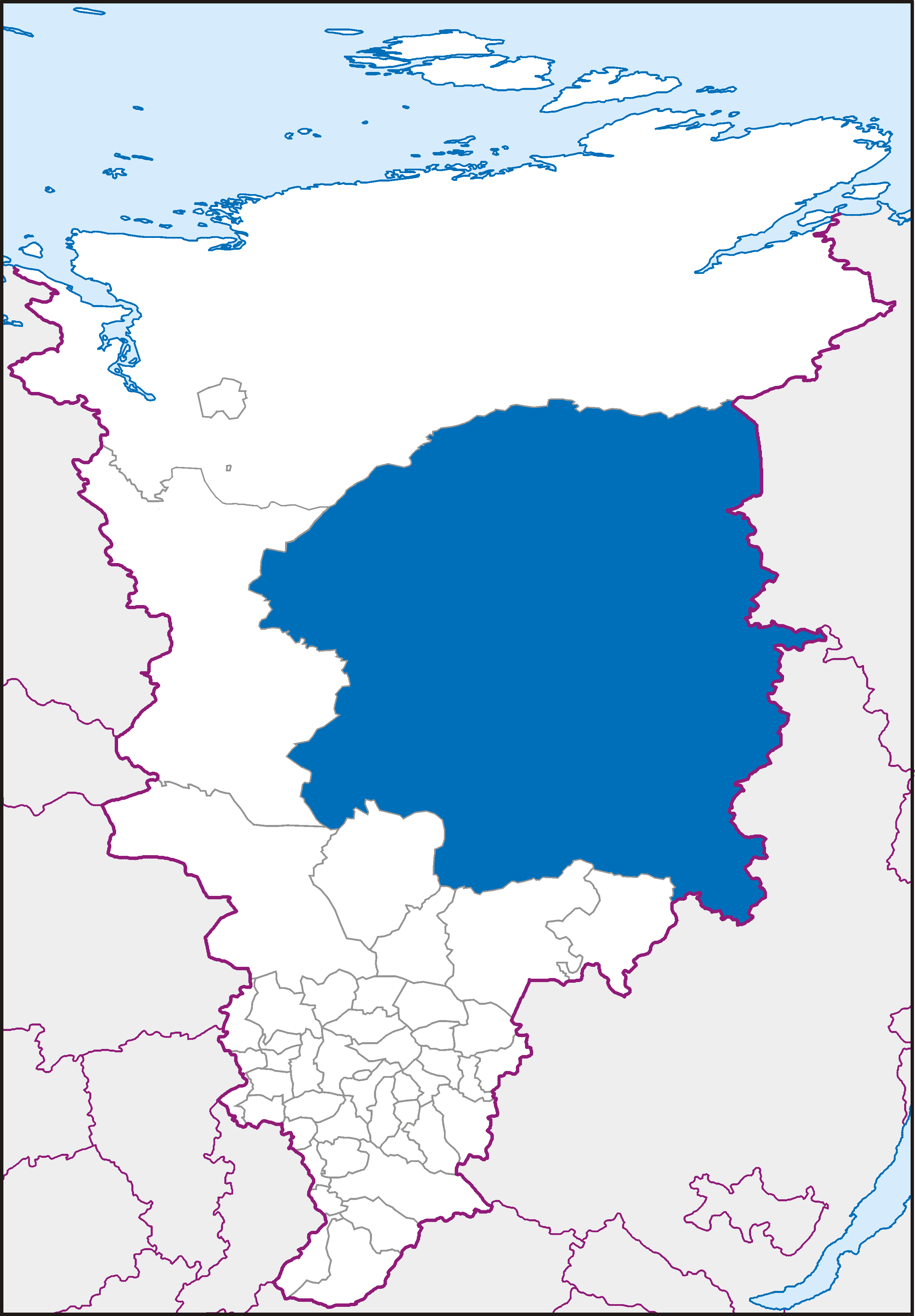

- Административный центр — посёлок Тура (до 2011 пгт)

Сельские поселения (одноимённы единственным населённым пунктам в их составе):
- посёлок Бурный
- посёлок Ессей
- посёлок Кислокан
- посёлок Кузьмовка
- посёлок Куюмба
- посёлок Муторай
- посёлок Нидым
- посёлок Оскоба
- посёлок Ошарово
- посёлок Полигус
- посёлок Стрелка-Чуня
- посёлок Суломай
- посёлок Суринда
- посёлок Тура
- посёлок Тутончаны
- посёлок Учами
- посёлок Чемдальск
- посёлок Чиринда
- посёлок Эконда
- посёлок Юкта
- село Байкит
- село Ванавара
- село Мирюга

В составе района выделяется межселенная территория без населённых пунктов.
Муниципальный район был образован с 1 ноября 2004 года, район как административно-территориальная единица с 3 декабря 2006 года в составе Эвенкийского автономного округа.
В 2006 году был упразднён посёлок Ногинск, образовывавший самостоятельное сельское поселение посёлок Ногинск.
1 января 2007 года при объединении Красноярского края, Таймырского (Долгано-Ненецкого) и Эвенкийского автономных округов были упразднены Куюмбинский, Ошаровский и Полигусовский сельсоветы как территориальные единицы, унаследованные от Байкитского района.
В 2011 году была упразднена фактория Учами, входившая в сельское поселение посёлок Полигус, посёлок городского типа Тура преобразован в сельский населённый пункт.
В 2017 году были упразднены населённые пункты посёлки Усть-Камо (входивший в состав поселения посёлок Куюмба), Таимба (входивший в состав поселения посёлок Ошарово), на уровне административно-территориального устройства образовывавшие самостоятельные территориальные единицы.

### Поселения упразднённых муниципальных районов

#### Пировский район

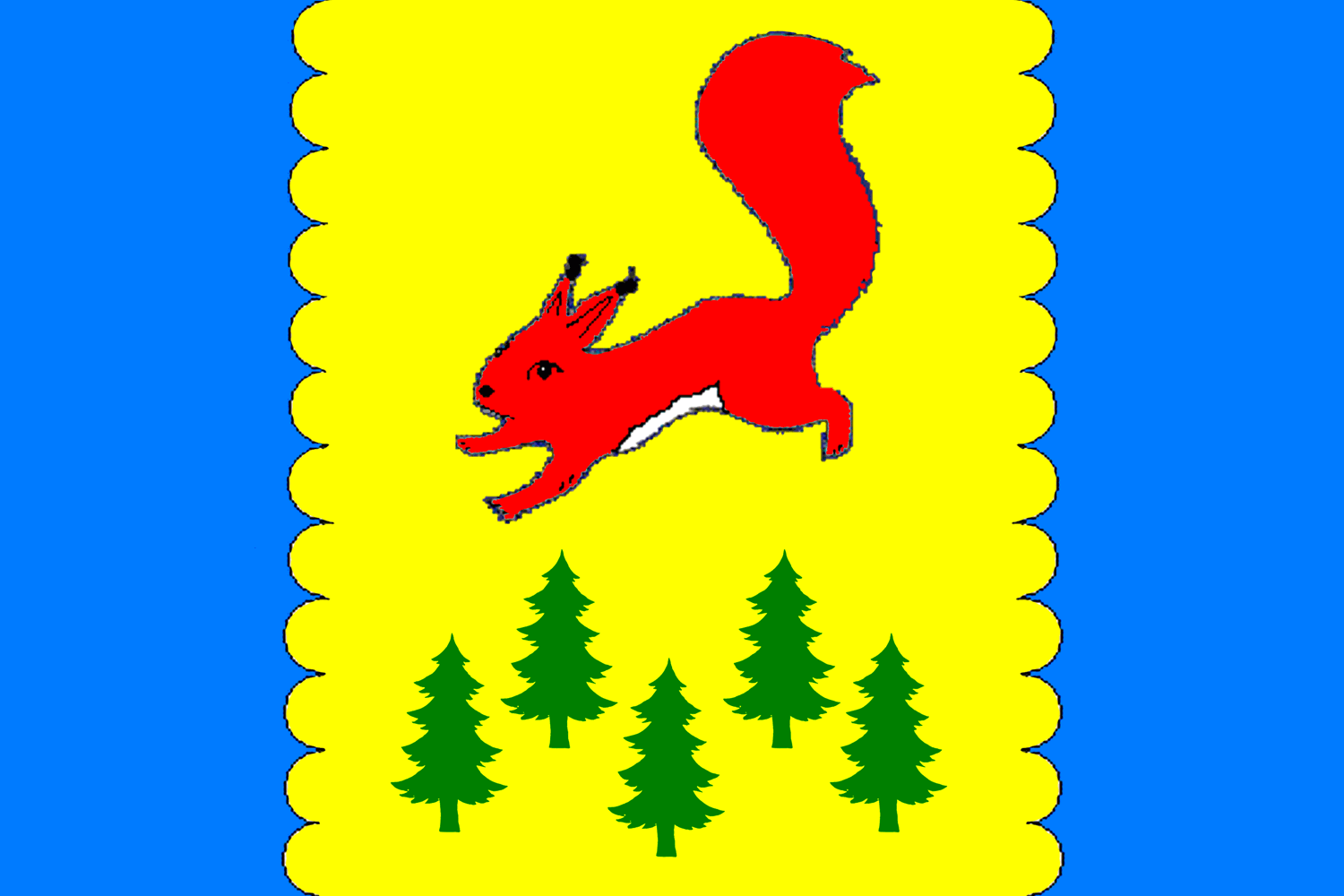
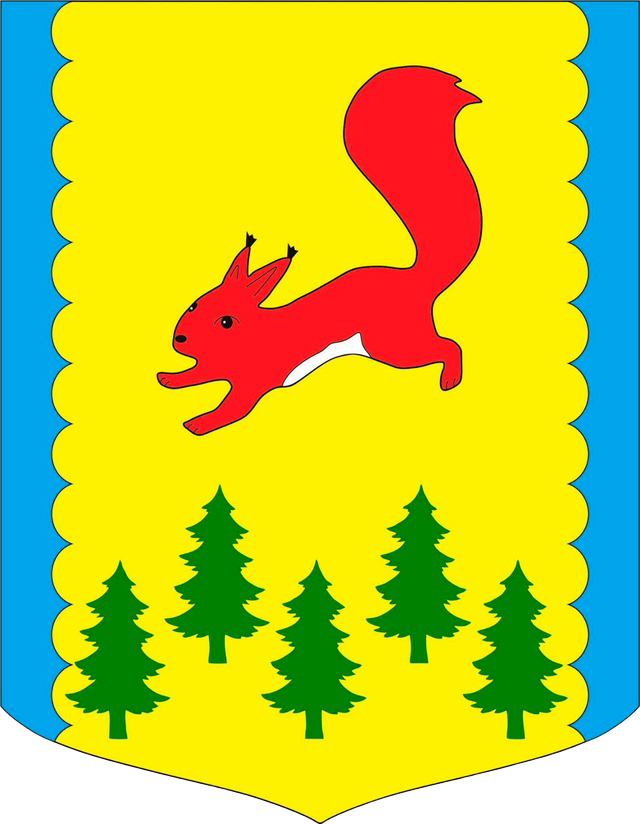
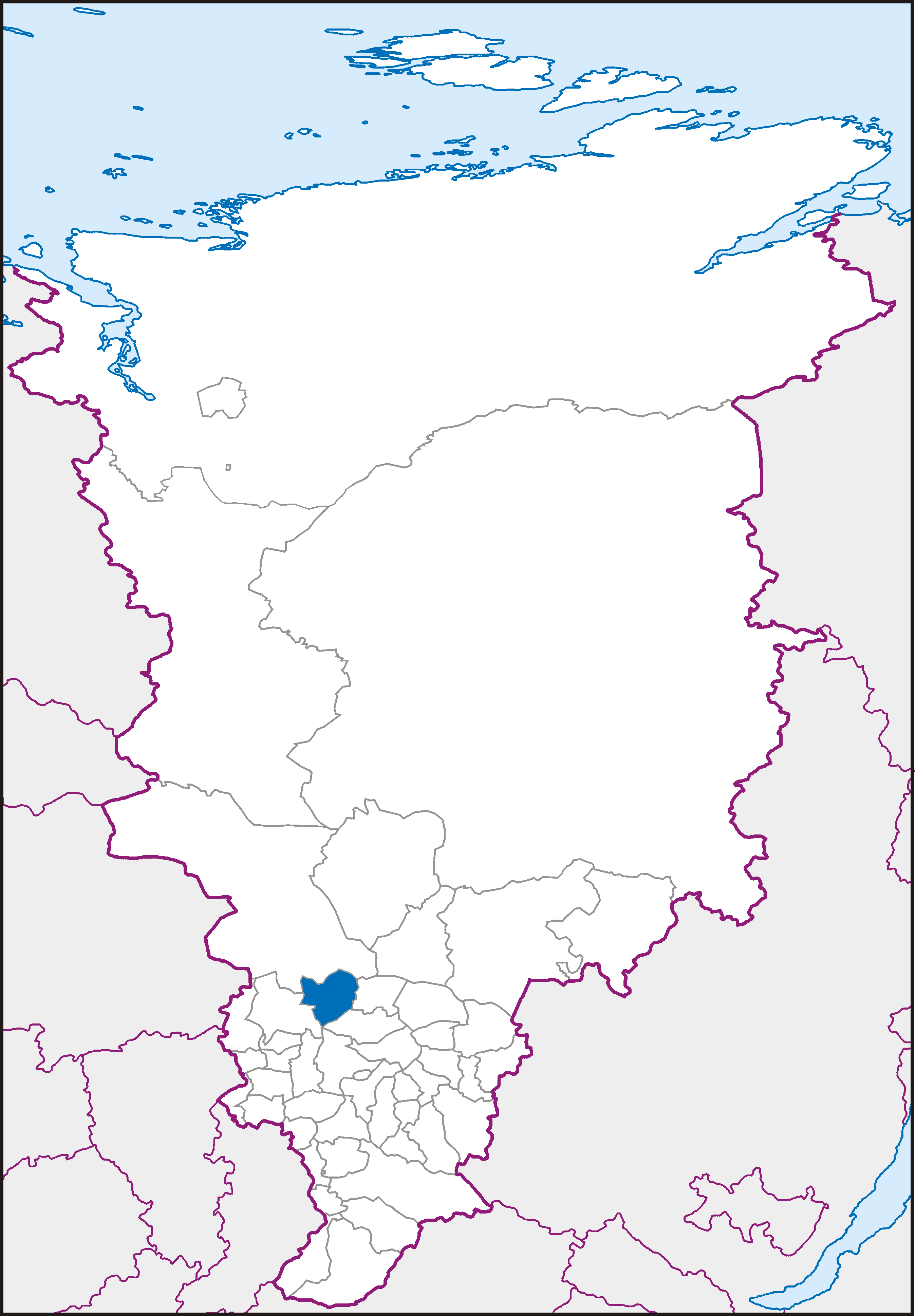

- Административный центр — село Пировское

Сельские поселения (сельсоветы):
- Бушуйский сельсовет
- Икшурминский сельсовет
- Кетский сельсовет
- Кириковский сельсовет
- Комаровский сельсовет
- Пировский сельсовет
- Солоухинский сельсовет
- Троицкий сельсовет
- Чайдинский сельсовет

Законом от 6 декабря 2018 года Алтатский сельсовет был объединён с Кетским сельсоветом.
28 декабря 2019 года Пировский муниципальный район с входящими в его состав сельскими поселениями был упразднён. Соответствующий район как административно территориальная единица и входящие в его состав сельсоветы были преобразованы в Пировский округ 2 августа 2021 года.

#### Тюхтетский район

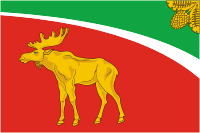
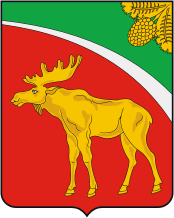
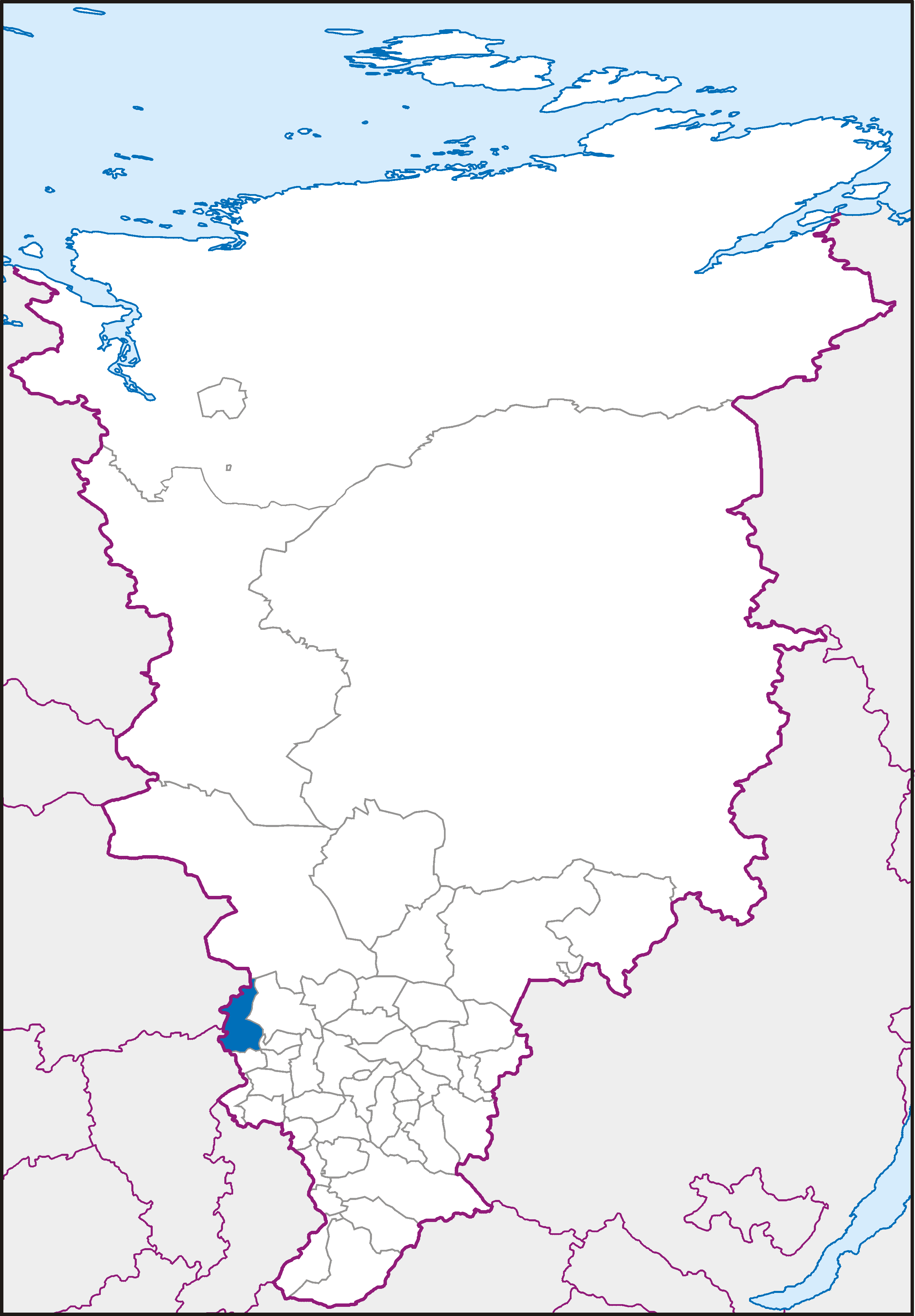

- Административный центр — село Тюхтет

Сельсоветы (сельские поселения):
- Верх-Четский сельсовет
- Зареченский сельсовет
- Красинский сельсовет
- Лазаревский сельсовет
- Леонтьевский сельсовет
- Новомитропольский сельсовет
- Поваренкинский сельсовет
- Тюхтетский сельсовет
- Чиндатский сельсовет

К декабрю 2018 года Двинский сельсовет был объединён с Леонтьевским сельсоветом.
В апреле 2020 года Тюхтетский муниципальный район и входящие в его состав сельские поселения были преобразованы в муниципальный округ. Соответствующий район как административно-территориальная единица и входящие в его состав сельсоветы были преобразованы в Тюхтетский округ 2 августа 2021 года.

#### Шарыповский район

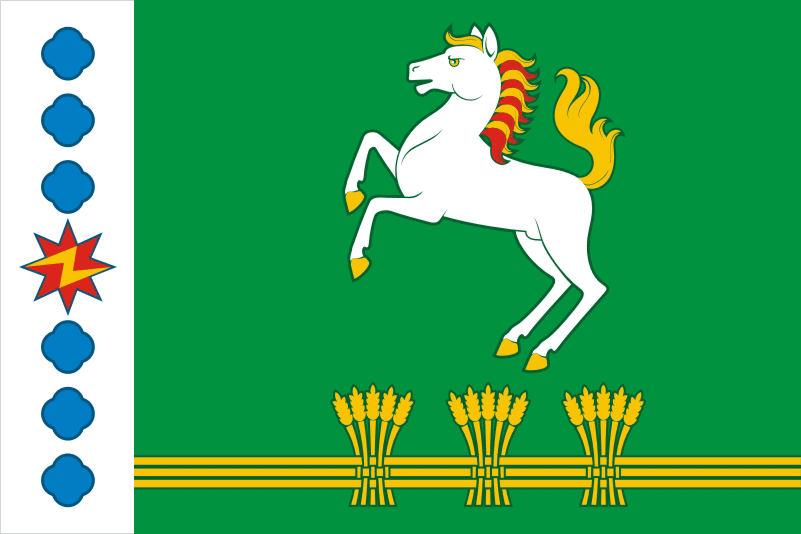
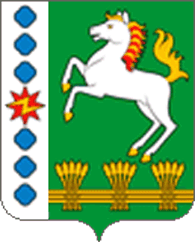
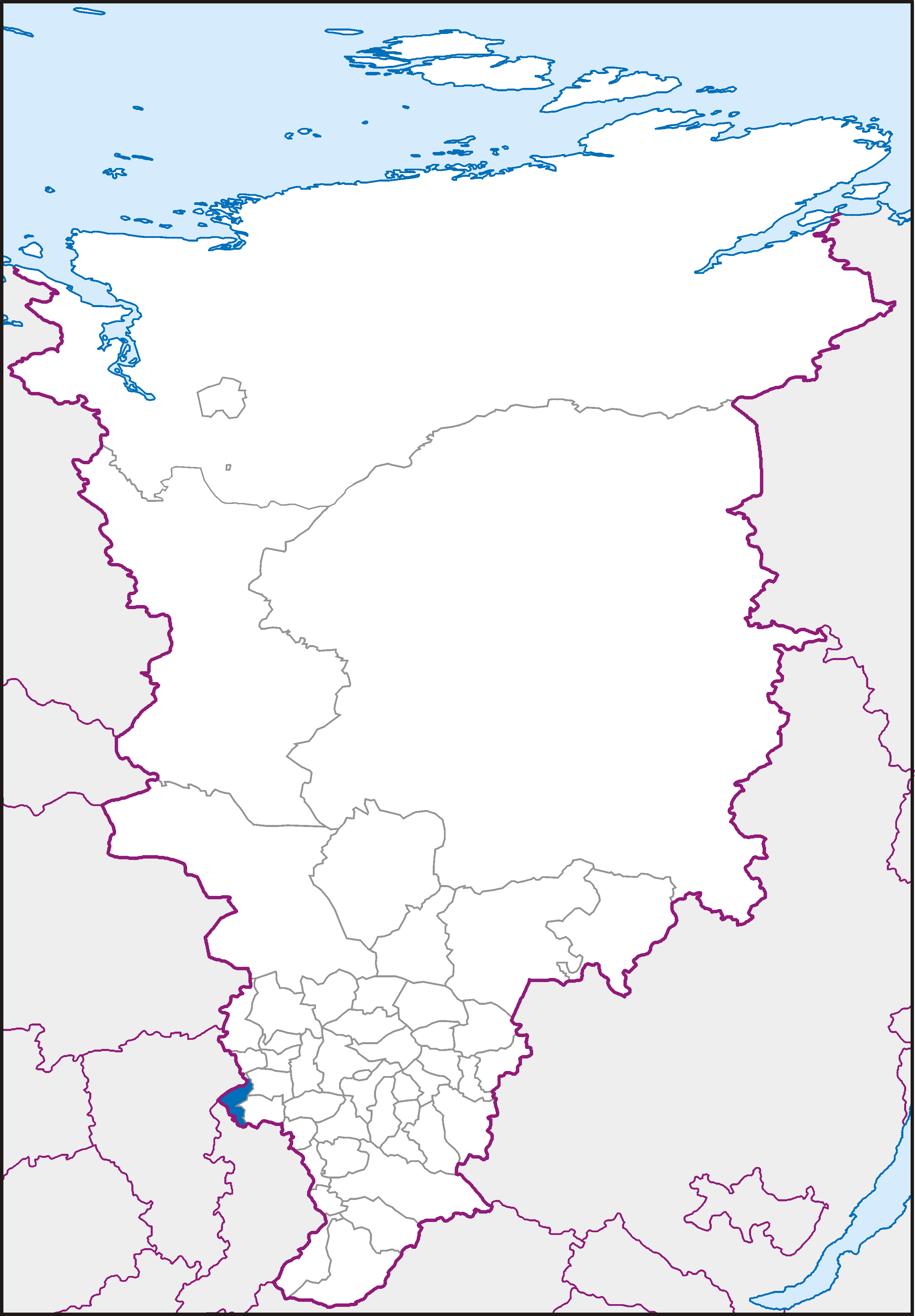

- Административный центр — город Шарыпово

Сельсоветы (сельские поселения):
- Берёзовский сельсовет
- Ивановский сельсовет
- Новоалтатский сельсовет
- Парнинский сельсовет
- Родниковский сельсовет
- Холмогорский сельсовет
- Шушенский сельсовет

6 января 2020 года Шарыповский муниципальный район и все входившие в его состав сельские поселения были упразднены с преобразованием в Шарыповский муниципальный округ. Соответствующий район как административно-территориальная единица и входящие в его состав сельсоветы были преобразованы в Шарыповский округ 2 августа 2021 года.

## История
По состоянию на 12 февраля 1938 года Красноярский край включал 42 района (Абанский, Артёмовский, Ачинский, Балахтинский, Берёзовский, Бирилюсский, Боготольский, Богучанский, Больше-Муртинский, Даурский, Дзержинский, Емельяновский, Енисейский, Ермаковский, Идринский, Иланский, Ирбейский, Казачинский, Канский, Каратузский, Кежемский, Козульский, Краснотуранский, Курагинский, Манский, Минусинский, Назаровский, Нижне-Ингашский, Новосёловский, Партизанский, Пировский, Рыбинский, Саянский, Северо-Енисейский, Сухобузимский, Тасеевский, Туруханский, Тюхтетский, Удерейский, Ужурский, Усинский, Уярский) и 2 города краевого подчинения (Красноярск и Игарка).
13 февраля 1938 года был образован Советский район.
25 апреля 1940 года статус городов краевого подчинения получили Ачинск и Канск.
12 мая 1941 года был образован Ярцевский район.
11 мая 1942 года статус города краевого подчинения получил Минусинск.
5 января 1944 года были образованы Большеулуйский, Долгомостовский и Шушенский районы.
21 апреля 1947 года из Хакасской АО в Красноярский край был передан Шарыповский район.
13 апреля 1951 года статус города краевого подчинения получил Боготол.
31 августа 1951 года город Красноярск был переведён из краевого подчинения в республиканское (РСФСР).
15 июля 1953 года статус города краевого подчинения получил Норильск (путём выведения из Дудинского района Таймырского (Долгано-Ненецкого) национального округа и преобразования рабочего посёлка Норильский).
14 августа 1957 года были упразднены Артёмовский, Усинский и Ярцевский районы.
3 июня 1958 года город Красноярск был переведён из республиканского (РСФСР) подчинения в краевое.
25 декабря 1961 года статус города краевого подчинения получил Назарово.
17 мая 1962 года статус города краевого подчинения получил Енисейск.
1 февраля 1963 года были упразднены Берёзовский, Большеулуйский, Даурский, Дзержинский, Долгомостовский, Ермаковский, Козульский, Краснотуранский, Манский, Нижнеингашский, Новосёловский, Партизанский, Саянский, Северо-Енисейский, Советский, Сухобузимский, Тюхтетский, Удерейский и Шарыповский районы. Оставшиеся Абанский, Ачинский, Балахтинский, Бирилюсский, Боготольский, Богучанский, Большемуртинский, Емельяновский, Енисейский, Идринский, Иланский, Ирбейский, Казачинский, Канский, Каратузский, Кежемский, Курагинский, Минусинский, Назаровский, Пировский, Рыбинский, Тасеевский, Туруханский, Ужурский, Уярский и Шушенский районы были преобразованы в сельские районы. Одновременно были образованы Мотыгинский и Нижнеингашский промышленные районы. Статус городов краевого подчинения получили Дивногорск и Заозёрный.
13 января 1965 года все сельские районы были преобразованы в районы, а промышленные районы упразднены. Одновременно образованы Краснотуранский, Манский, Мотыгинский, Нижнеингашский, Новоселовский, Саянский и Северо-Енисейский районы.
3 ноября 1965 года были образованы Большеулуйский, Дзержинский, Сухобузимский и Шарыповский районы.
30 декабря 1966 года были образованы Ермаковский, Партизанский и Тюхтетский районы.
3 апреля 1972 года был образован Козульский район.
21 февраля 1975 года статус города краевого подчинения получил Лесосибирск.
31 июля 1981 года статус города краевого подчинения получили Бородино и Шарыпово.
25 апреля 1983 года был образован Берёзовский район.
15 августа 1985 года статус города краевого подчинения получил Сосновоборск.
15 декабря 1990 года из состава Красноярского края была выведена Хакасская автономная область.
В 1992 году были образованы ЗАТО Железногорск, Зеленогорск, Кедровый, Солнечный.
Административно-территориальное устройства края в целом в 1990-х не претерпело серьёзных изменений. Сельсоветы в основном получили существенное развитие как объекты административно-территориального устройства и как муниципальные образования в составе районов, но были упразднены законодательно в составе краевых городов. Также с середины 1990-х наметилась тенденция к ликвидации сельсоветов в составе Северо-Енисейского района. Помимо этого, роль сельсоветов оказалась существенно ослаблена в Таймырском (Долгано-Ненецком) и Эвенкийском автономных округах.
В 2000-х годах в результате муниципальной и сопутствовавшей административной реформы:
- в Северо-Енисейском районе было окончательно утверждено отсутствие внутрирайонных муниципальных образований и административно-территориальных единиц (рабочих посёлков и сельсоветов);
- были образованы Таймырский Долгано-Ненецкий и Эвенкийский районы без сельсоветов и автономные округа упразднены в результате объединения с Красноярским краем;
- посёлок городского типа Кедровый лишён статуса ЗАТО и включён на уровне административно-территориального устройства в Емельяновский район (статус городского округа сохранил);
- два краевых города были включены в состав районов как городские поселения (районные города) — Игарка, Заозёрный;
- были образованы межселенные территории.

С 1 января 2014 года рабочие посёлки были преобразованы в посёлки городского типа либо сельские населённые пункты (Северо-Енисейский в городской посёлок).
С 2019—2020 годов появились как муниципальные образования муниципальные округа, а с 2021 округа как административно-территориальные единицы.